# 台鐵EMU500型電聯車
台鐵EMU500型電聯車是一款屬於臺灣鐵路公司（原臺灣鐵路管理局，略稱台鐵或臺鐵局）的交流電用通勤型電聯車，為台鐵第二款通勤電聯車，行駛於全台灣的電化區間。為台鐵首款採用GTO-VVVF變頻器控制的電聯車。

## 引進概要

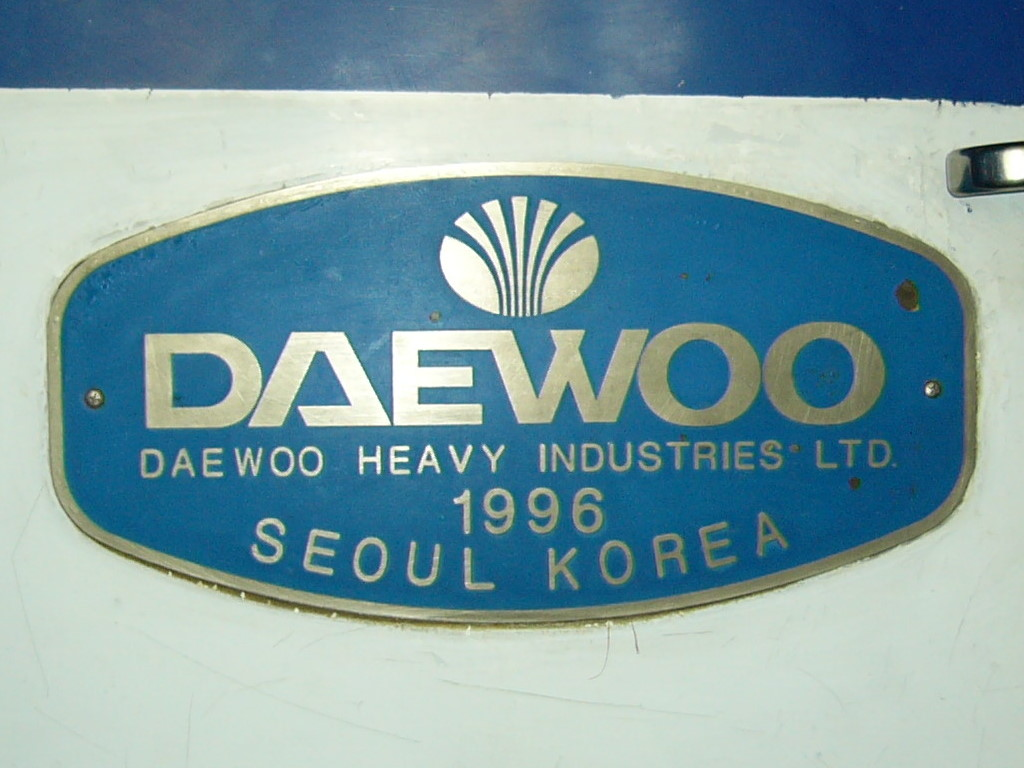
EMU500型電聯車動力車車頭門中央的大宇重工銘板

台鐵雖然已有EMU400型電聯車投入运营，但其不足以完全汰除西部幹線上行駛已久的無空調普通車，因此台鐵決議購入通勤電車，全面取代西部幹線北、中、南三大通勤區的普通客車。台鐵在1993年通过「810購車計畫」，向南韓大宇重工訂購344輛EMU500型電聯車，并在1995年10月10日於台中車站舉行啟用典禮。
本型車於1995~1997年間陸續投入服務，行駛各站停車（台鐵稱為「區間車」）班次，以增强台鐵与公路長途巴士的競爭能力、吸引通勤乘客使用台鐵为重要目的。台鐵在本型車全數投入營運後，於1998年5月26日全面停駛西部幹線普通車。
本型車的牵引系统由西門子提供，列车的加速性能目前仍為台鐵所有車款之冠（含後繼的EMU600型）。

## 列車外觀設計
EMU500型的車體由不銹鋼打造 ，外觀以DR3000型柴聯車為基礎進行修改，為台鐵首批不銹鋼電聯車，相較於EMU400型的設計改變不少。
- 有鑑於EMU400型車門數量不足，本型車的上下台門並由一側兩處改為一側三處，可使通勤旅客快速上下車，車窗配置也因應車門數的改變而有所調整。
- 本型車的駕駛車端面上並無設置終點顯示器，而僅有「區間車」的車種牌（最早為「電車」[5]），排障器的外型也較類似于自強號柴聯車。
- 本型車的風檔原始樣式與EMU400型和PP客車所用者較為相似，但隨著EMU600型的引進，考慮到與EMU600型重聯總控制運轉的可能性，因此也於2004~2005年間陸續改造風檔樣式為EMU600型所用之形式。
- 本型車的空調设备分散至車頂兩端，而不像EMU400型那样集中在車體中央。
- 本型車的車身線條基本接續EMU400型，然而本型車的藍色部分較深，且直接以不銹鋼「金屬原色」為底色並不加以修飾，因此本型車的車體塗裝保養相对容易[6]。

## 規格與構造

### 集電弓及高壓設備
本型車的電力來源是由位於EP車的集電弓自電車線引入的25,000V高壓電，其經由真空斷路器，進入主變壓器一次側進行降壓。主變壓器二次側電路為牽引整流／變流器供电，三次側为靜式變流器供电。靜式變流器輸出三相440V交流電，供車廂的空调设备和照明设备，以及冷卻鼓風機、空氣壓縮機等使用。
本車型之集電弓则有別於EMU400型使用英國BW之製品，而是改用與E200-400型電力機車相同的法國法维莱（Faiveley）製AM-59 EU型集電弓。

### 牽引馬達及控制裝置
EMU500型的機電系統為德國西門子所製，採用可變電壓可變頻率（VVVF）之系統設計，並採用變流器（Inverter）控制三相交流馬達。EMU500型採用閘流體相位控制（SCR）之整流器將主變壓器降壓後的電源轉為直流電，再使用GTO組件將直流電轉為三相交流電，控制牽引馬達運轉。EMU500型單輛馬達車設有4具250kW的三相牽引馬達，單組兩輛馬達車出力一共可達2000kW，其起步之牽引力則可達210kN，加速性能十分優異；由於三相交流馬達省略碳刷與整流子等設備，因此在保養維護上更為便利。因EMU500型是作為通勤電車使用，最高速度仍維持與EMU400型相同為110km/hr。至於電源拖車（EP車）及普通拖車（ET車）之設備配置上則大致與先前引進的EMU400型相同，不過EMU500型ET車上供應全車冷氣與照明之設備為大宇重工製造的靜式變流器（SIV），因此ET車體不設置鼓風機與相關進氣設備，在車輛維修上可大幅減少保養人力與工時。

### 散熱系統
馬達車（EMC及EM車）為了牽引馬達及GTO控制元件散熱所需因此位於車側均有設置2處鼓風機進氣口；另外EP車主變壓器散熱方式為油浴強制風冷式，原理為使用散熱油來進行主變壓器本體降溫，流經變壓器的高溫散熱油利用油泵送入涼油器由鼓風機進行風冷降溫，冷卻後再送入變壓器，完成散熱循環。

### 軔機系統
本型車軔機系統使用德國Knorr-Bremse所製造之Kbr XI型，為常用軔力分為七段控制之EP電氣指令式軔機，並且設置一套自動氣軔機作為備援並相容機車列車使用的26L/26LA系統，於每一車均設有KE分配閥 ，可供機車牽引時回送或救援時控制，至於供應氣軔及車上空氣控制設備所需之空氣壓縮機（主風泵）則同樣採用Knorr-Bremse製VV230-2型往復式活塞壓縮機。另外由於本型車具備速度自動控制功能（簡稱「速控」模式），因此設有電軔設備，若實際車速高於電門把手設定之速度，控制系統將會讓馬達產生反電動勢進行減速，將動能轉換成電能再傳遞至車頂電阻器變換成熱能，並利用列車行走時的風力自然散失（在機電改造後已改成回生電軔）。且電軔與氣軔設有電空協調機制，如電軔力不足時，會自動加入氣軔使列車可獲得更大的減速力。另外由於本型車司軔閥並未納入電軔控制系統，需使用電門把手做速度控制減速才具有電軔功能，若僅操作司軔閥則完全仰賴氣軔摩擦軔機進行減速。

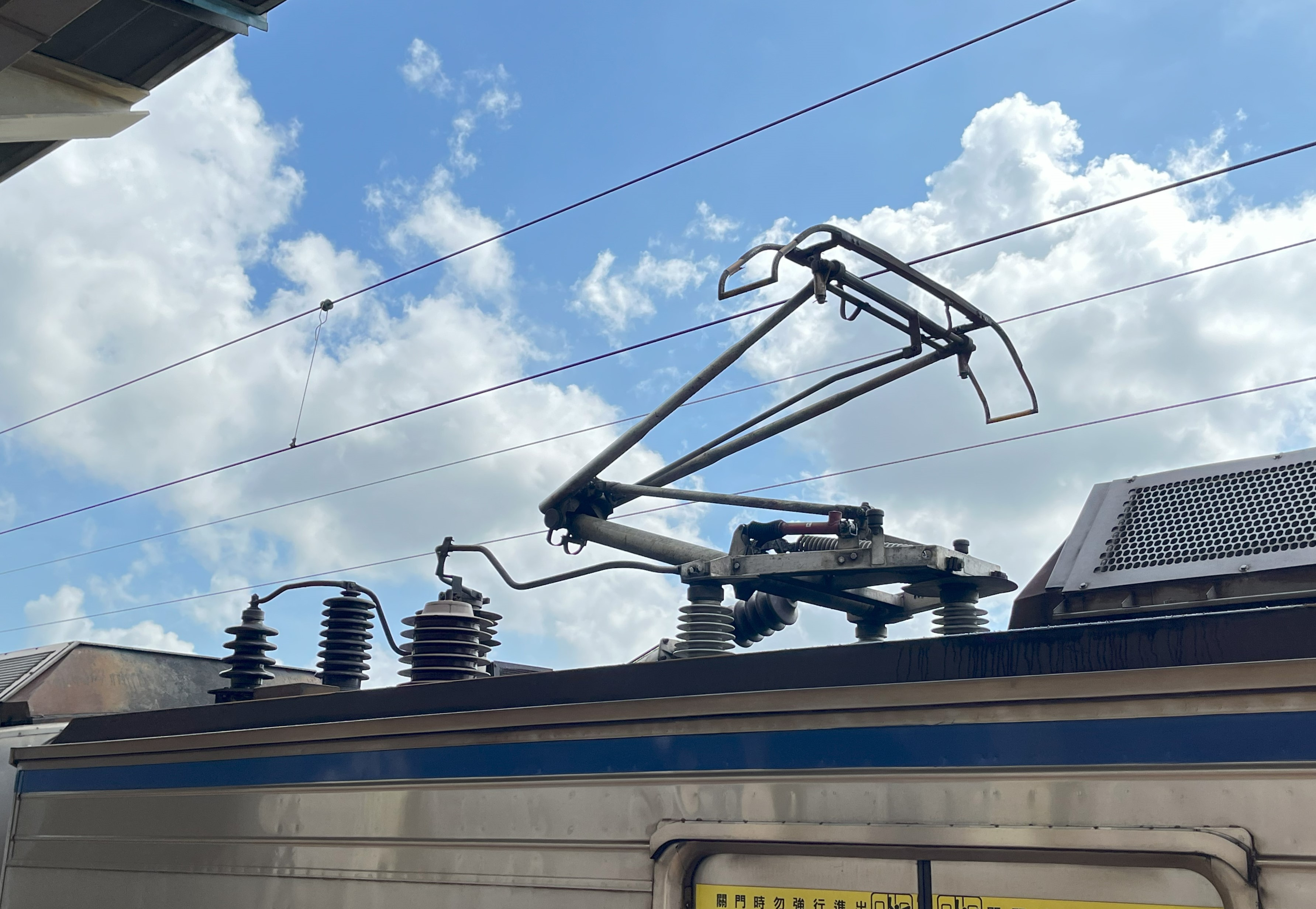
本型車所裝用的AM-59 EU型單臂式集電弓
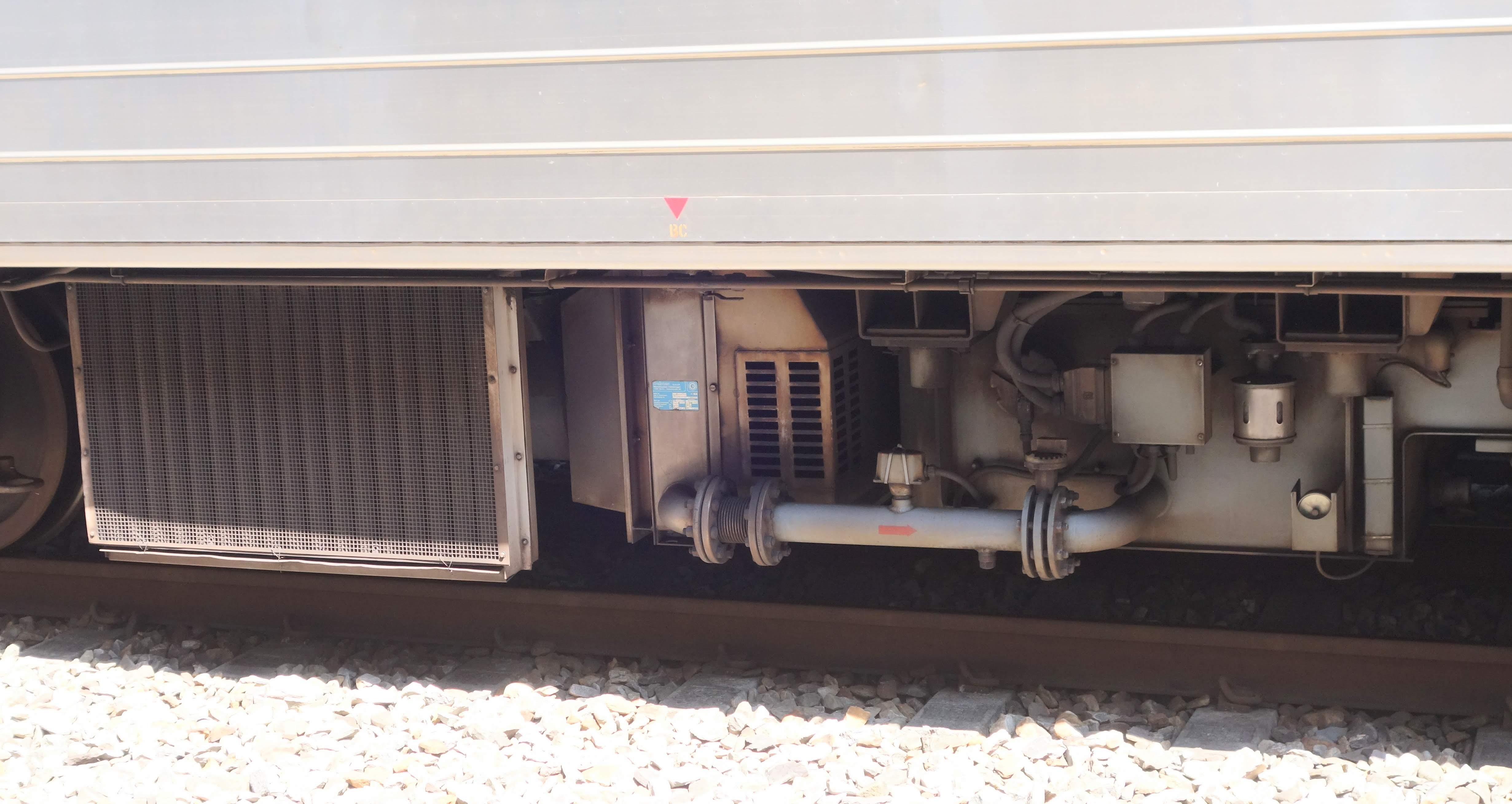
設置於EP車的主變壓器
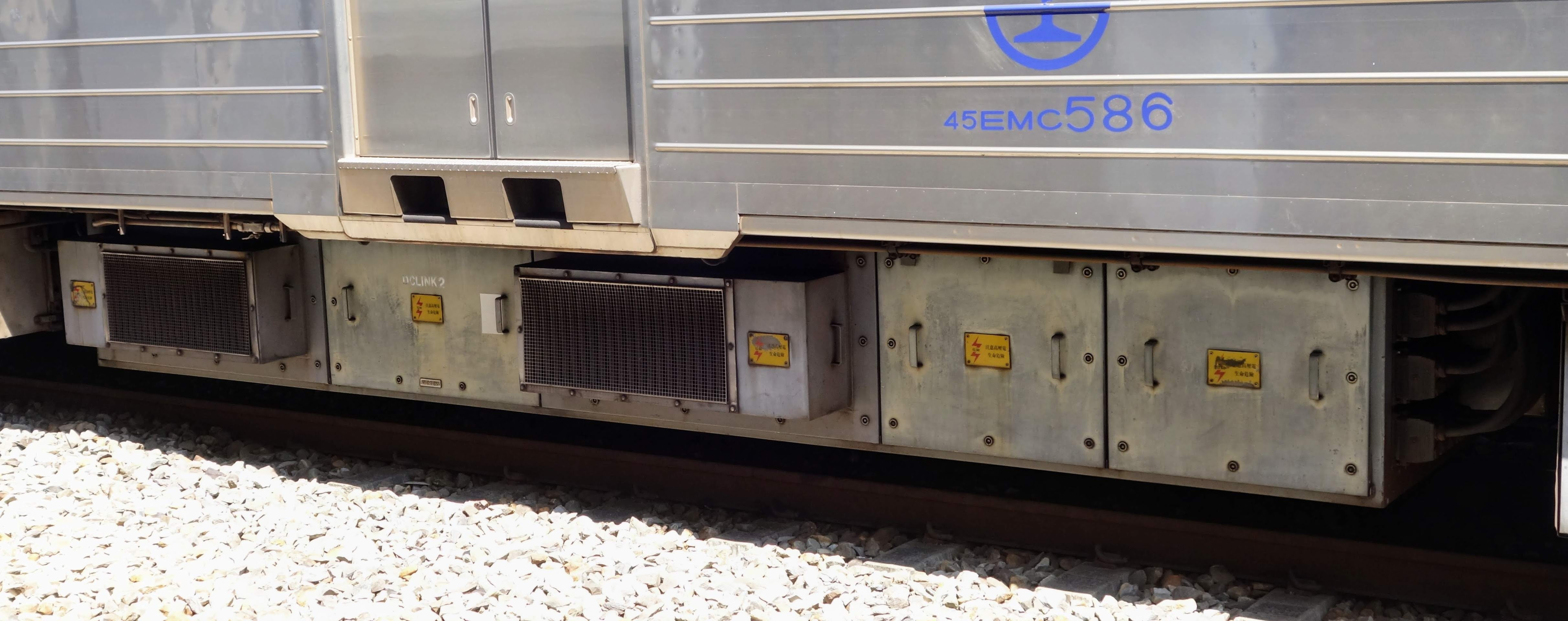
位於EMC及EM車的牽引整流、變流器及GTO組件設備箱
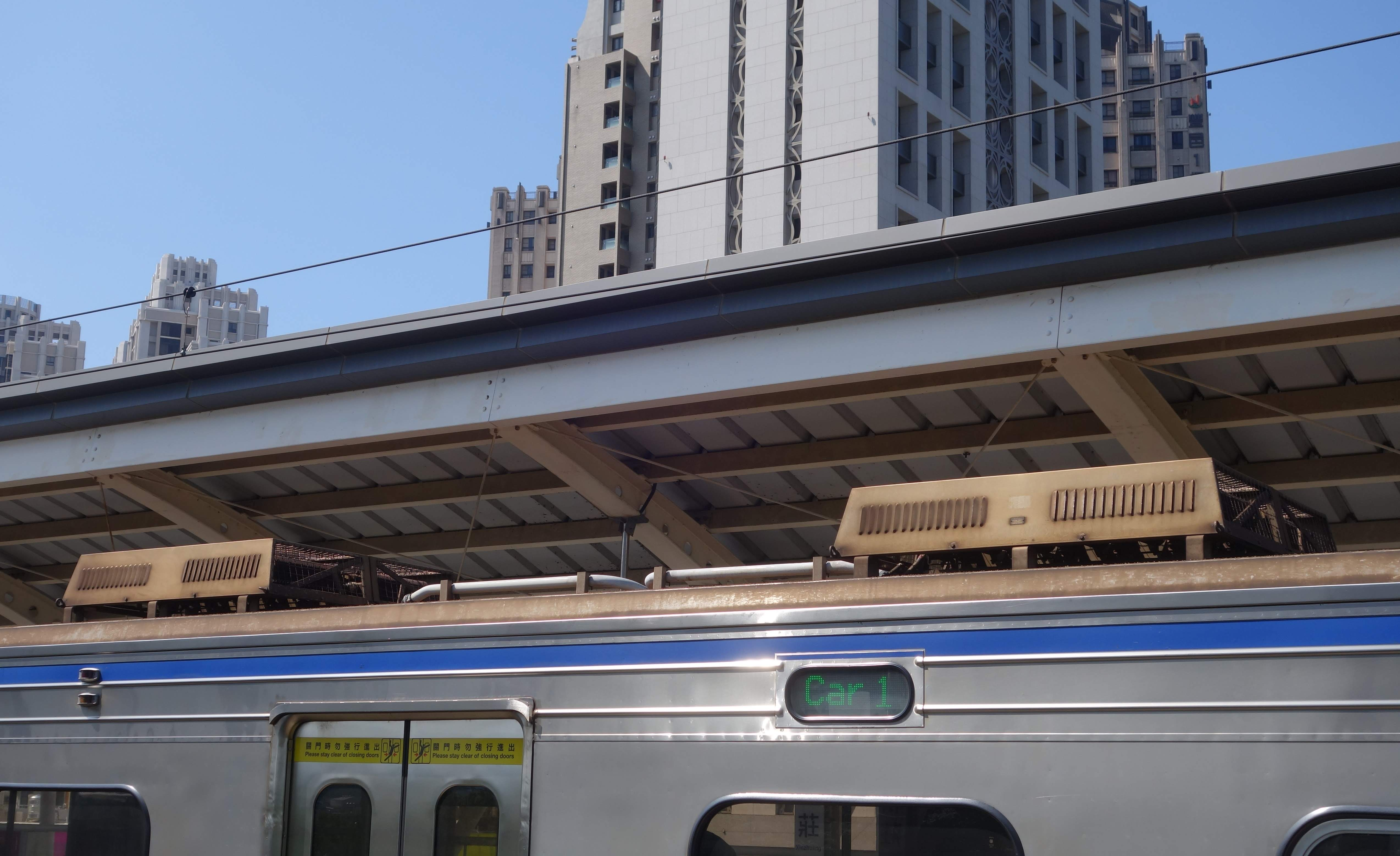
裝於EMC及EM車頂的電軔用電阻器
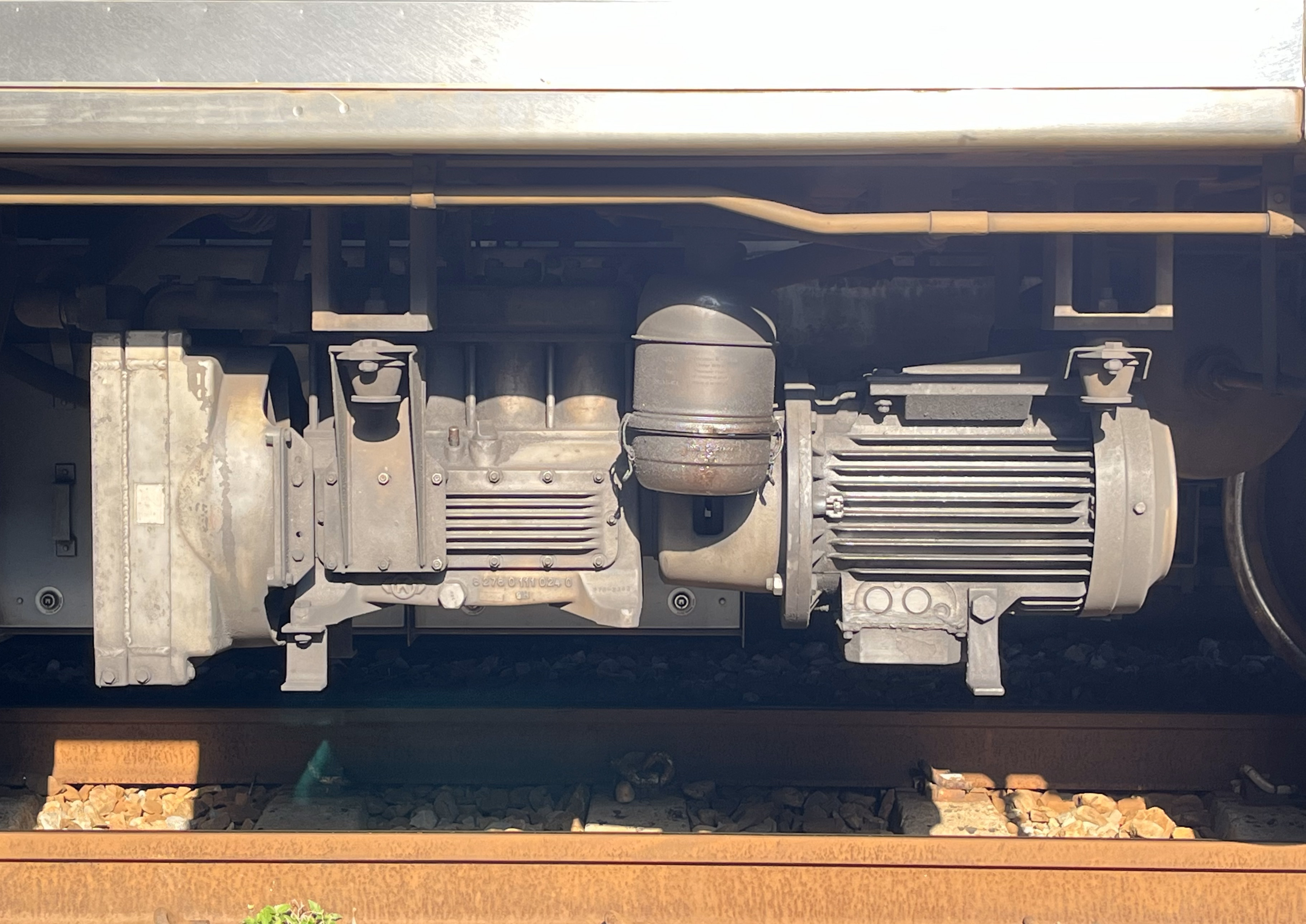
設置於ET車的空氣壓縮機（主風泵）
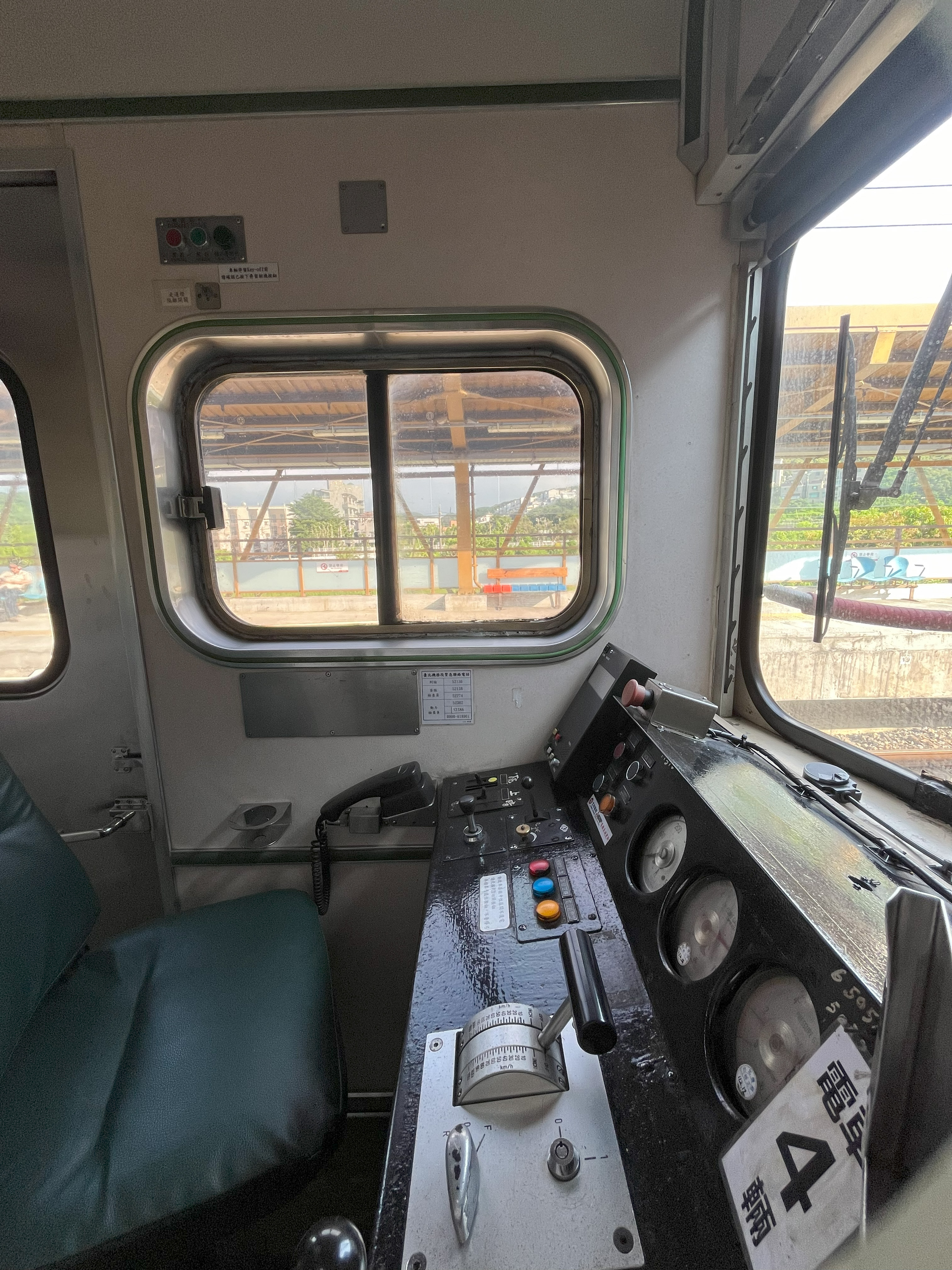
EMU500型的駕駛室內部實景（機電系統更新編組）

## 車內設施及內裝

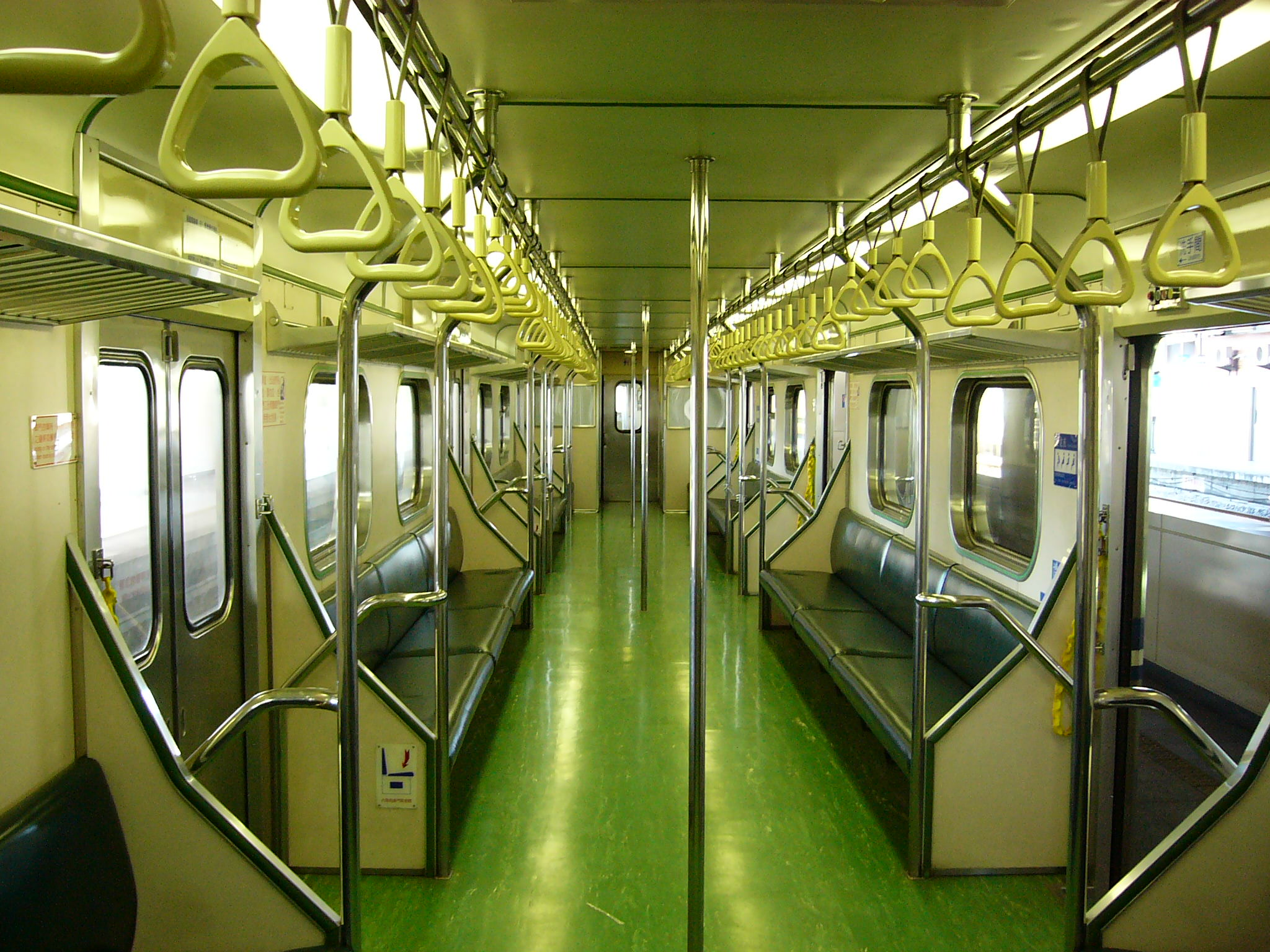
原裝時期EMU500型電聯車的內裝實景

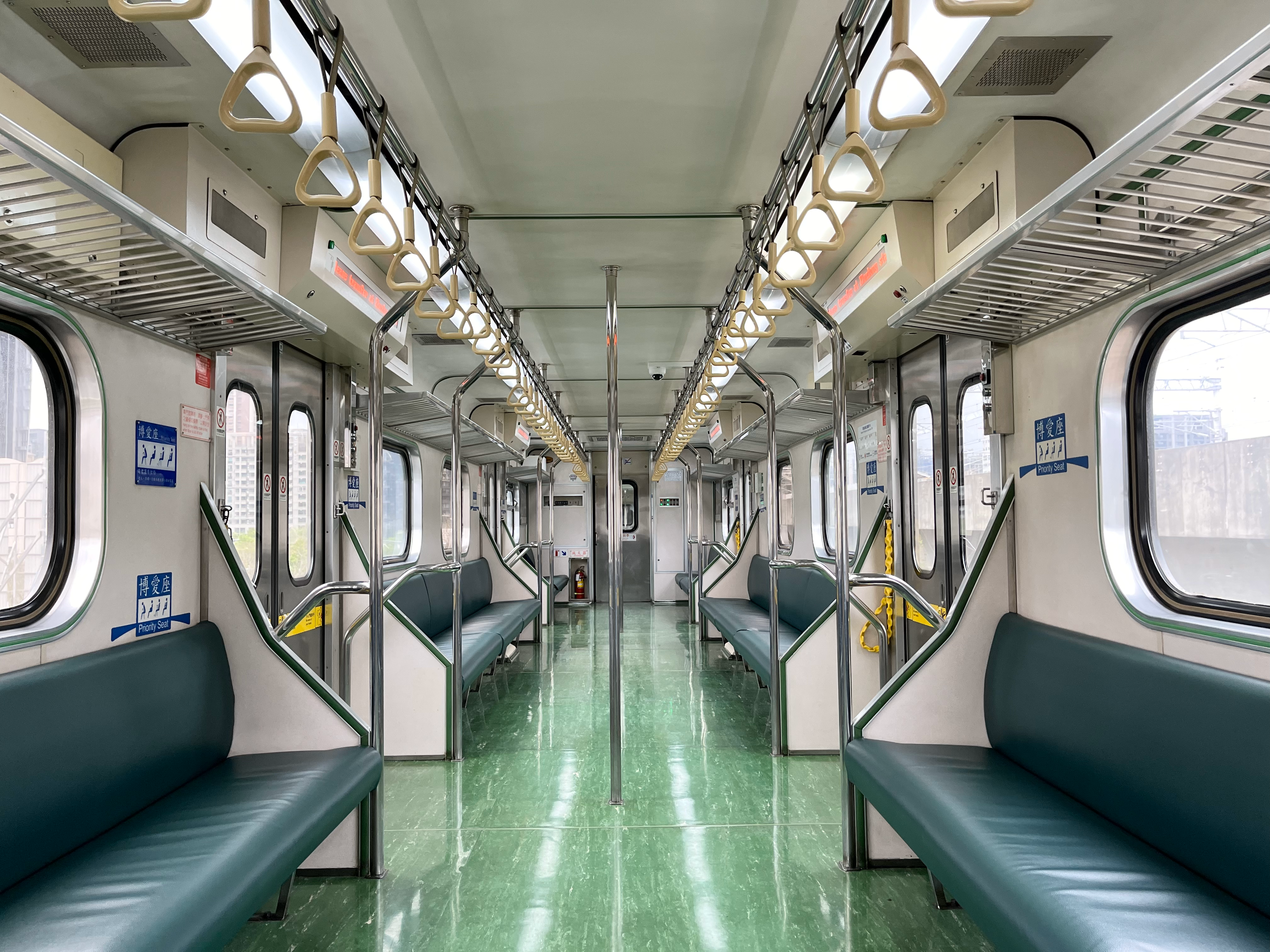
現今EMU500型電聯車的內裝
（列車資訊系統及無階化改造完工編組）

### 概要
EMU500型的內裝大致上與前一代EMU400型相似，都是使用同樣採用綠色的長條皮質座椅（內裝優化改造後將已換成高椅背絨布座椅），其中潢版、立桿、拉環、地板顏色及照明設備均與採用類似EMU400型之設計，不過EMU500型內裝在設計上有考量到EMU400型在實際使用的經驗及問題進而加以改良而有相異之處。

### 內裝與旅客服務設施設計特點
- 上下車門增設：有鑑於EMU400型僅設置單側兩扇上下車門於通勤或人潮壅擠時段時常造成旅客上下車速度緩慢造成列車誤點情形發生，因此本型車每節車廂單側的上下車門均改為三個車門，大幅提升旅客上下車速度並改善人潮壅擠時段列車誤點問題，同時也將車門控制開關設置於車門上方（不過於增設顯示器改造時已移置車門側邊，詳情請參閱「#列車資訊系統改造」章節），單側三扇車門設計也成為台鐵往後採購的通勤電聯車設計的標準。此外上下車門也設有防夾及防護機制的設計，若有旅客不慎在車門關閉時被夾到，或在有車門未確實關閉的情況之下，會自動限制電聯車起步，列車駕駛將不能開車，必須由列車長重新開門或旅客自行排除障礙，直至全部車門皆完全關閉後才能開車；且若列車若達到限定行駛速率（5km/hr）[10]，則車門將無法被開啟；值得一提的是本型車已將原先之氣動門（以氣流驅動車門開閉）在無階化改造後更改為電動門（使用電動馬達帶動車門開閉，詳情請參閱「#無階化改造」章節）[10]。
- 增設盥洗室：考量到旅客需求，相較於EMU400型僅於ET車設置盥洗室，本型車於EP500型車廂增設置有僅設置小便斗的男用盥洗室及男女混用盥洗室，此外考量到無障礙旅客的使用，於ET500型車廂設置的男女混用盥洗室使用無障礙座式馬桶，方便身障人士使用；小便斗及馬桶污水處理方式為採用真空吸引式，可大幅減少異味的產生，提升乘車品質。此外車內盥洗式所使用的水龍頭為使用自動感應出水方式，使用時將雙手靠近出水口附近即會自動出水，可避免因手碰觸水龍頭而導致交叉感染[11]。
- 旅客資訊系統變更：以往EMU400型使用的車外終點顯示器為採用黑底白字的捲簾式行先，本型車使用的捲簾布幕式終點指示幕則改為白底黑字之樣式；不過於2014~2016年間已陸續更換為LED顯示器，並且在車廂內部的車門上方增加列車到站資訊顯示器（詳情請參閱「#列車資訊系統改造」章節）。
- 空調系統設計：與EMU400型相同，EMU500型使用的空調裝置為已在台鐵多型車輛上所裝用的國內廠商國祥冷凍機械公司（王牌冷氣）生產之產品；不過空調機的設置位置則改為車端部設置，與EMU400型集中設置於車廂中間有所不同，車內空調迴風口不像EMU400型天花板中間有著長條灰色的空調進氣格柵，而是於車廂前後設置；不過與EMU400型相同，本型車考量到作為通勤型車輛使用，因此每節車廂車頂上均搭載大噸數的KTC-2075型頂置式冷暖氣機2台，單台空調機具有26.3kW（22,620 Kcal/h）的冷凍能力，4kW的電熱暖房能力，並採用R-407C型環保冷媒，該空調機使用設置於ET車的靜式變流器（SIV）產生的交流三相440V-60Hz電源運轉，車內溫度控制由每節車廂配電盤旁的節溫器進行控制及感測[12]。

## 型式說明與編組方式

### 簡介
EMU500以每4輛為1編組，最多可4組重連共16輛連結在一起，原有86組344輛，現存84組336輛+2輛。
45EMC500型
駕駛馬達車，附有車長室，座位：60人，立位：120人。
- 內裝優化編組座位：42人，立位：100人。
- 現有86輛，EMC501-EMC586。皮重42.32公頓，長20.33公尺，寬2.853公尺，高3.964公尺。

45EP500型
電源拖車，座位：60人，立位：120人。
- 內裝優化編組座位：42人，立位：100人。
- 原有86輛，有85輛，EP501-EP507、EP509-EP586。皮重39.78公頓，長20.33公尺，寬2.853公尺，高4.219公尺（降弓）。

45ET500型
拖車，附設無障礙設施，座位：60人，立位：120人。
- 內裝優化編組座位：27人，立位：90人。
- 原有86輛，現有85輛，ET501-ET507、ET509-ET586。皮重37.22公頓，長20.33公尺，寬2.853公尺，高3.964公尺。

45EM500型
駕駛馬達車，座位：60人，立位：120人。
- 內裝優化編組座位：42人，立位：100人。
- 現有86輛，EM501-EM586。皮重42.26公頓，長20.33公尺，寬2.853公尺，高3.964公尺。

### 編組方式

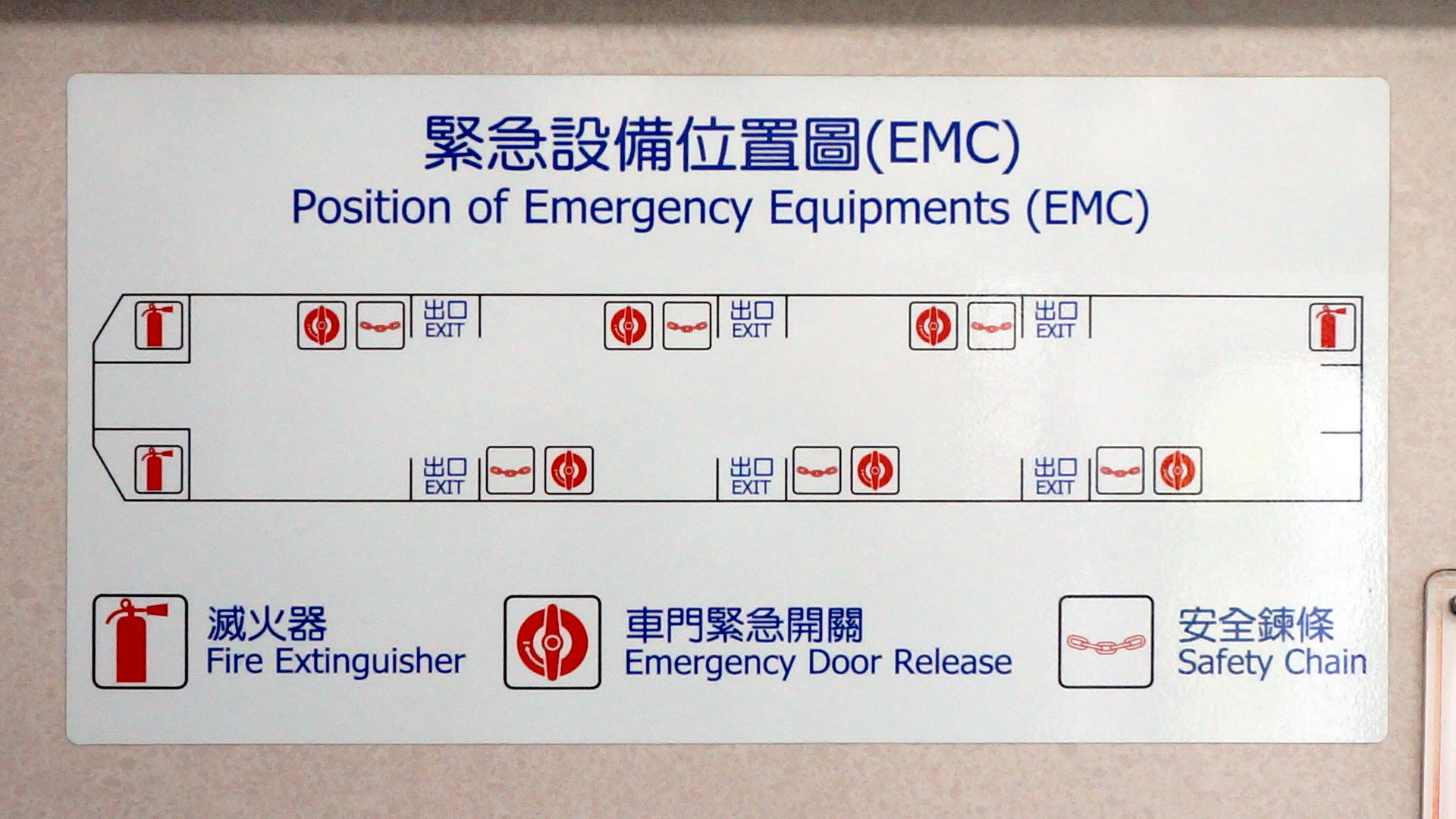
EMC578車內緊急設備位置圖

本型進口下船之初並未統一律定擺放方向，EMC 車駕駛室端面於西部幹線，朝向南下與朝向北上數量相當，兩組以上重連時亦不限制須同向或反向；若運用於成追線一趟之後，車廂方向將有顛倒之情況
。
|          | EMU500 ←（逆行）方向（順行）方向→ |               |               |                |
| 車廂編號 | 1                                 | 2             | 3             | 4              |
| 集電弓   |                                   | ＜            |               |                |
| 形式     | 45EMC500 （Mc）                   | 45EP500 （T） | 45ET500 （T） | 45EM500 （Mc） |
| 安裝機器 | VVVF,Rc                           | Mtr,VCB       | SIV,CP        | VVVF,Rc        |
| 其他設備 |                                   |               | 無障礙設施    |                |
| 載客量   | 180人                             | 180人         | 180人         | 180人          |

圖表範例：
- VVVF：主控制裝置（牽引整流/變流器；VVVF 變頻器）
- Rc：整流器
- Mtr：主變壓器
- VCB：真空斷路器
- SIV：靜式變流器
- CP：空氣壓縮機 （主風泵）
- ：駕駛室,車長座位
- ：廁所
- ：無障礙設施（輪椅停放區及多功能廁所）

| 編組 | ←未朝統一律定方向 | ←未朝統一律定方向 | ←未朝統一律定方向 | ←未朝統一律定方向 | ←未朝統一律定方向 | ←未朝統一律定方向 | ←未朝統一律定方向 | ←未朝統一律定方向 |
| 編組 | 45EMC500          | 45EP500           | 45ET500           | 45EM500           |                   |                   |                   |                   |
| 1    | 501               | 501               | 501               | 501               |                   |                   |                   |                   |
| ：   | ：                | ：                | ：                | ：                |                   |                   |                   |                   |
| 86   | 586               | 586               | 586               | 586               |                   |                   |                   |                   |

編組照

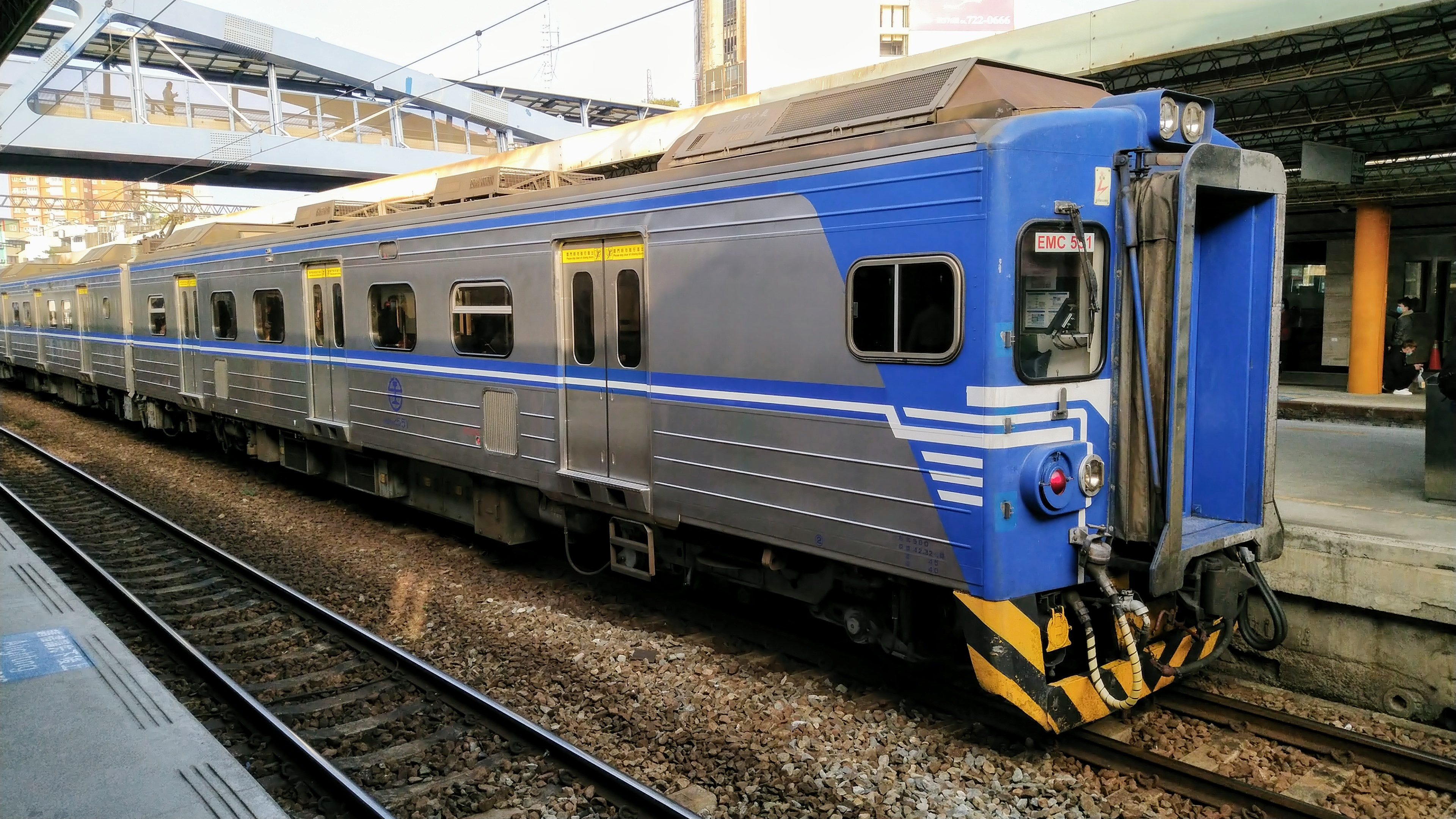
45EMC500型附車長室之駕駛馬達車（第一車）
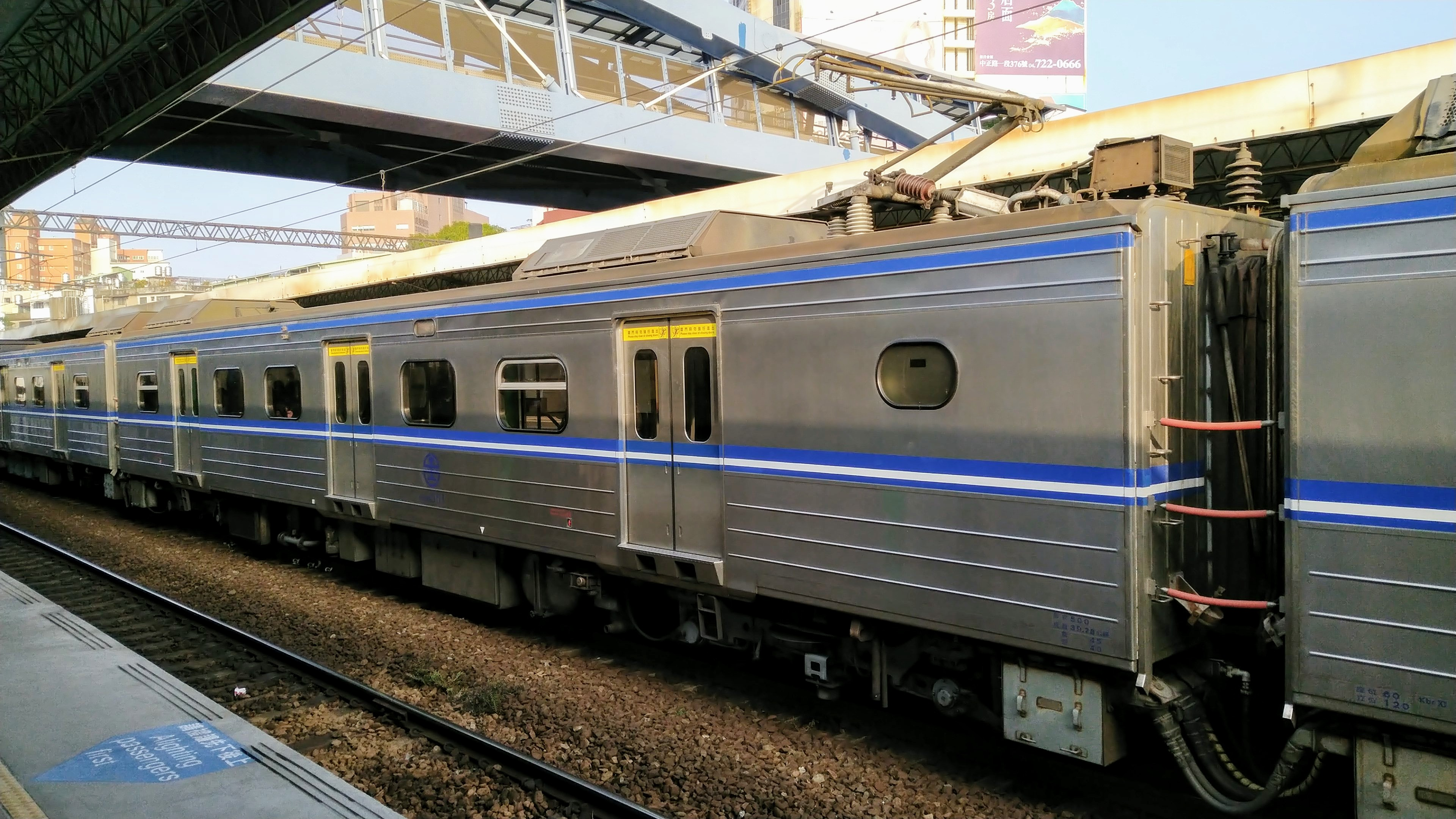
45EP500型電源拖車（第二車）
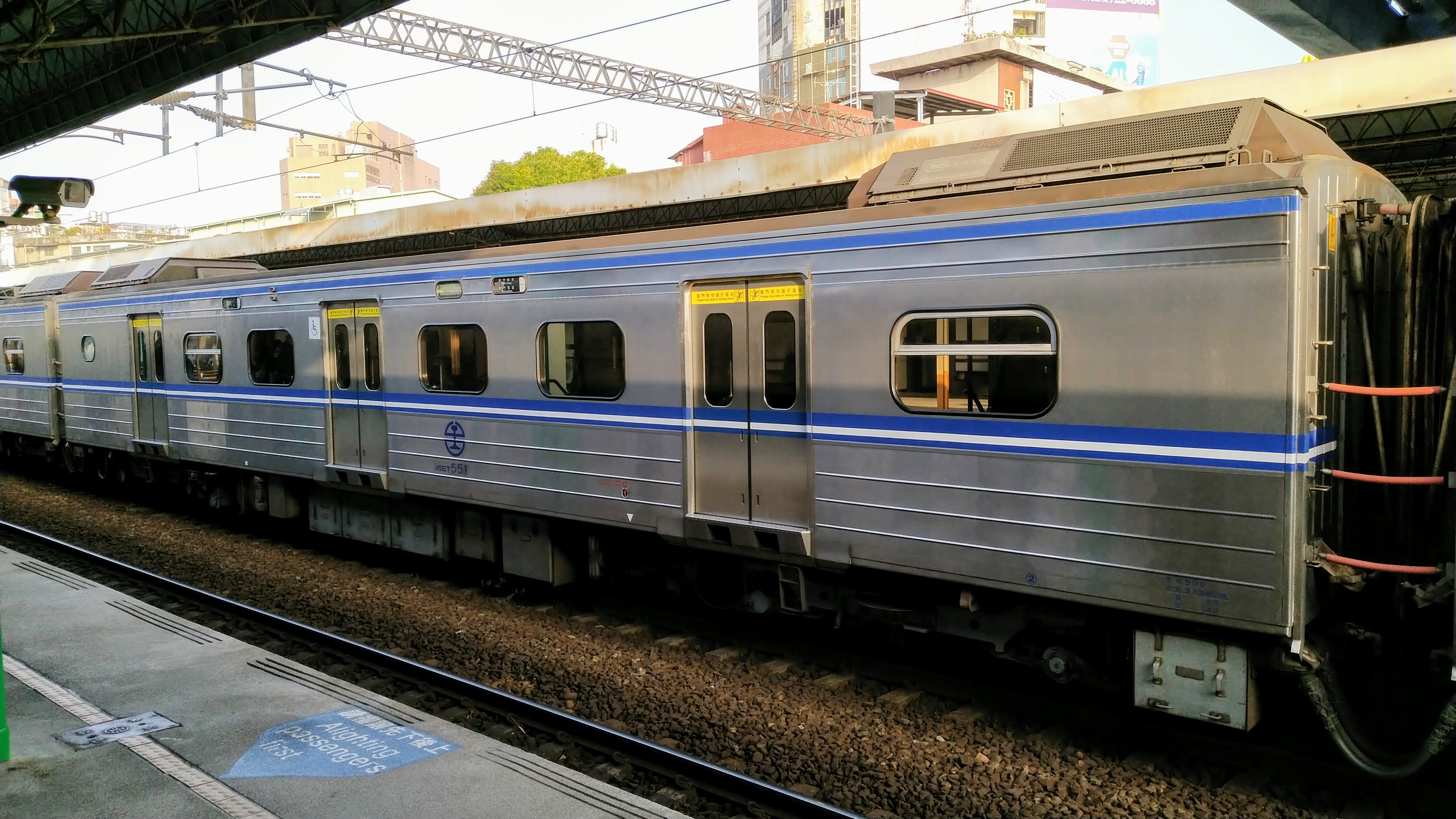
45ET500型拖車（第三車）
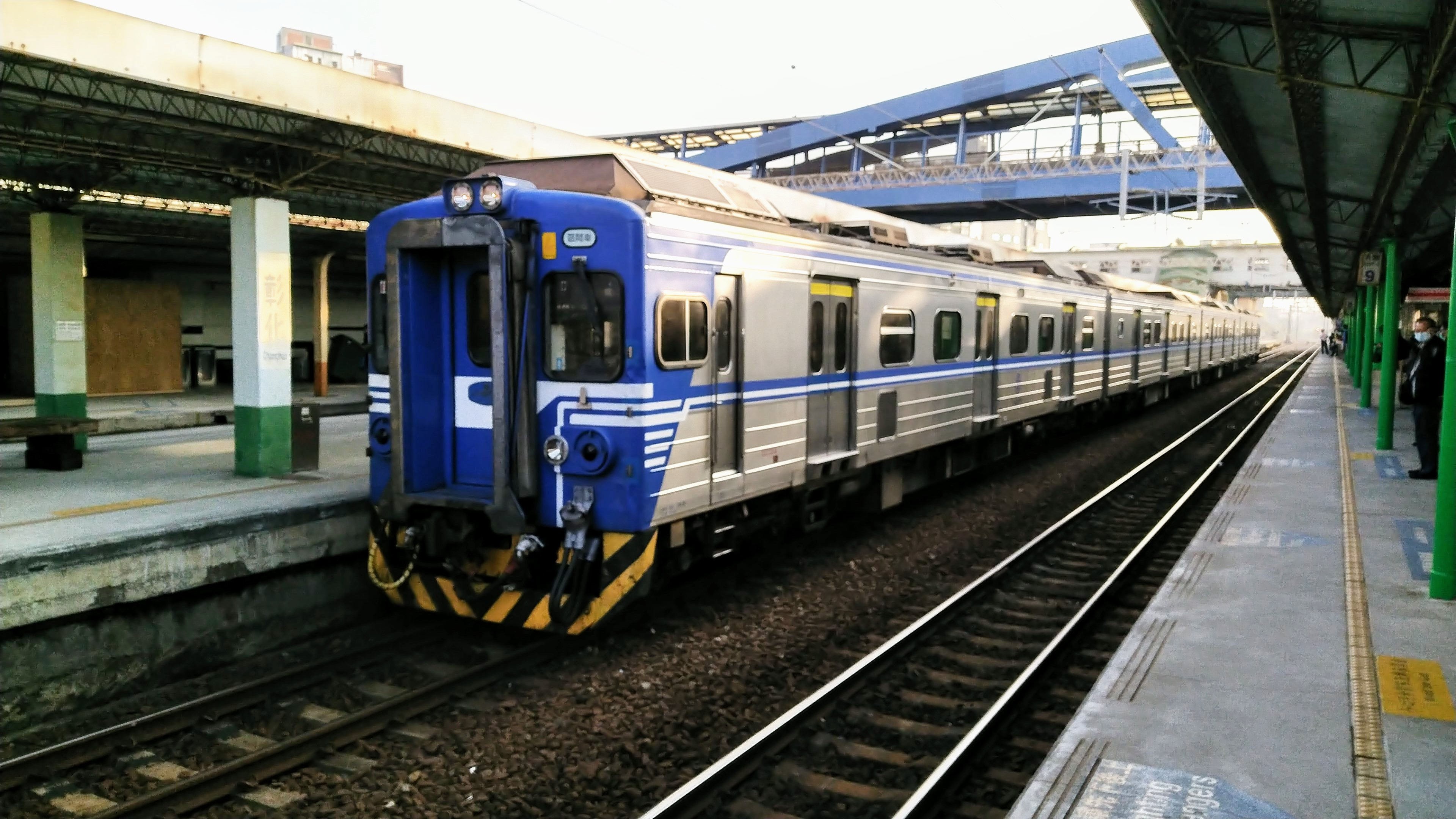
45EM500型設機械室之駕駛馬達車（第四車）

## 列車改造計畫

### 列車資訊系統改造
其改造重點如下：
- 將車側的「捲簾布幕式終點指示器」改裝為「LED 終點顯示器（DI）」。
- 增設「車內到站顯示器（SI）」，可每半小時以閃爍報時一次（與推拉式自強號相同）、以兩側綠色指示燈顯示列車到站開門方向(類似北捷舊樣式的開門方向指示燈)、顯示轉乘站轉乘資訊，與EMU800之SI為相同系統，但此SI每次只能顯示一行字，因此會不斷進行中英文輪播。
- 增設「緊急對講機」，位於車門旁邊。
- 「廣播系統」改為感應ATP地上子的訊號而自動播音，資訊系統改造後的廣播內容與EMU800相同（現今廣播內容與EMU900相同），使用國語、閩南語、客家語、英語，於東部幹線區間也會使用阿美族語播報到站資訊等，並且與車內到站顯示器連線[13]。（剛開始改造時有自己的更新廣播版本，但後來改與EMU800相當，有「下一站」廣播及轉乘站資訊以及和EMU800相同到站提示音樂，目前已改為與EMU900型相同的播音方式）。
- 車門控制器由車門上方移至車門右側，排列也由橫式改造成直式（似EMU600之樣式）。
- 更新盥洗室方向貼紙等（與EMU800相同，但部分編組於無階化改造後撕除）。已全數改造完畢，首批改造編組EMU545、最後改造編組EMU543[14]。

系統架構核心與EMU800型相同皆採用台灣松下。

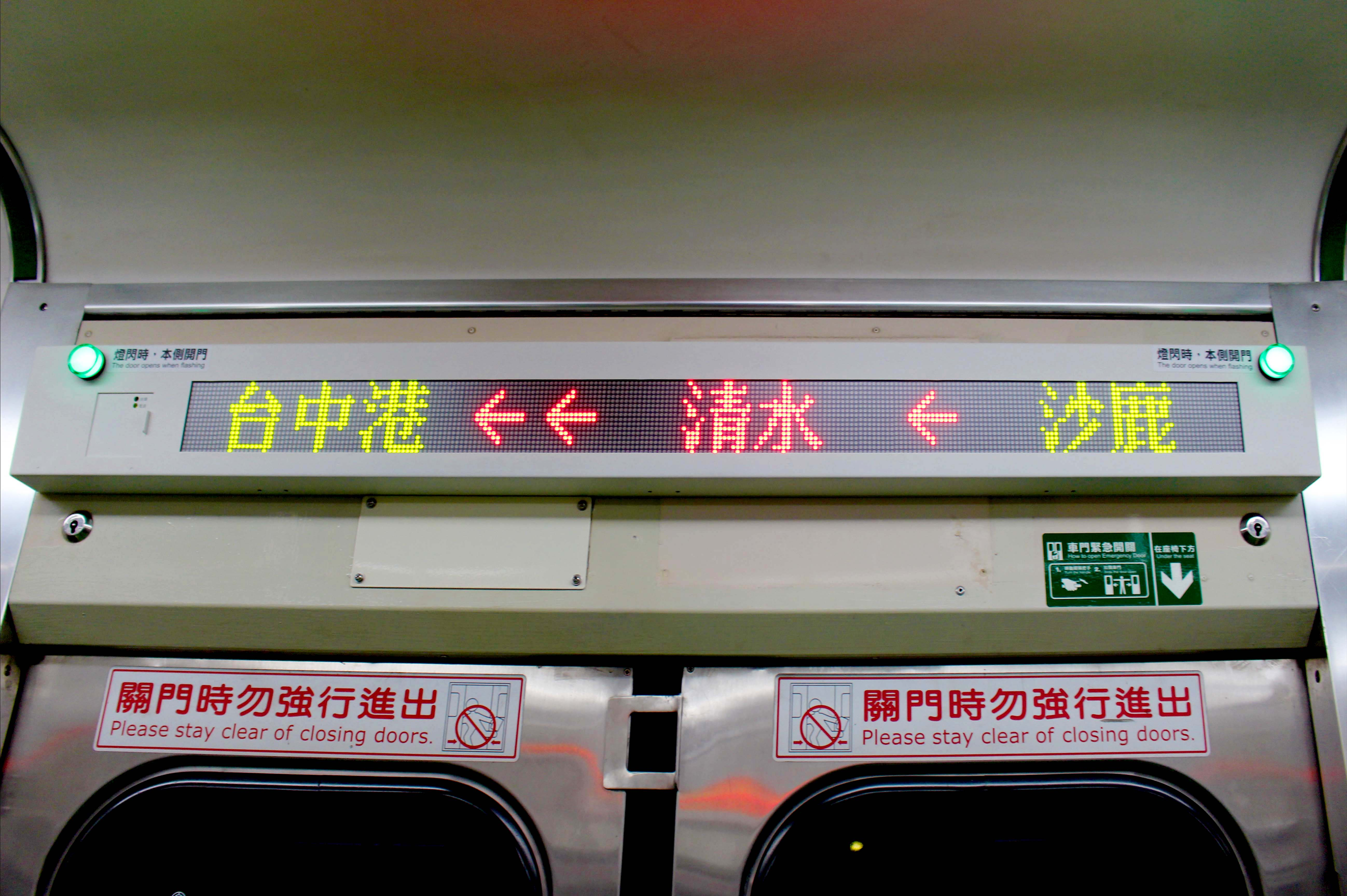
EMU500改造後的LED到站顯示幕
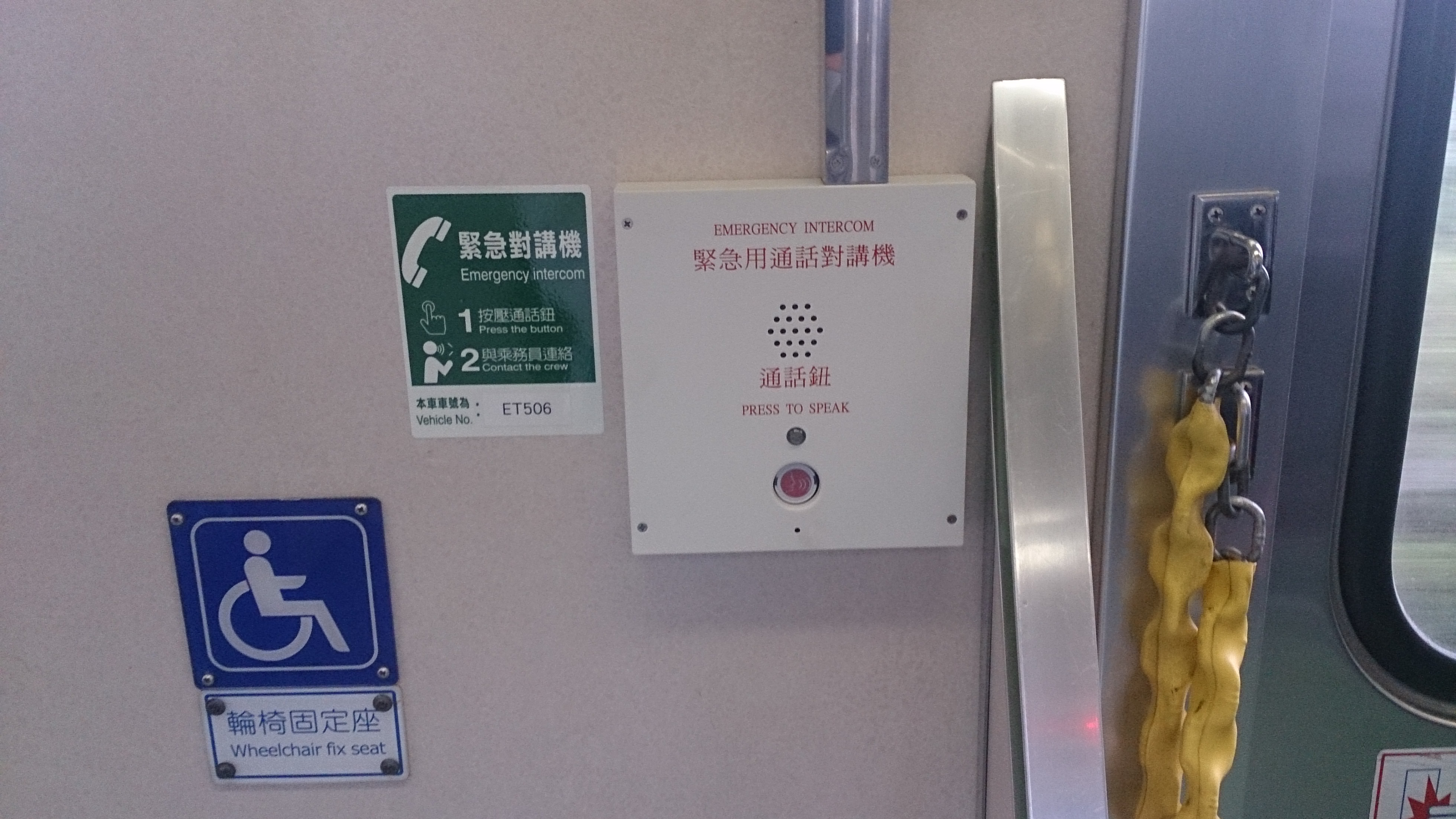
改造後EMU500緊急對講機
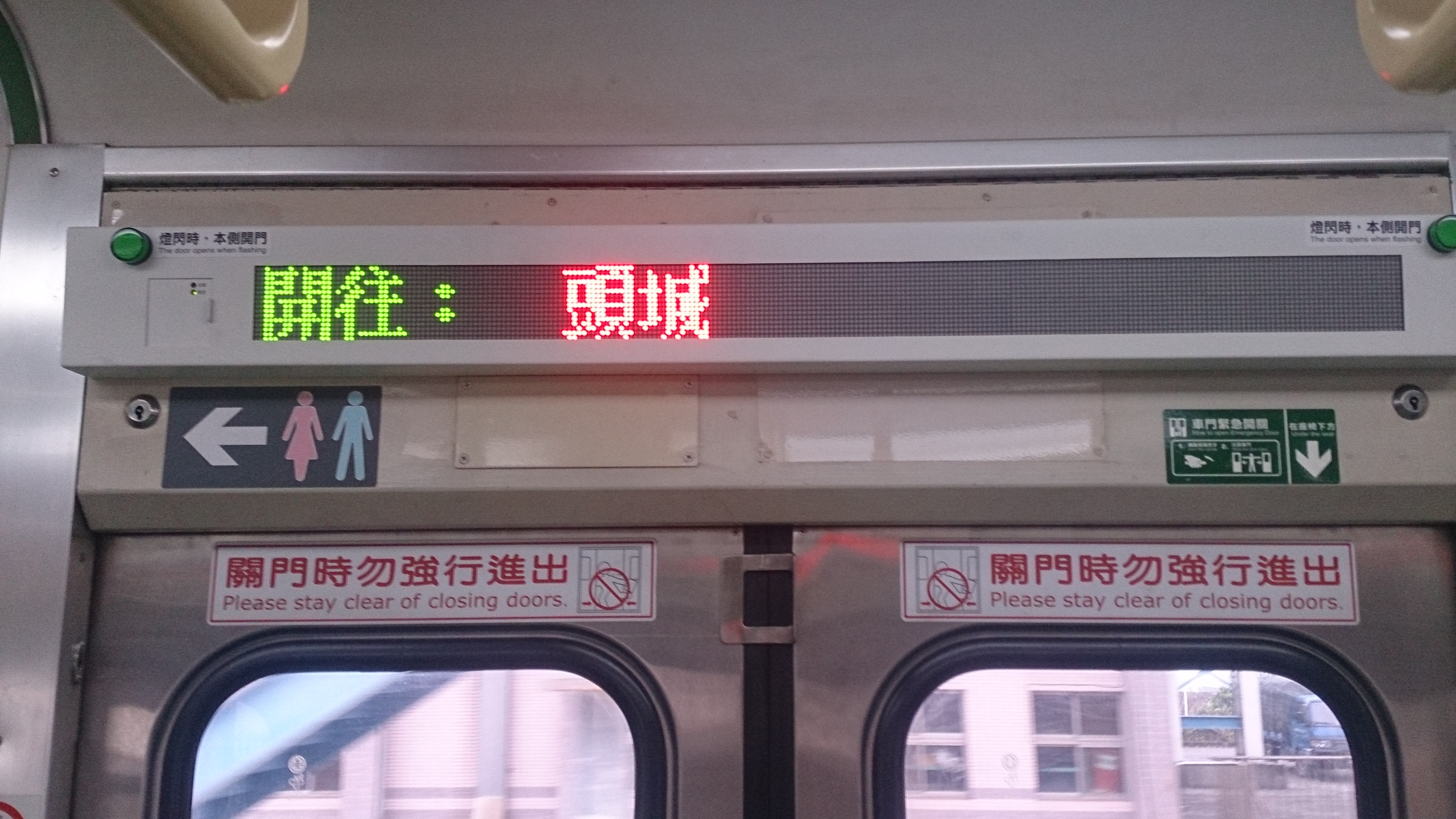
EMU500終點站改成開往(XX)
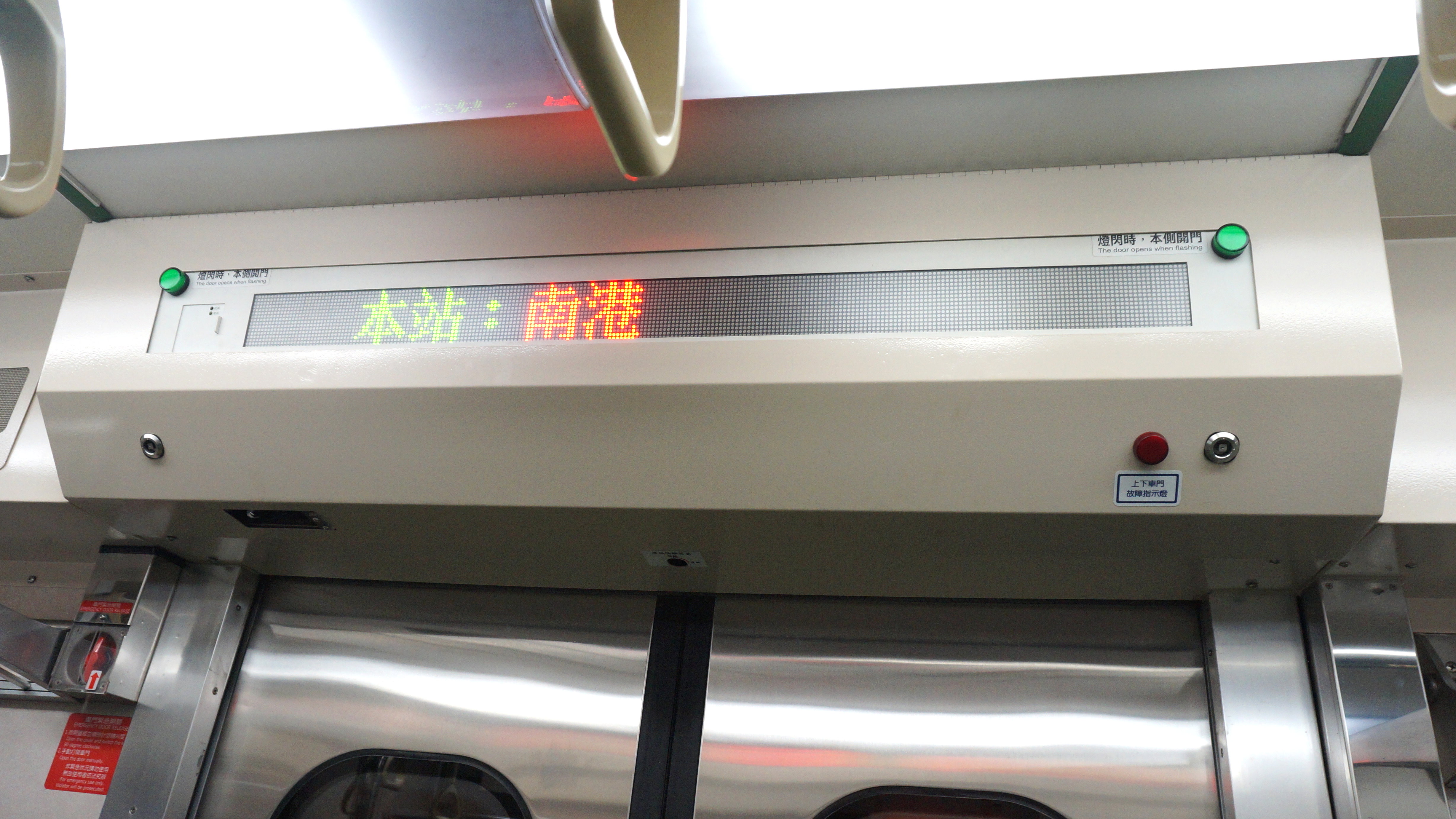
EMU500無階化改造後的LED到站顯示幕

### 無階化改造
- 改造廠：中鋼機械/仕佳興業[16][10]。
- 台鐵於2016年將EM508、EMC508回送至大肚仕佳興業進行試驗改造。

其改造重點如下：
- 上下台門台階填平並設置突緣及車門入口受影響區域之車廂地板鋼體補強、鋪層更新，以及標示、標記與標語重新設置[10]。
- 上下台門通行淨高度至少1,850 mm條件下，將車門門框切割、修改、焊接、補強、表面塗裝處理及增設和EMU600型電聯車相同的避雨斗等。
- 上下台門之車門系統更新，包括將原先的 Warning（警示音） 黃色按鈕取消，並將開關門警示音改造成2個音階反覆2次、增設車門內外緊急開關門旋鈕[註 1]，拆除原始氣動車門並改造成電動車門，以及相關警告、禁制標示、標記與標語製作與張貼（與EMU800相同）。但改造後的電動車門，因原先氣動車門把手就會隱藏在門縫中，又未裝上可手動關門的拉環，因此當車門完全開啟時，無法手動關門（EMU600也有此情形）。
- 乘客上、下台門扶手更新。
- 車廂內設置於上下台門上端之旅客資訊顯示器（SI）配合門框及門機系統更新，調整裝設位置，並嵌入 / 整合於門機（車門控制機構）檢查蓋上[10]。
- 車廂聯結處裝設防止人員自月台處墜落軌道之車間防墜落裝置（似台北捷運樣式）[10]。
- 上下台門鑰匙開關供應及更換作業。
- ET500拖車增設車外「車門開啟、車門關閉」顯示器（與EMU700車門無階化改造後相同）。

無階化起初由彰化機務段之EMU522最先改造，並於2017年6月出廠；第二組改造編組為EMU519，於2017年7月出廠，其中，開關門警示音效已和EMU522剛改造完出廠時使用的大不相同，後來EMU522也改為與EMU519相同的開關門警示音。最後進廠編組為花蓮機務段的EMU550，則於2020年4月出廠，本型車已全數改造完畢。

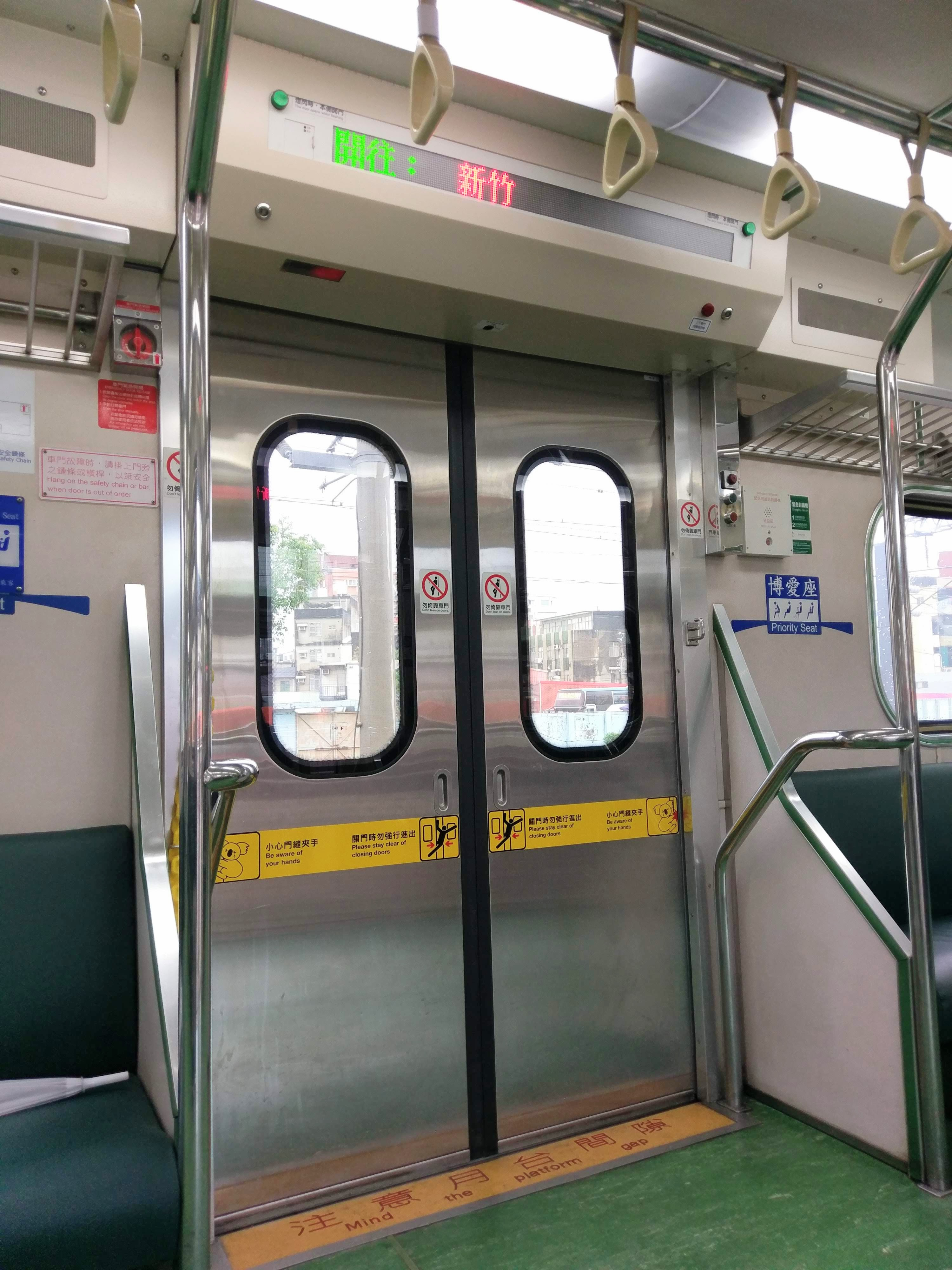
無階化改造後的車門，顯示器已整合於門機檢查蓋
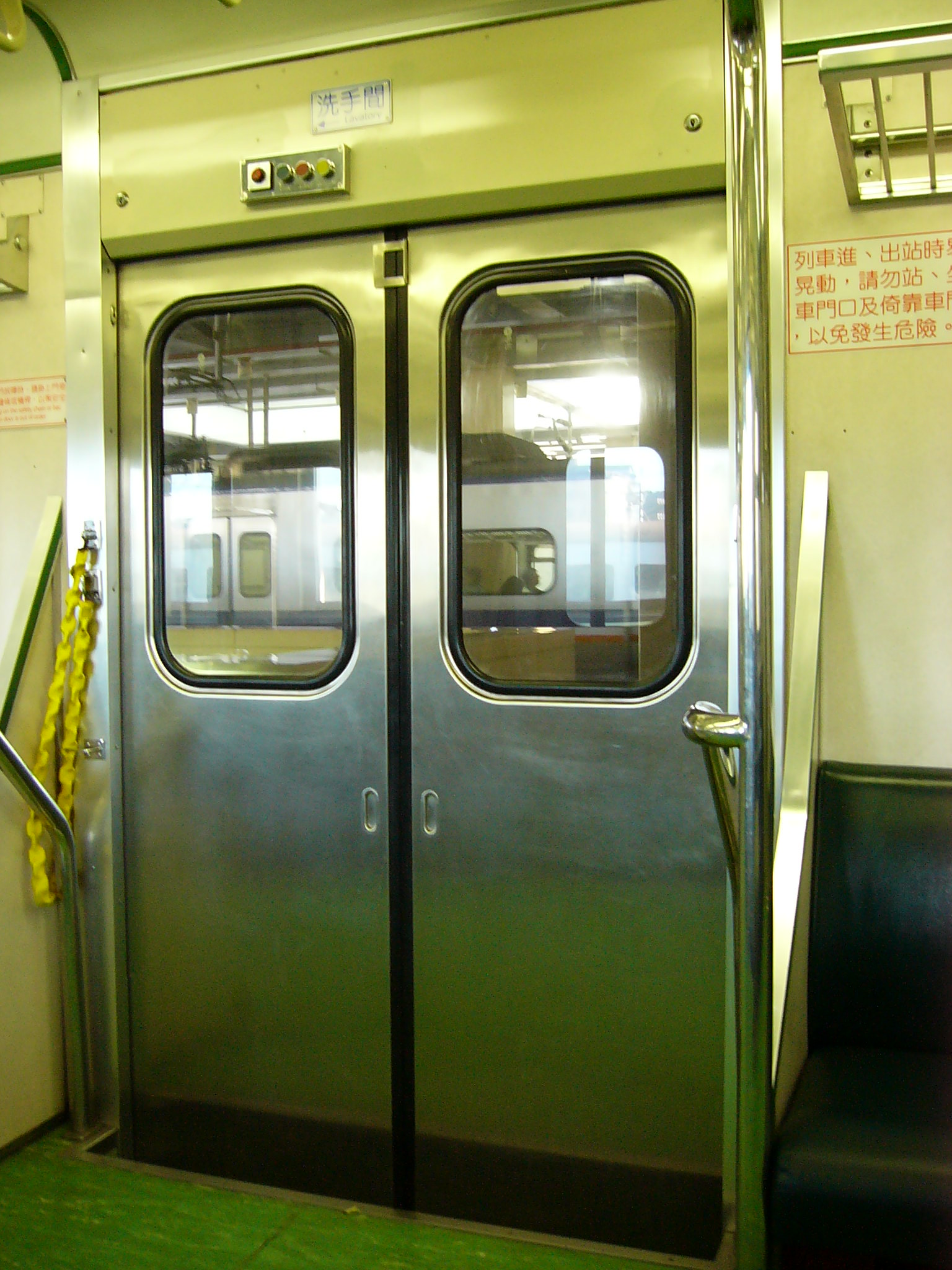
無階化改造前的車門
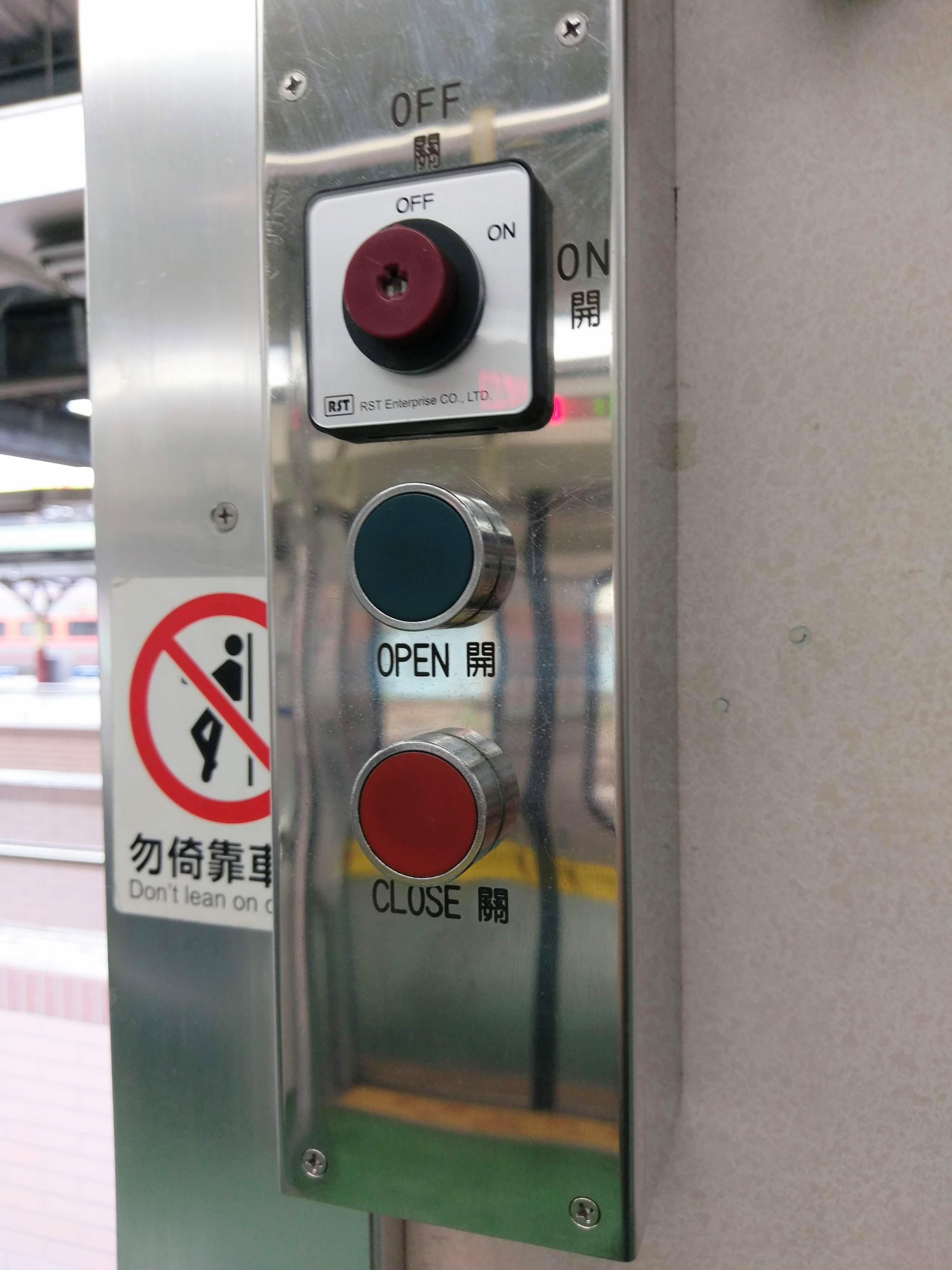
無階化改造後所裝設的新型上下台門（車門）開關控制器
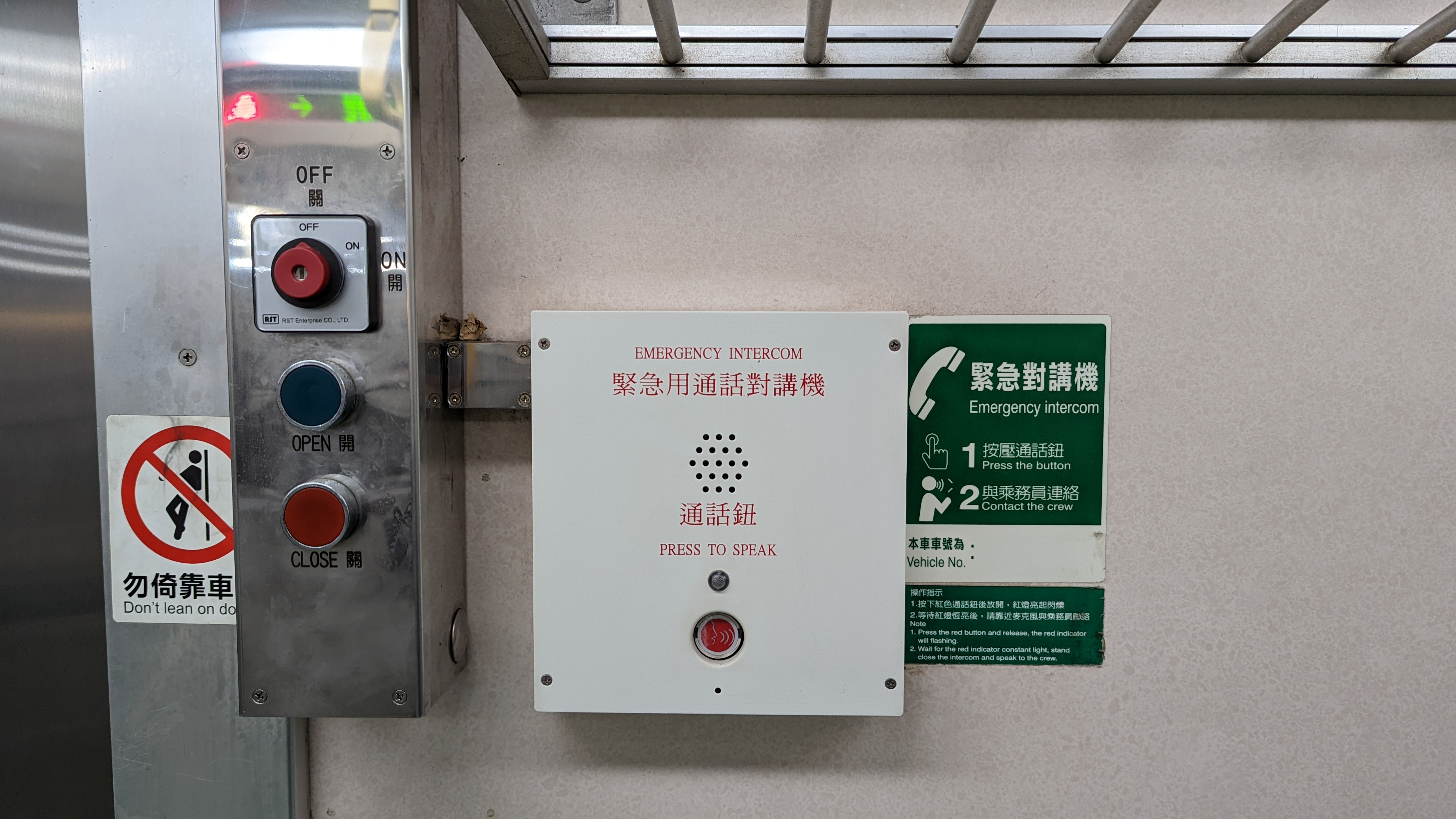
無階化改造後所裝設的新型上下台門（車門）開關控制器與緊急對講機按鈕

### 內裝更新
- 改造廠：中鋼機械公司/仕佳興業公司[16][9]

為了強化高鐵與台鐵的系統連結，並提供新左營到屏東舒適方便的轉乘服務，行政院於2017年核定「前瞻基礎建設計畫－高鐵左營站轉乘臺鐵至屏東地區服務優化計畫」。本計劃包括更新新左營－屏東區間各車站之指標，增加區間內各級車輛的班次，同時將更新本型車15組60輛（EMU556-570）之內裝，截至2018年年底已完成7組，優先投入新左營－屏東區間使用。總經費約2.05億新台幣。2018年9月3日，首批完成改造的EMU565+568正式上線營運，總計15組60輛在2019年8月底全數改造完成。
2019年6月14日，臺鐵表示EMU500內裝更新的電聯車上路後頗受各界好評，研議將全數更新EMU500型其餘70組以及EMU600型全部共14組電聯車全數336輛車廂，計畫110年辦理招標，決標後6年內全部完工，預估經費15億元。
其改造重點如下：
- 車門階梯無階化：請見上方「無階化改造」。
- 座椅更新：將原有一字型座椅，更新為與對號車相同之非字型高椅背座椅，以強化乘坐舒適度；並繼SP32400型普快車廂後，再度採用翻背式轉向。不過EMC、EM車廂在駕駛室端後方、馬達冷卻鼓風機進氣道上方與EP車廂廁所後方的座位，因空間不足等因素，仍維持一字型配置；而ET車廂考量方便輪椅旅客進出車廂，全車採2+1三排式座位配置[9]。
- 內飾板及天花板更新：針對車廂內部整體美化設計，包含增設無段式遮陽簾、可摺式置杯架，車門口的立柱、拉環、空調出風口更新及增設接駁梯等。
- 增設多功能友善廁所：將原有ET車廂的廁所改造為多功能廁所，可提供兼顧身心障礙者及親子使用。
- 增設大件行李放置區：EM車廂駕駛室端後方與EP車廂廁所後方空間，設置大件行李放置區共兩處[9]。
- 外觀塗裝：特別商請屏東縣政府規劃設計，結合高屏地區在地元素彩繪車廂外牆。初期出廠之編組，車身彩繪有2019台灣燈會在屏東字樣，而2019年3月以後出廠之編組，車身彩繪雖然一樣，但已經沒有屏東燈會相關字樣[9]。
- 客室燈具更新。
- 地板及地板布更新：強化地板結構及地板布更新為耐磨、明亮材質，博愛座區域的地板採防滑設計，並以黃色區域標示[9]。

優化車廂首航次日起將每日運行6列次，後續隨改造進度陸續增加投入營運，至2019年10月份配合高雄地下化通車改點，優化車廂班次將增加至24列次，區間快車新左營-屏東行駛時間約32分，10月改點後該區段尖峰班距將由原12分平均縮短為10分，離峰班距由原20分平均縮短為15分。

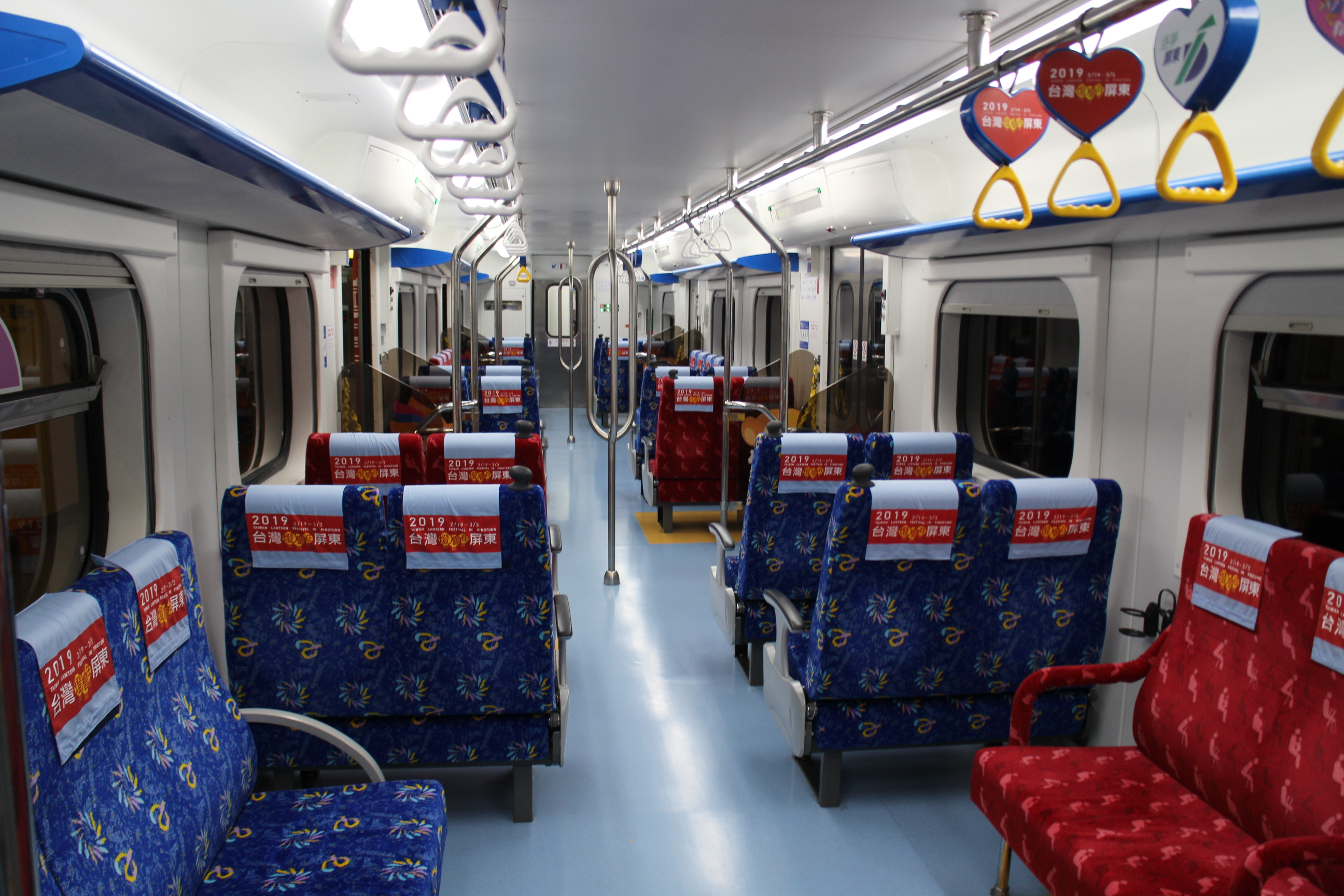
EMU500內裝改造後的車廂內部
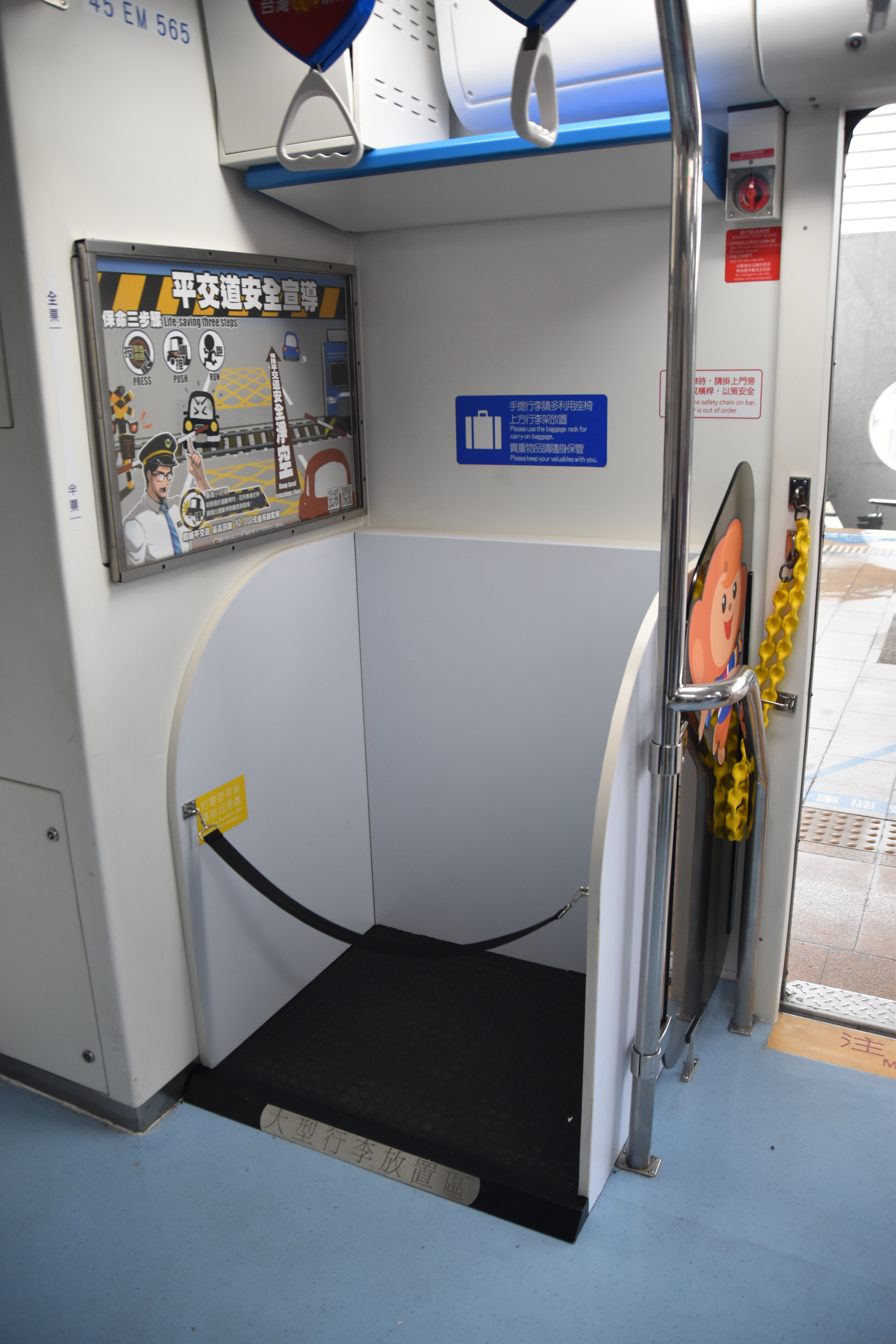
EMU500內裝改造後，EP車廂內部
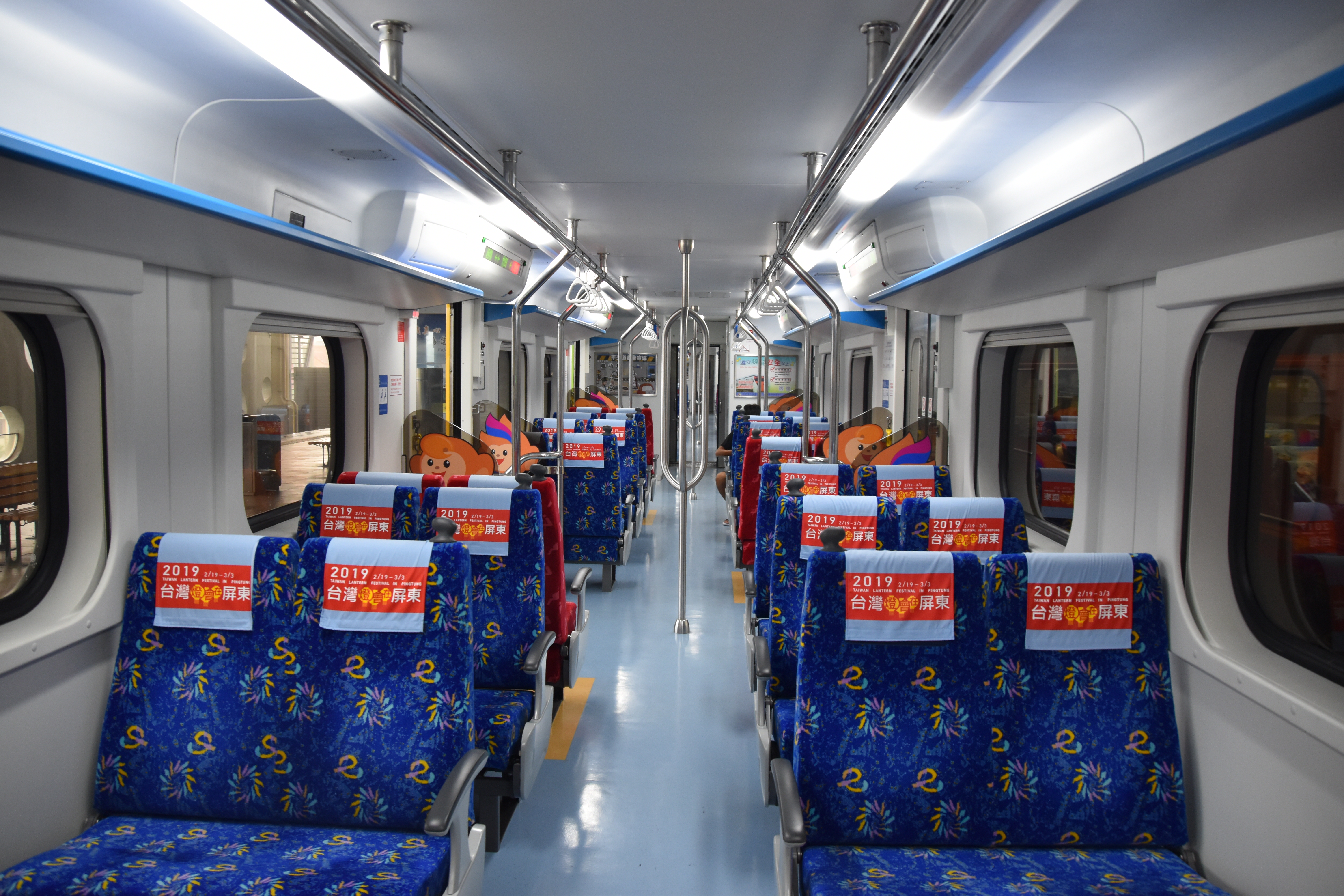
EMU500內裝改造後，座椅排列改採非字型設計，並繼SP32400普快車廂後，再度採用翻背倚
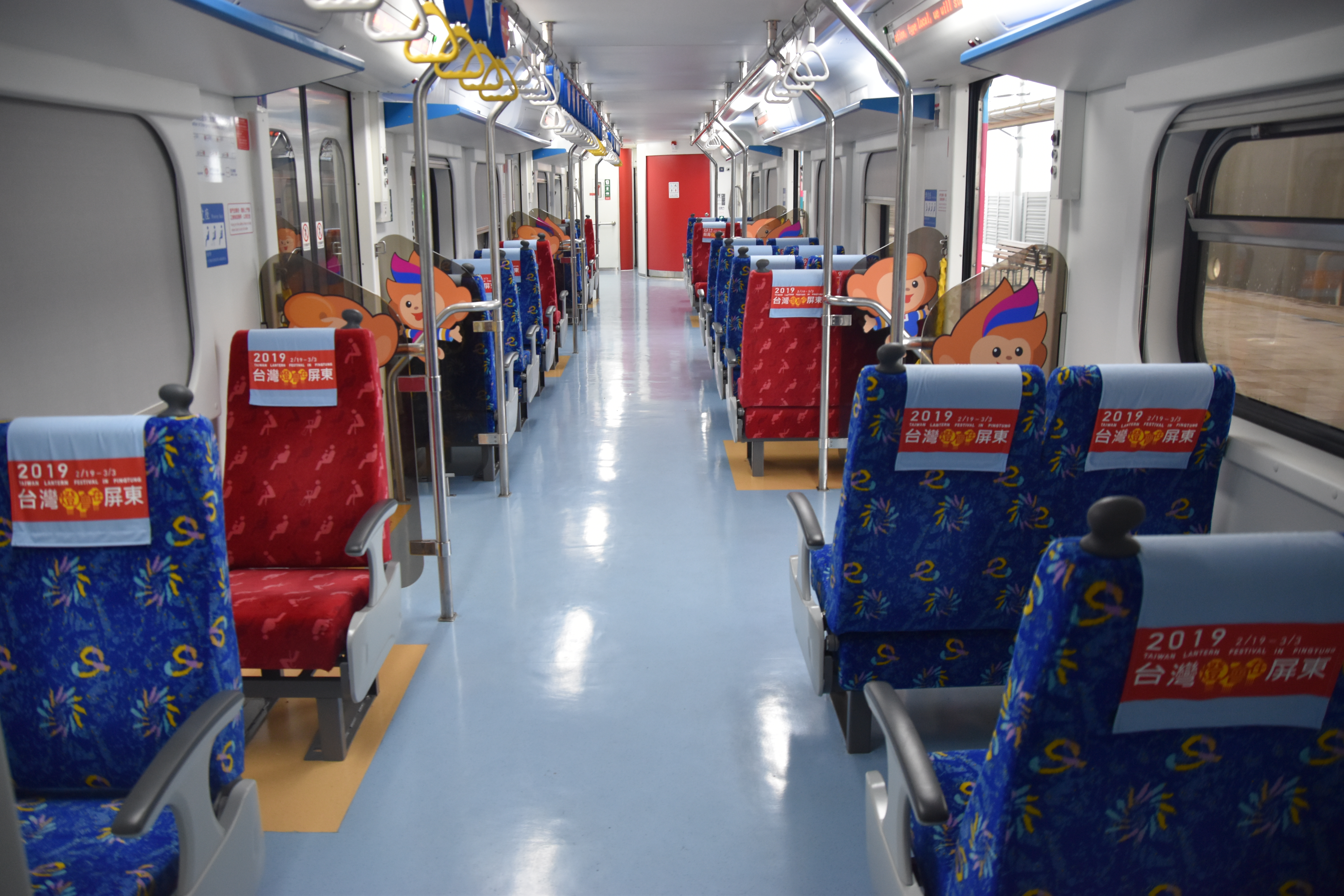
EMU500內裝改造後，ET車廂為方便輪椅旅客進出，採用2+1排座椅排列
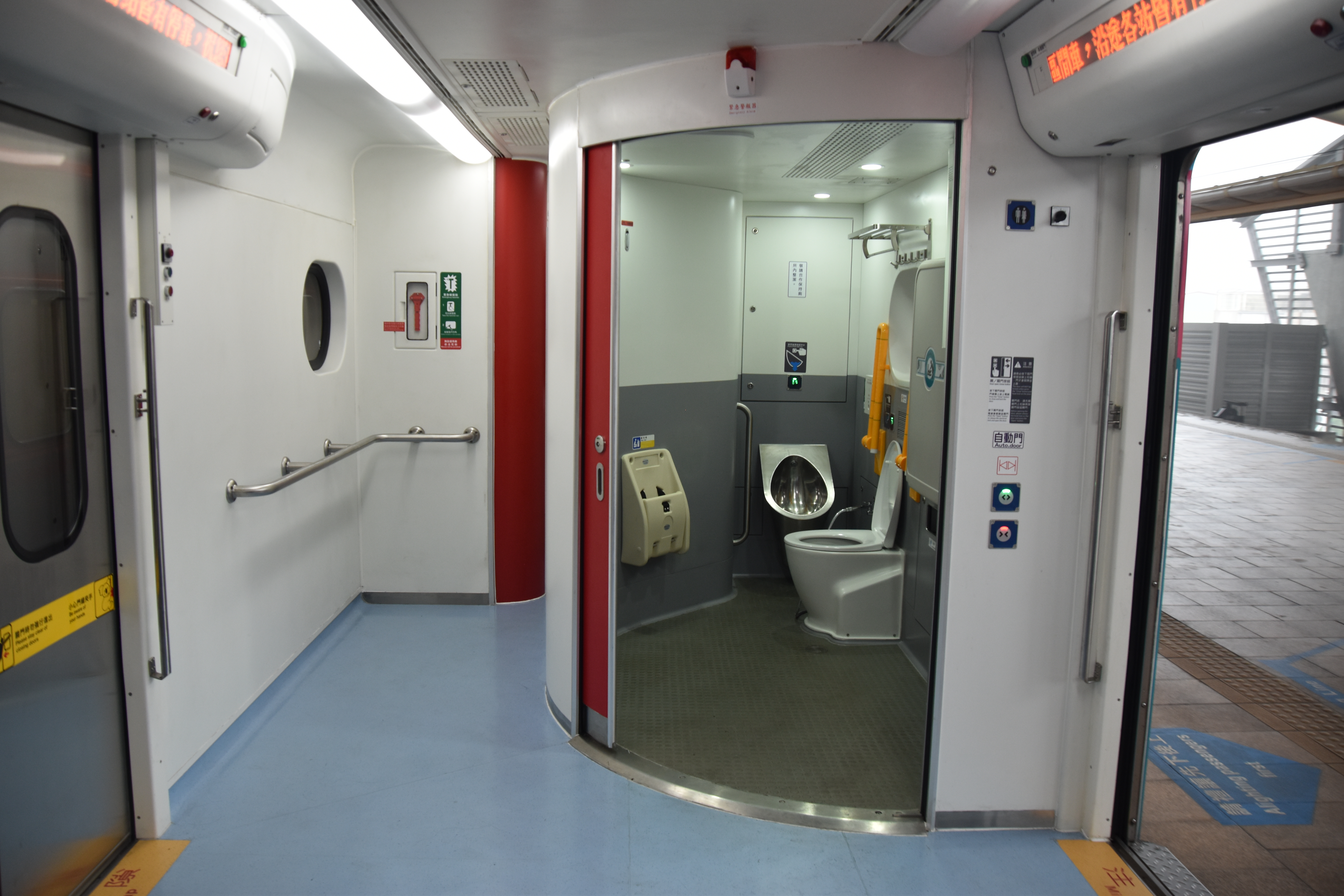
EMU500內裝改造後，ET車廂的廁所改造為類似TEMU2000型電聯車設計的多功能廁所
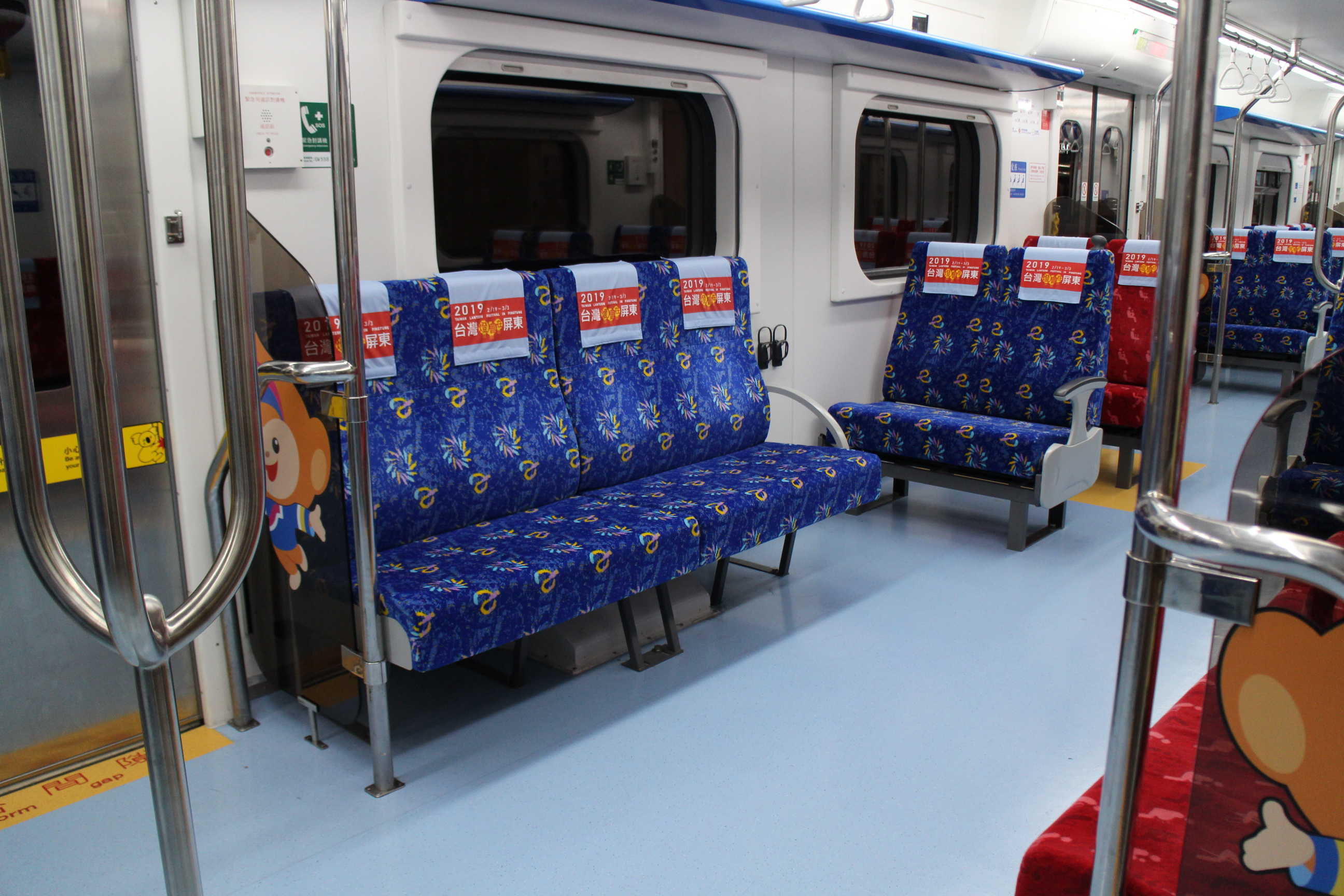
內裝優化後的EM、EMC車廂部份座位採一字型配置
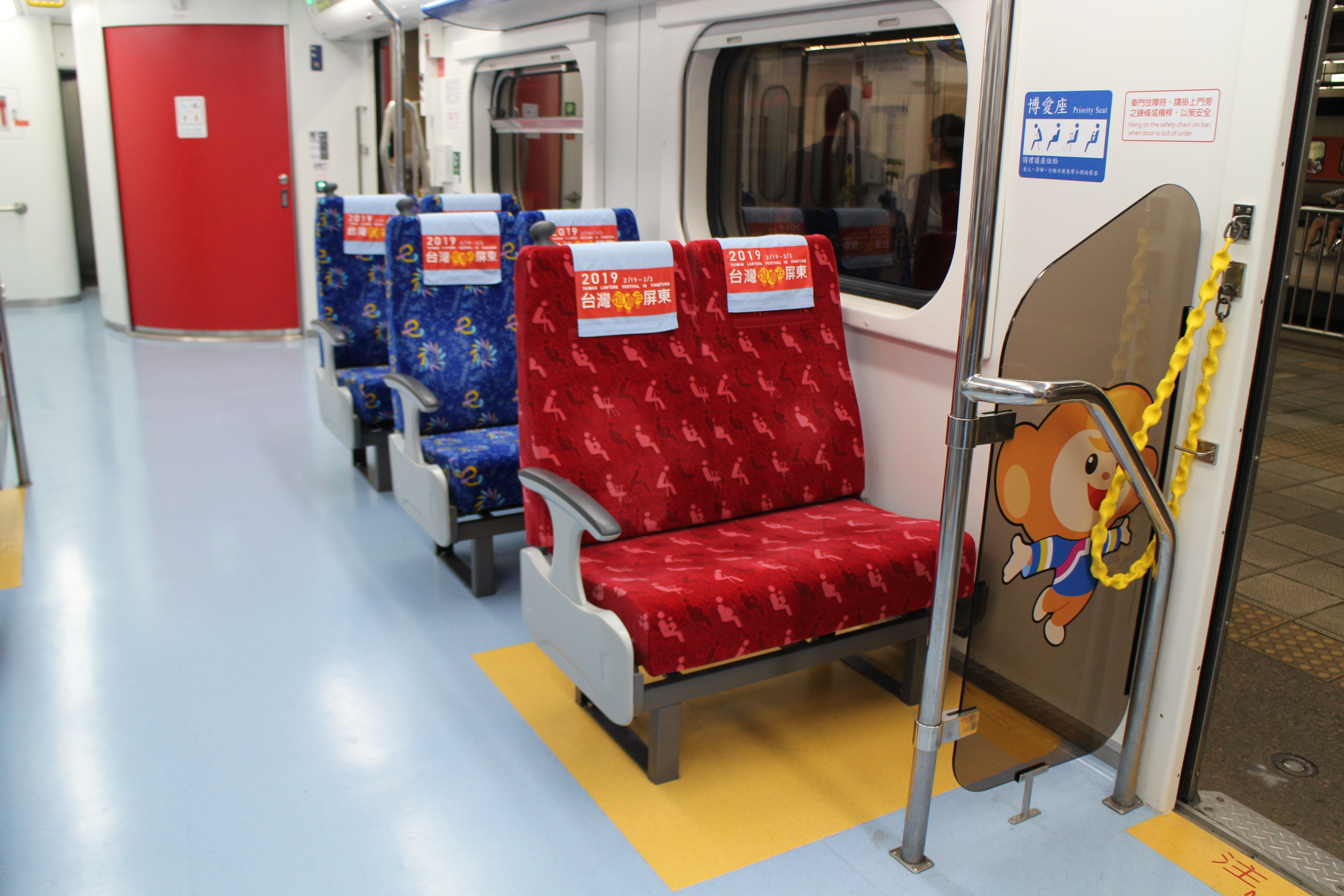
EMU500內裝改造後，ET車廂內部座椅，與後方多功能廁所
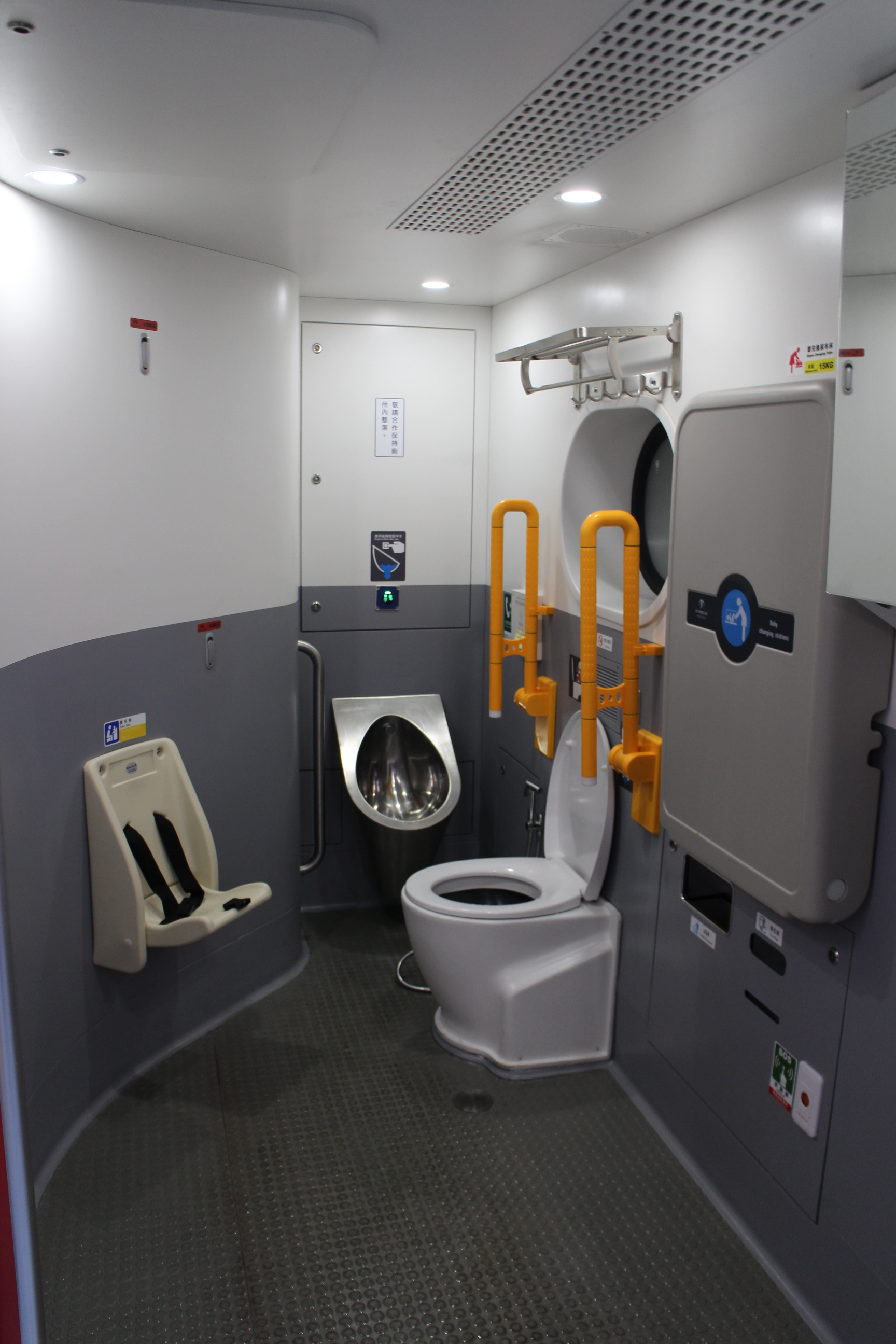
ET車廂的多功能廁所內部樣貌
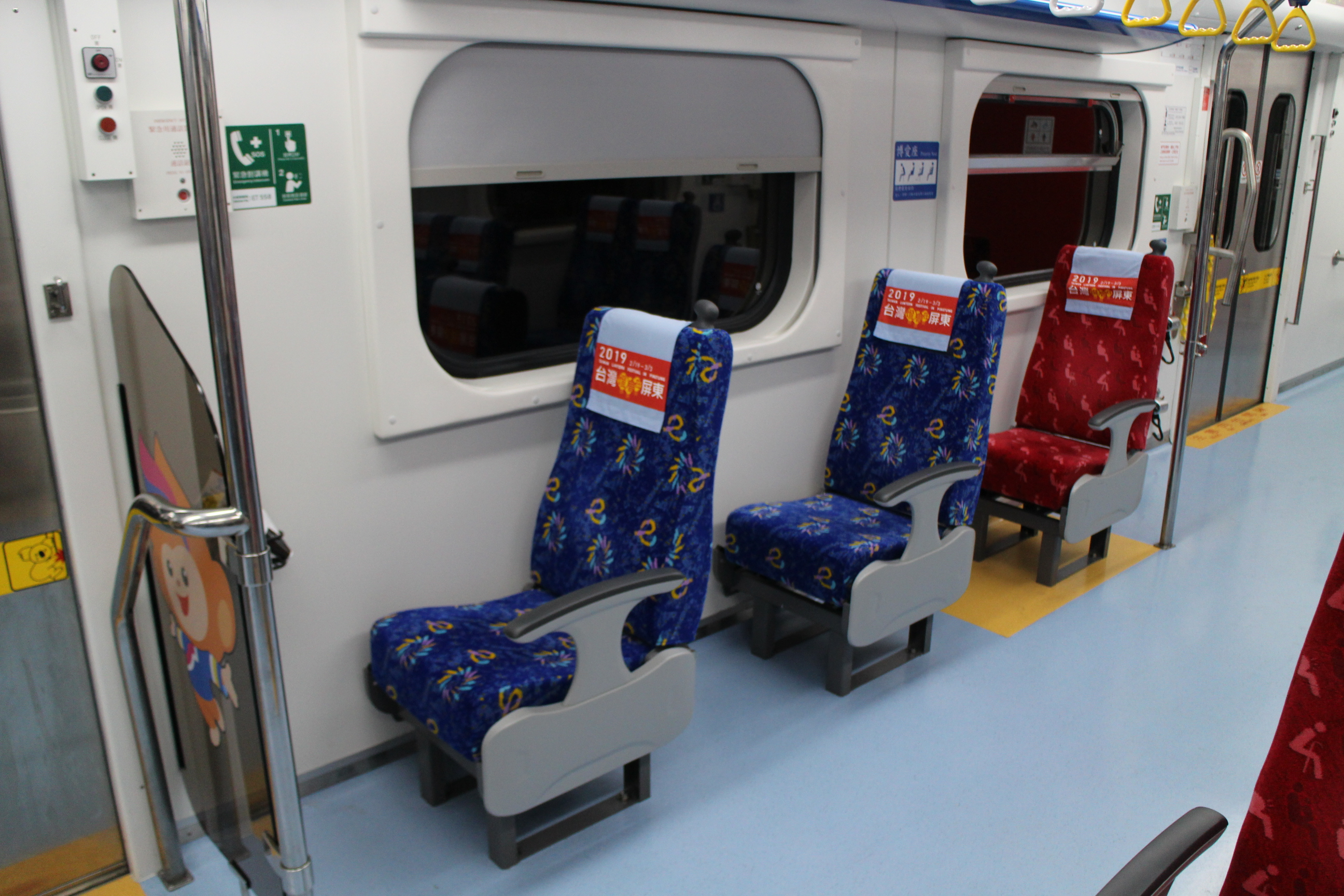
ET車廂的單人座椅
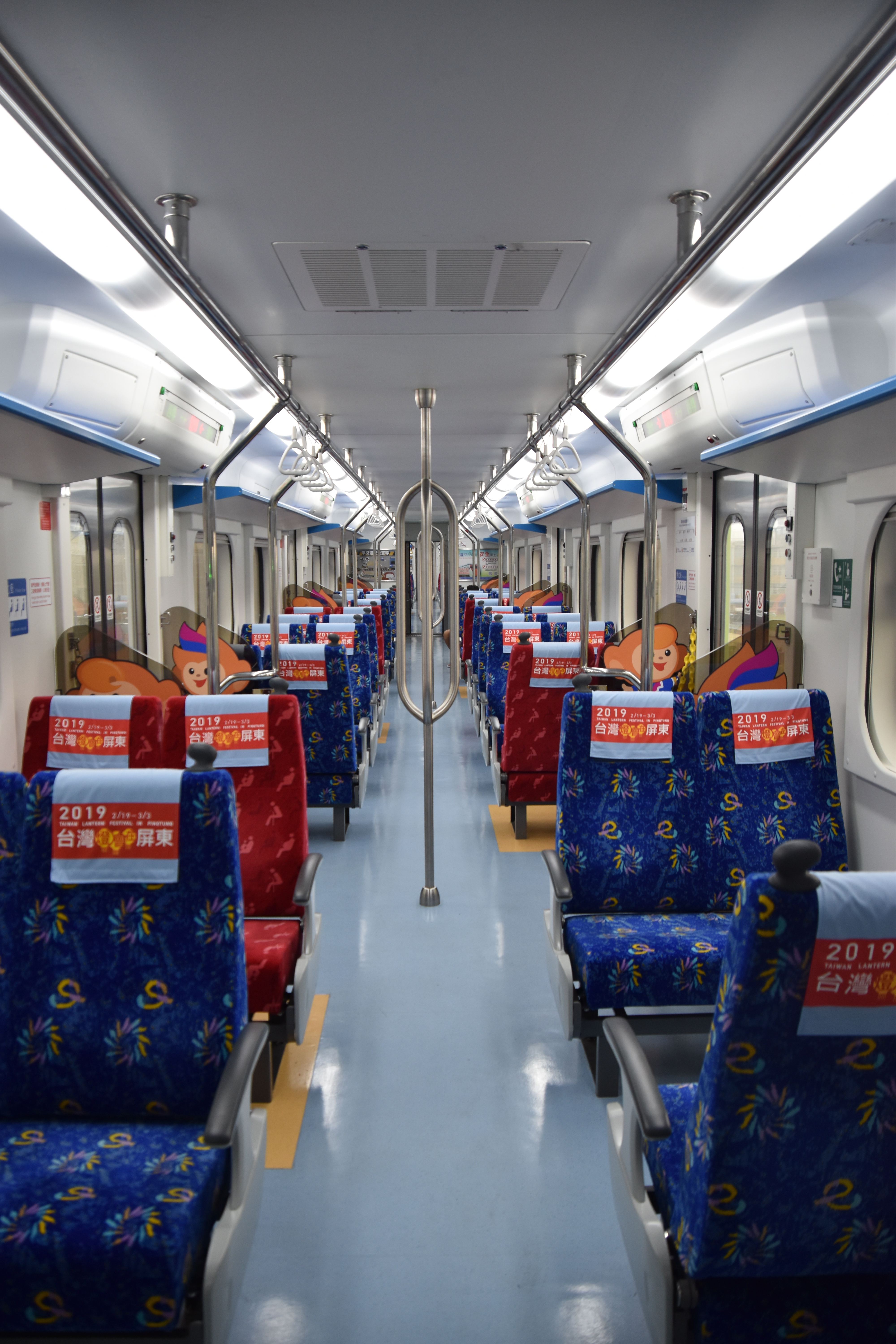
EMU500內裝改造後，於EM車廂駕駛室端設置的大件行李放置區

### 機電系統更新

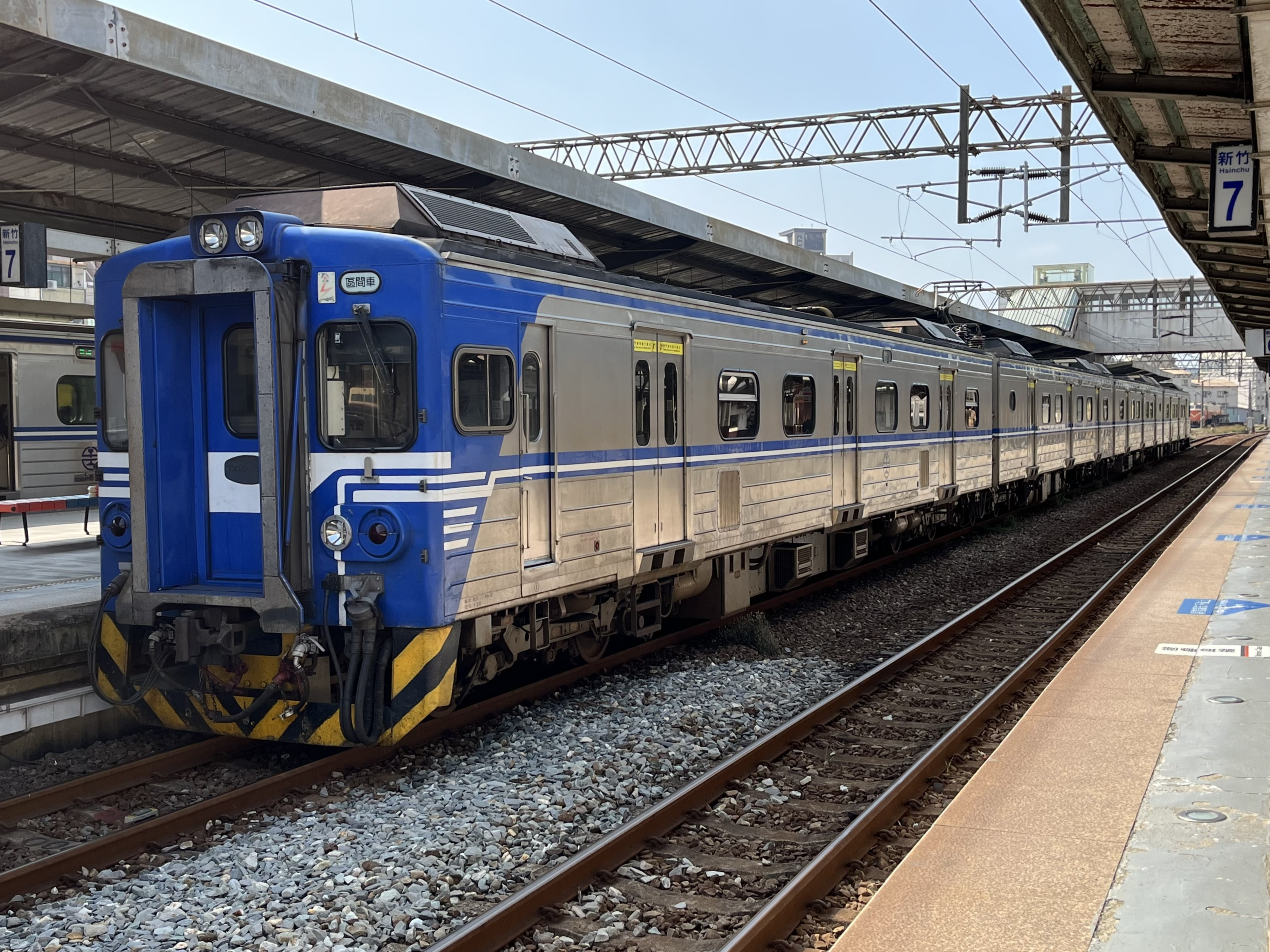
EMU500型機電系統更新編組停靠於新竹車站

詳細改造進度詳情可點選下方主條目連結來觀看或編輯
- 改造廠：仕佳興業公司

EMU500型因使用舊型可關斷晶閘管（GTO）電力元件，是採電流控制，啟動開關都需使用大電流，相當耗電並不符現今省電節能標準，而且使一些零件較易燒壞，此外GTO零組件為較早期的技術，因此許多廠商都已停產而導致材料成本極高，急需更新。為改善本型車近年因機電系統老舊頻發性故障或異常事件，台鐵於2016年下半年開始規劃機電改造計畫案並對外進行招標，歷經多次流標及修正招標規範後，於2018年6月由國內廠商士林電機得標，並與日本三菱電機技術合作，並交由仕佳興業公司進行組裝、調校及測試，決標金額為新台幣32.13億元。同月底完成簽約後，首組改造樣車為彰化機務段的EMU527編組，於2019年6月中旬進入仕佳興業公司廠房改造並於同年12月25日出廠，經半年多測試後於2020年5月23日首航2524次區間車後開始投入正班車運用。後續則預定於2022年底前完成全數63組列車改造。至於暫未改造的21組列車，將視前63組列車改造成果後，再行評估是否繼續進行改造。改造完成編組之駕駛台上均貼有"機電系統更新"字樣，以利識別。截至2023年1月31日，預定的63組EMU500型列車已先後完成機電系統更新。
其改造重點如下：
- 牽引控制單元C/I更新：原先牽引變流器GTO模組由於老舊及設計複雜易故障且消耗電力較大，因此更換為三菱電機製IGBT相位模組進行牽引動力控制，整流設備同時更新為脈衝寬度調變（PWM）之裝置；此外如遇牽引動力控制系統隔離50%，最高行駛速度仍可達110km/hr；此外，牽引控制單元可藉逆向控制，將牽引馬達產生之電力轉換用於再生電軔[8][22]。
- 主變壓器及高壓組件設備更新：由於原有之主變壓器由於時常因散熱不良及空氣進入導致絕緣油產生氣泡造成布氏作用（會使真空斷路器跳開而使編組斷電無法行駛），因此將主變壓器更新為採用油浸抽真空式，主變壓器絕緣油不與空氣接觸，沒有產生氣泡及劣化問題，且不需定期換油，減少保養及維護時間；並且可將布氏裝置取消，以減少故障的發生；更新後的主變壓器也新增支援回生電軔的功能，可接受馬達產生之電力進行升壓並傳送至電車線上[23]。
- 電軔系統更新：電軔方式由原先電阻電軔更改為回生電軔（拆除原置於EMC及EM車廂車頂的電阻器），於電門速度控制模式下進行制軔減速時可提高電能使用效率及達節能之功效[20]。
- 輔助供電系統更新：靜式變流器（SIV）組件更新為宇進產電之產品（由三菱電機轉標），且變更為IGBT控制，並將其容量提升210KVA，並設置兩套靜式變流器可互相支援；2組8輛連掛時，如遇一組之SIV故障，可由另一組轉供支援全編組使用；將可解決單一SIV故障時，造成車廂內冷氣減半運作之情形[8]。
- 牽引控制單元及輔助供電系統散熱設備更新：[24] 牽引整變流器（C/I）及靜式變流器（SIV）散熱方式由原先鼓風機強制風冷式更改為自然冷卻式，為藉由導熱管與散熱鰭片，由列車行進之風量達自然冷卻之效果，可減少行駛時產生之噪音和振動，同時降低保養及維修成本（由於牽引馬達未納入更新項目，因此牽引馬達鼓風機仍保留，供牽引馬達散熱用，因此EMC及EM車仍有鼓風機的風扇聲）[8]。
- 供電電纜更新：由原先79芯控制信號傳輸跳線、插頭及插座全面更新為85芯跳線。車間三相440V高壓供電4芯跳線全面更換為可承受較大電流之形式，已達現今防火及耐燃標準，確保營運安全（由於供電電纜更新後與原有的EMU500型和EMU600型的跳線接口不相容，所以機電更新完成的EMU500型無法和未改造的EMU500型和EMU600型進行重聯運轉）[8]。
- 設置列車控制及監視裝置（TCMS）系統線路：增設TCMS裝置的配線，以預留給未來增設此設備時使用[25][26]

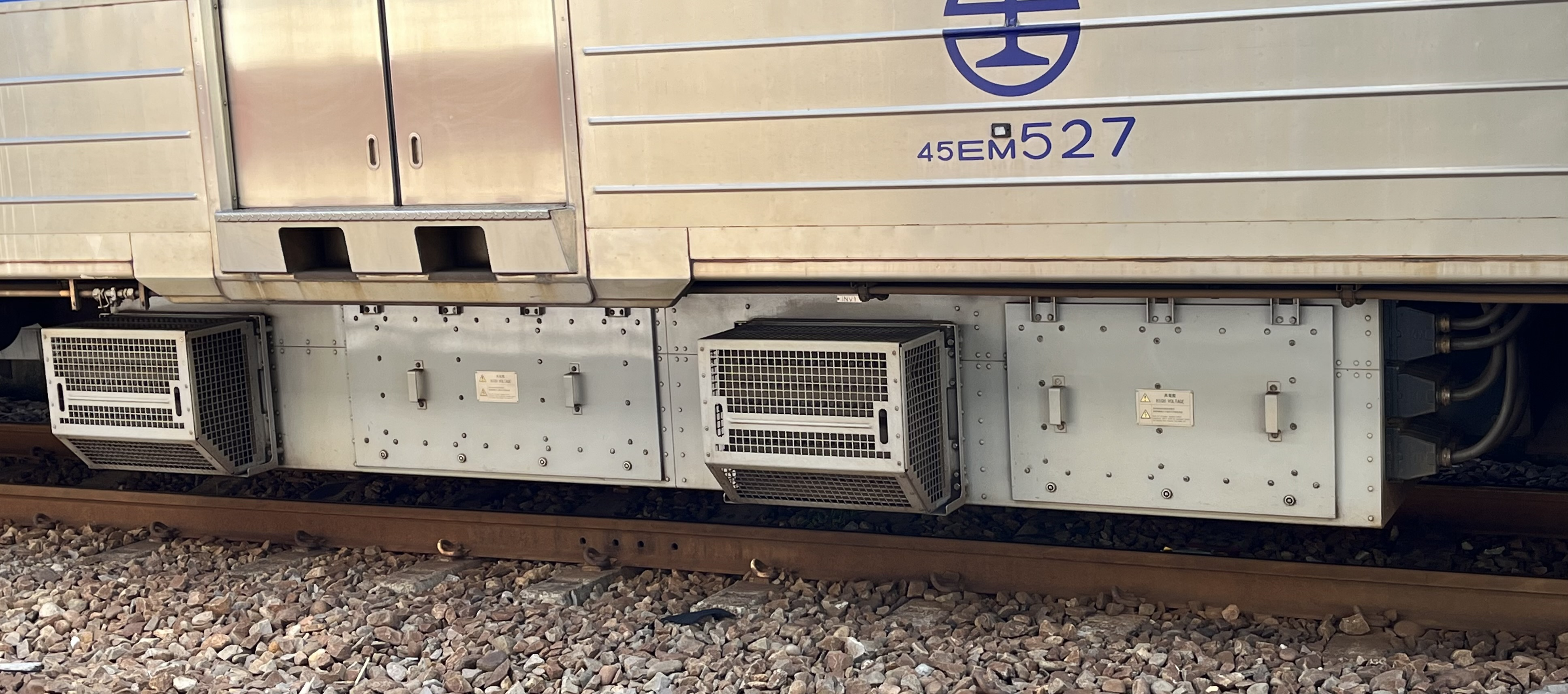
機電系統更新後所裝用的IGBT-VVVF牽引控制單元
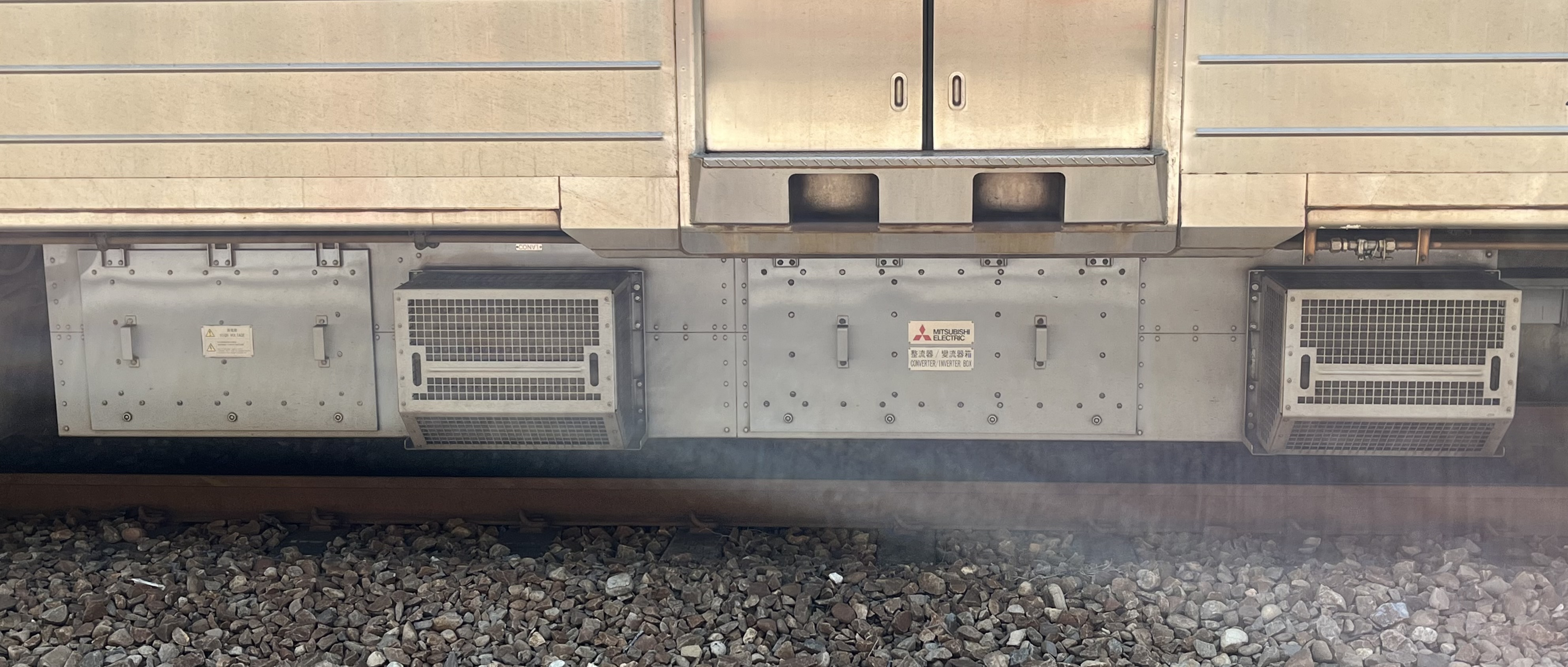
更新後VVVF變頻裝置的另一側外觀，可見三菱電機的製造銘版
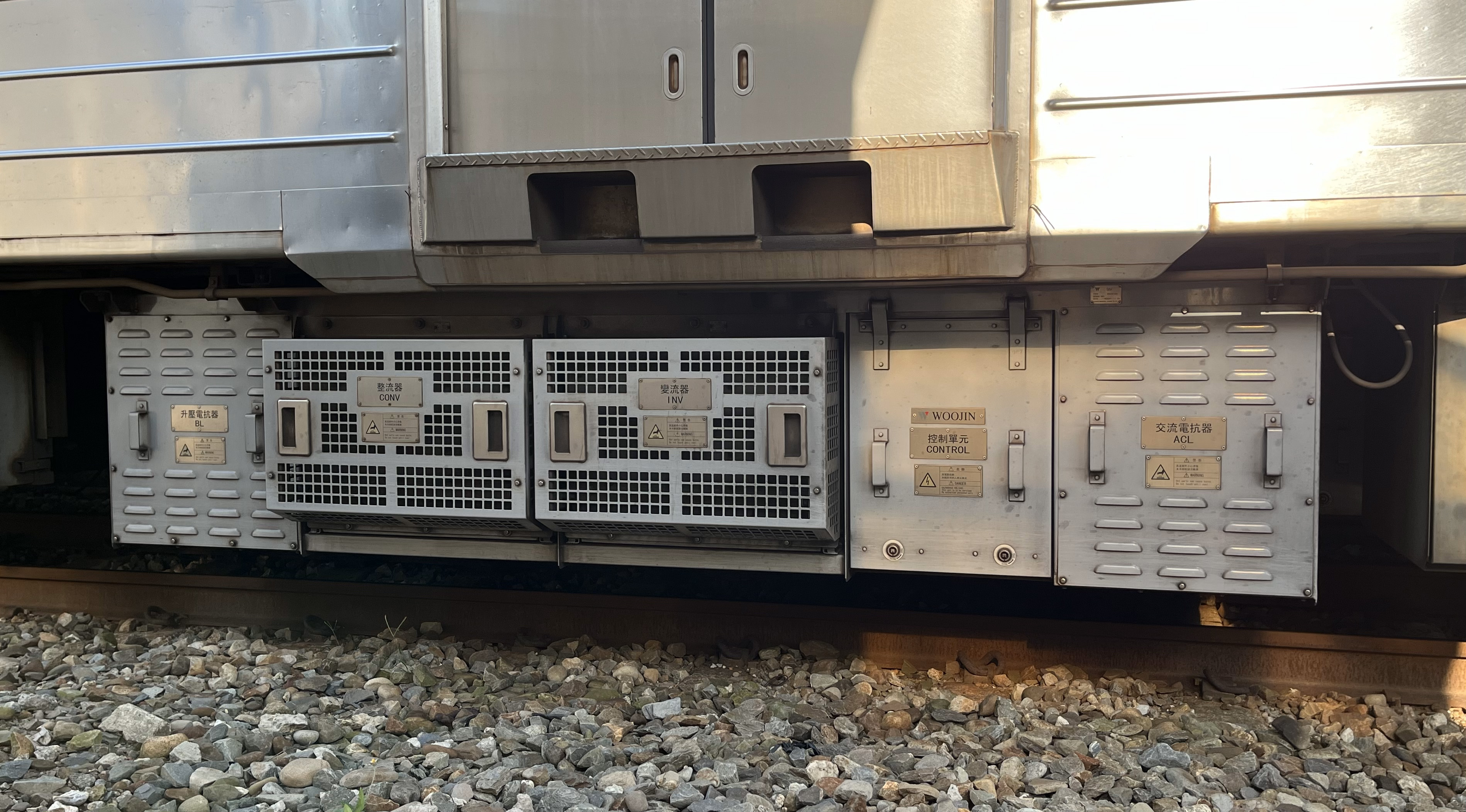
機電系統更新後的靜式變流器（SIV）總成
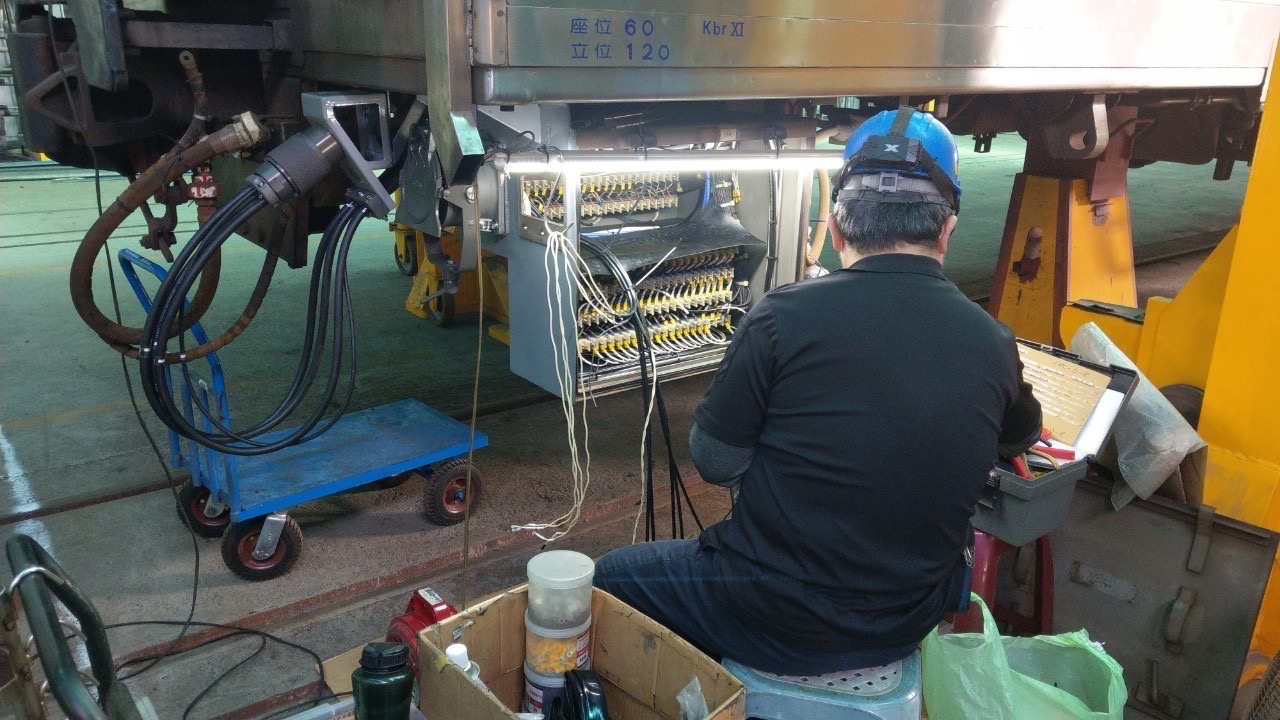
機電系統更新重新配線施工情況
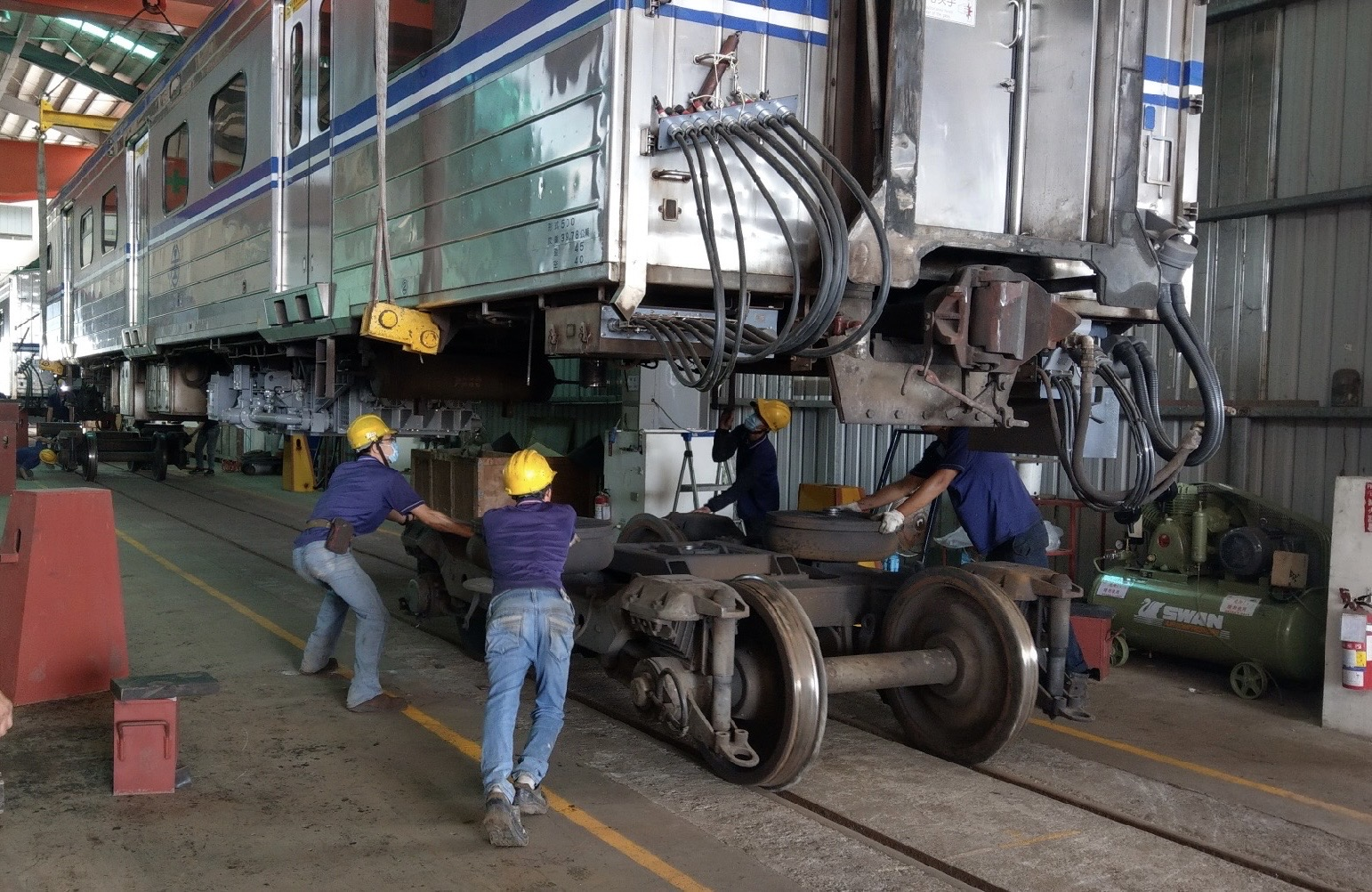
機電系統更新施工情況
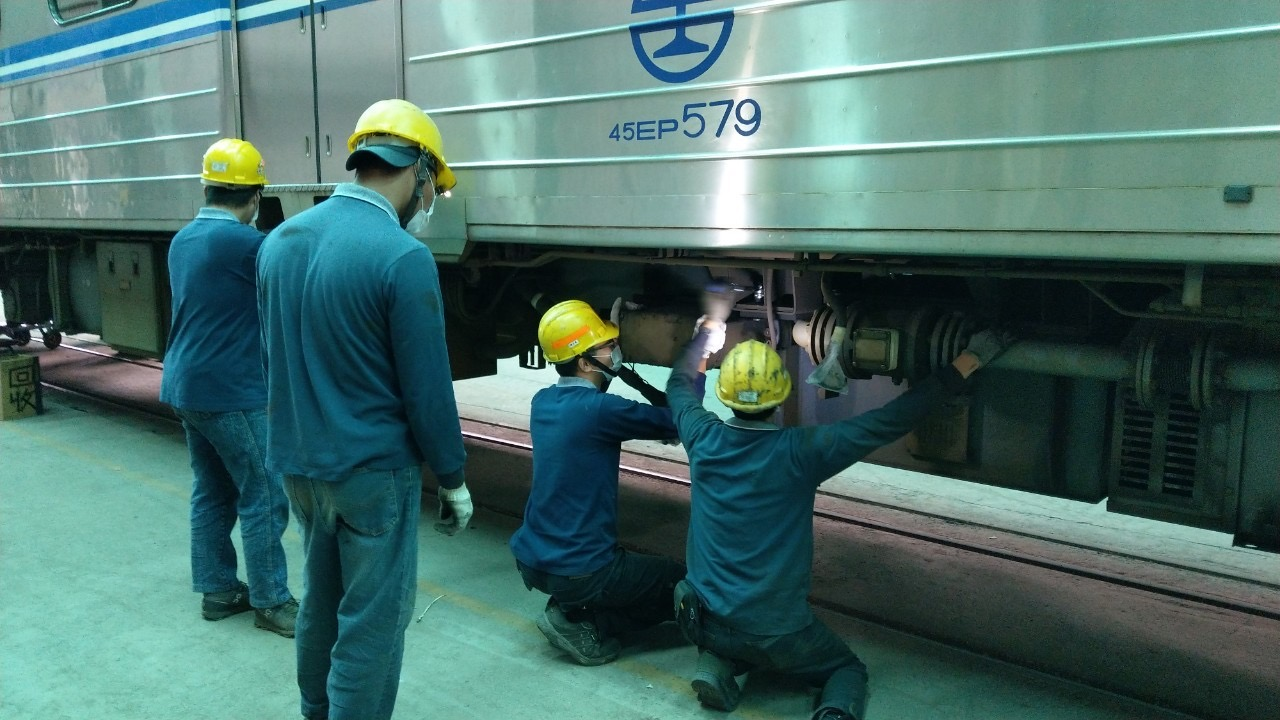
機電系統更新施工將原舊有主變壓器拆卸之實景

### 觀光列車改造

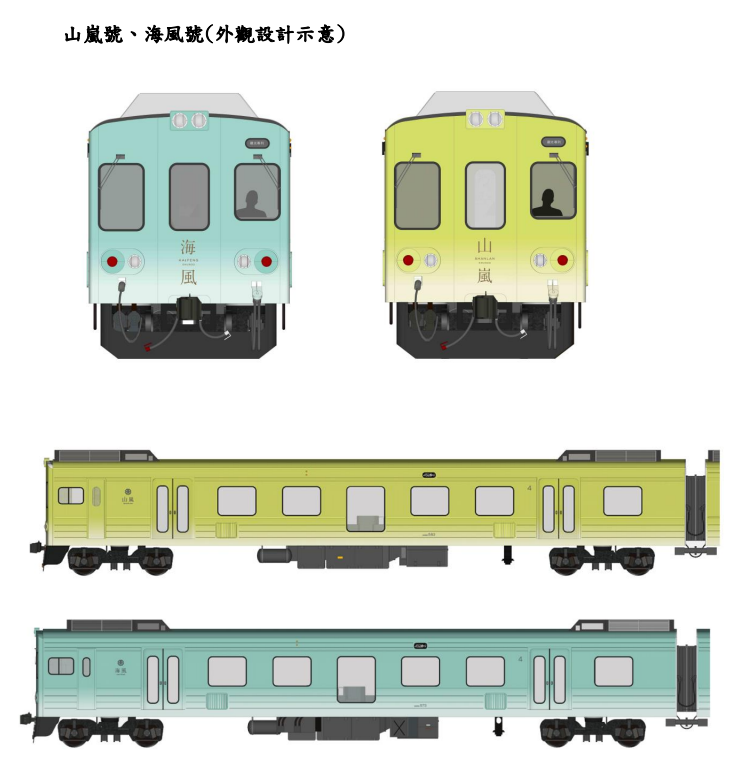
鳴日號列車-海風及山嵐示意圖

看準鐵道運輸對於觀光發展的重要性，交通部已成立「鐵道觀光推動小組」，臺鐵並已配合規劃打造一系列五星級的觀光車隊，因應2022年鐵道觀光年盛行，原先改造成鳴日號車隊的海風號及山嵐號的EMU100型及EMU300型因車齡甚高且故障率高，因此台鐵計畫改造此型車二編組，成為鳴日號之山嵐號及海風號；其中海風號已於2024年12月7日首航載客（配屬臺北機務段；2025年4月11日起行駛：南港~宜蘭）；山嵐號預計2025年4月19日正式載客（配屬臺東機務段；2025年4月19日起行駛：花蓮~池上）。

## 特殊塗裝

### 活動中
- EMU565:2024屏東鐵道文化祭彩繪

### 已卸除
- EMU502：2023年科普彩繪[27]
- EMU505：2010年中原大學彩繪[28]、2011年貢寮海洋音樂祭彩繪
- EMU509：2023年科普彩繪[27]、2024年科普彩繪
- EMU511：2024年科普彩繪
- EMU512：2020年蘭陽媽祖文化節彩繪[29]、2023年勵馨35性別公眾教育彩繪

- EMU514：2012年貢寮海洋音樂祭彩繪
- EMU515：2022年科普彩繪
- EMU520：2019年白沙屯媽祖進香文化彩繪[31]
- EMU523：2020年科普彩繪（下半部）	[32]
- EMU528：2005年白沙屯媽祖彩繪
- EMU533：2015年平交道安全彩繪[33]、2019年信濃鐵道115系彩繪[34][35]
- EMU537：2020年蘭陽媽祖文化節彩繪[29]
- EMU543：2012、2013年客家油桐花季彩繪
- EMU544：2013年客家油桐花季彩繪
- EMU545：2012年客家油桐花季彩繪
- EMU549：2014年客家油桐花季彩繪[36]
- EMU552：2022年科普彩繪
- EMU555：2015年平交道安全彩繪
- EMU557：2015年恆春民謠音樂節彩繪[37]
- EMU559：2009年中原大學彩繪[38]
- EMU558～561、564～566、568、569：2019台灣燈會在屏東彩繪[19]
- EMU556、557、562、563、567、570：2019年屏東特色彩繪[19]
- EMU572：2023年屏東鐵道文化祭彩繪[39]
- EMU579：2020年科普彩繪（下半部）[32]
- EMU580：2023年白沙屯媽祖彩繪
- EMU586：2014年平交道安全彩繪

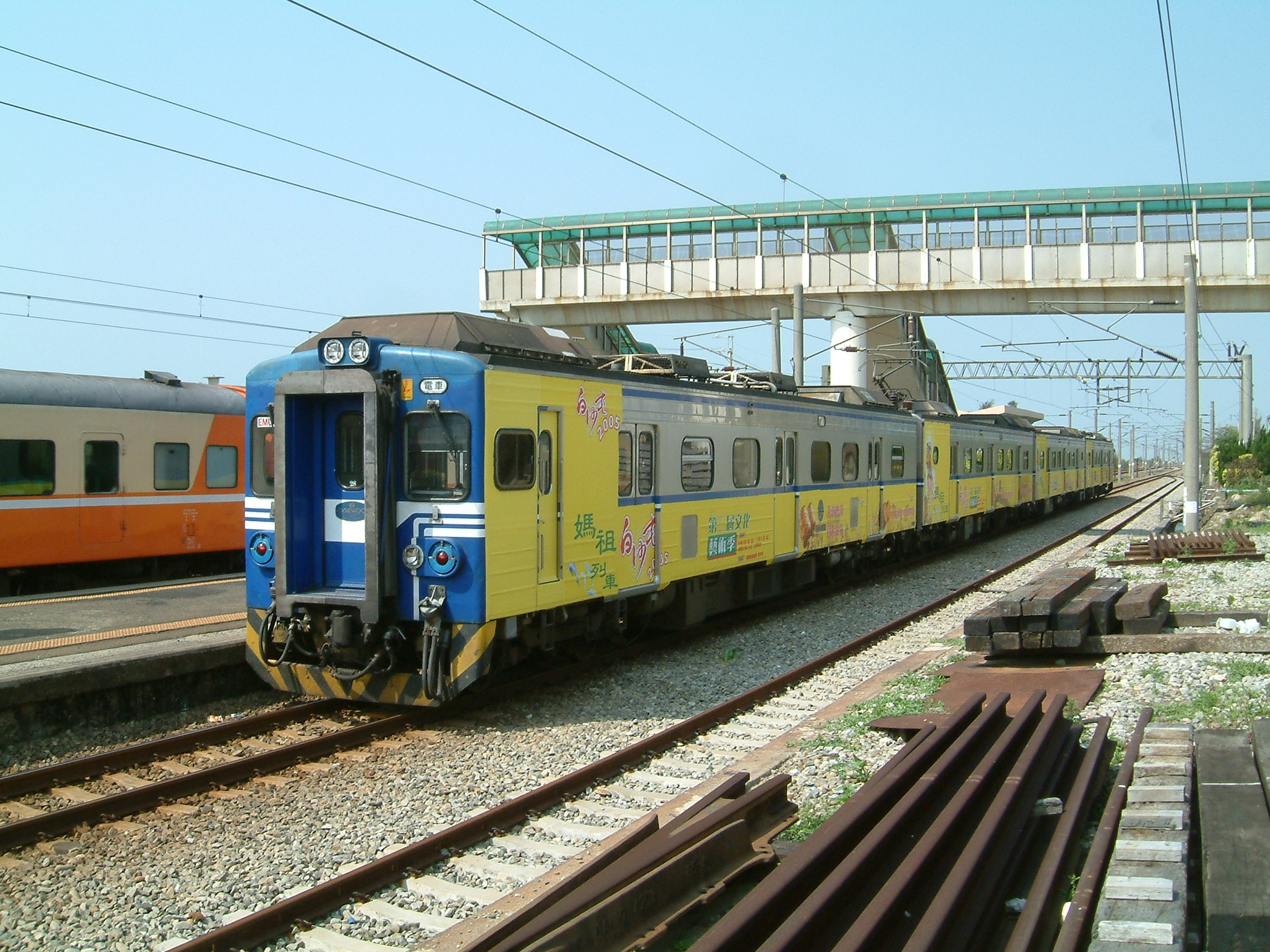
2005年白沙屯媽祖彩繪於大山站
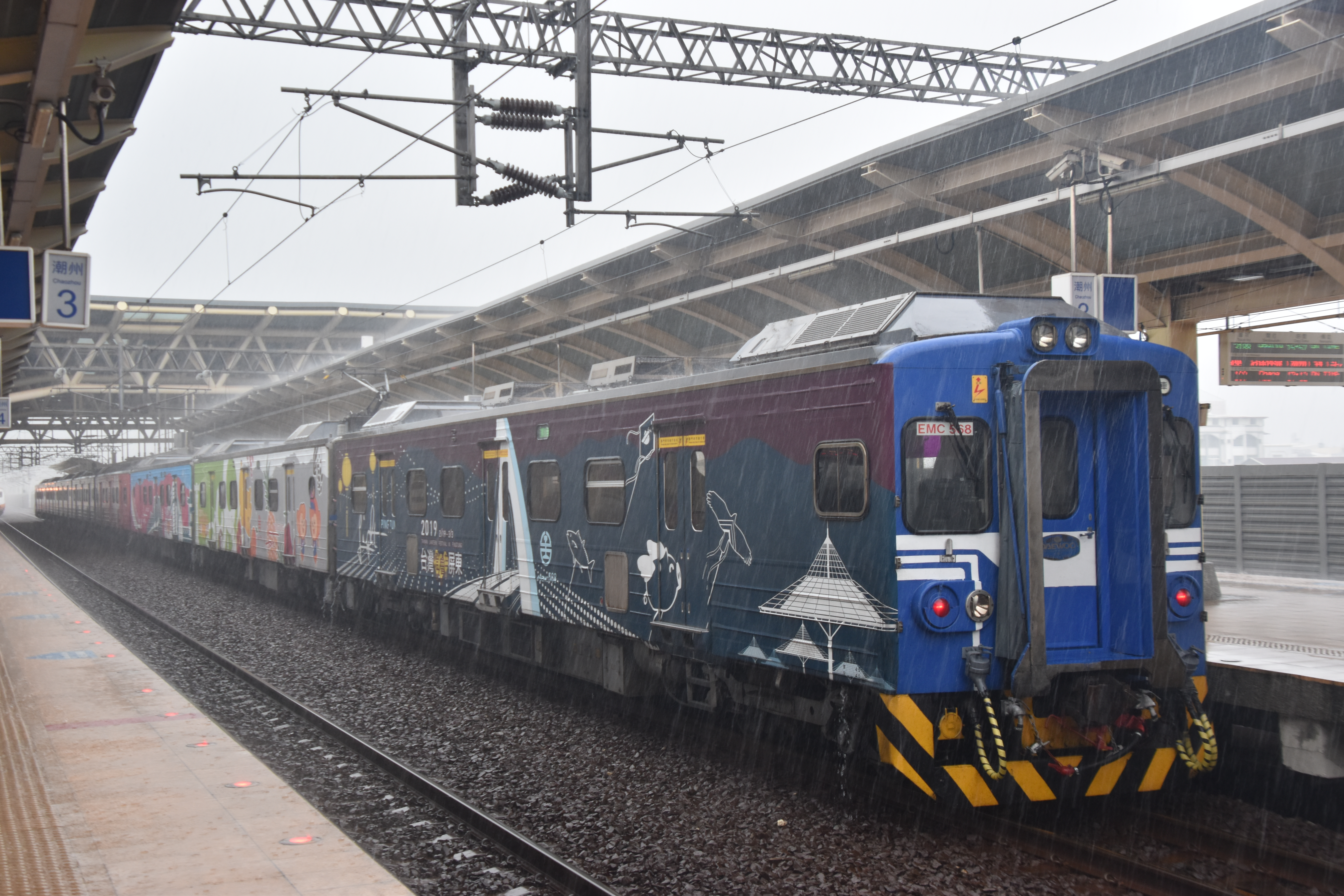
EMU500內裝優化編組停在潮州車站
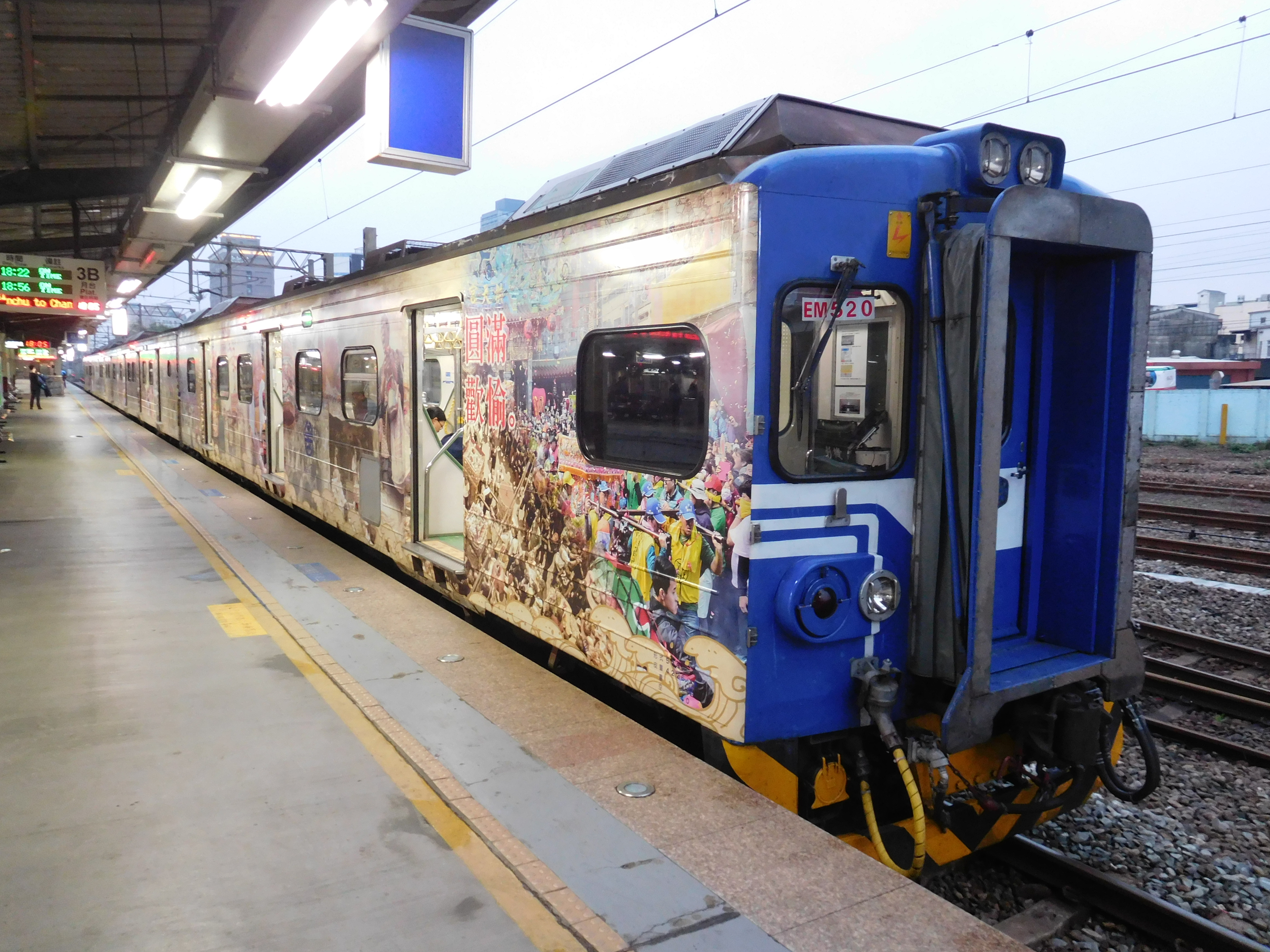
EMU520白沙屯媽祖進香文化彩繪
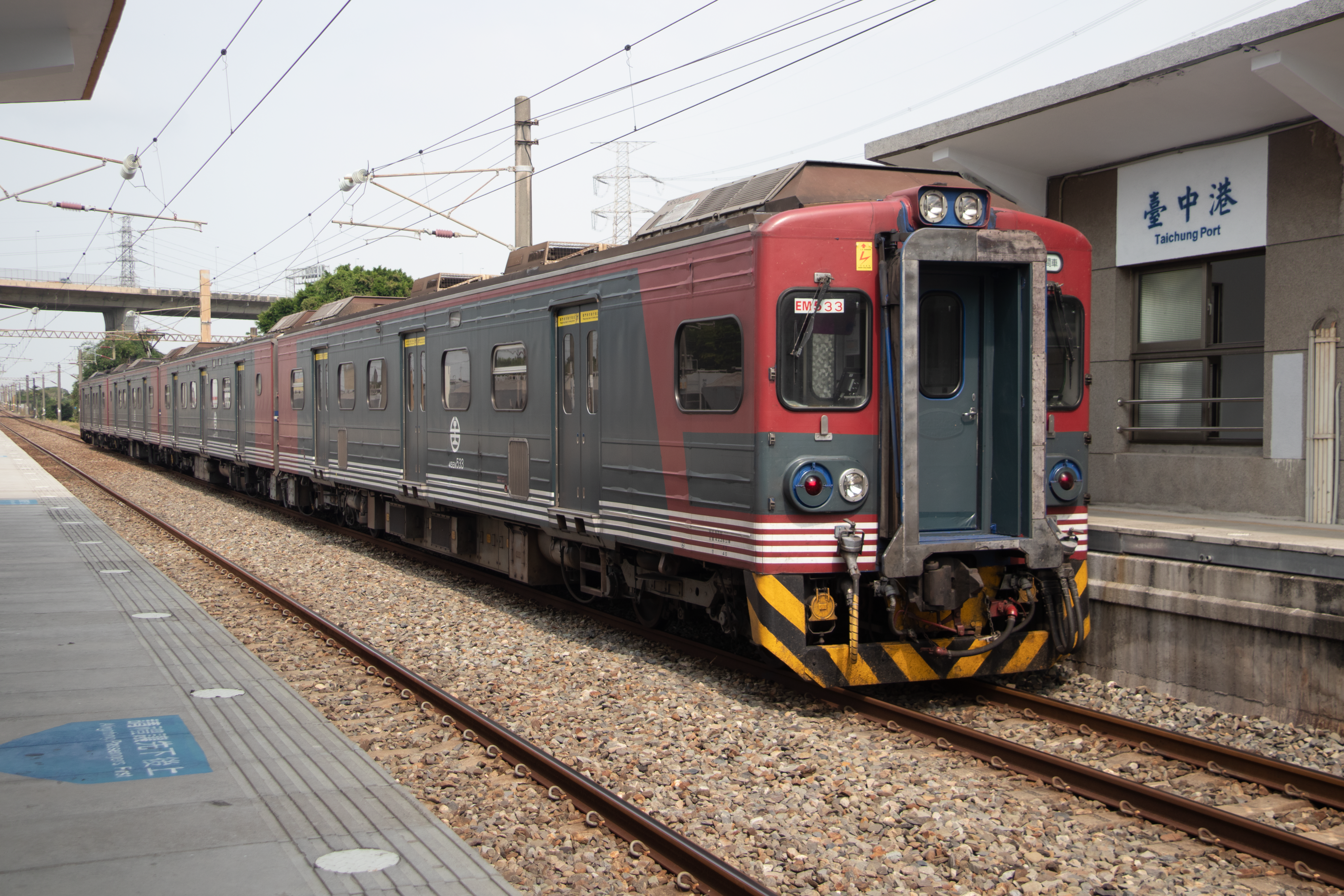
EMU533信濃鐵道彩繪列車於台中港站
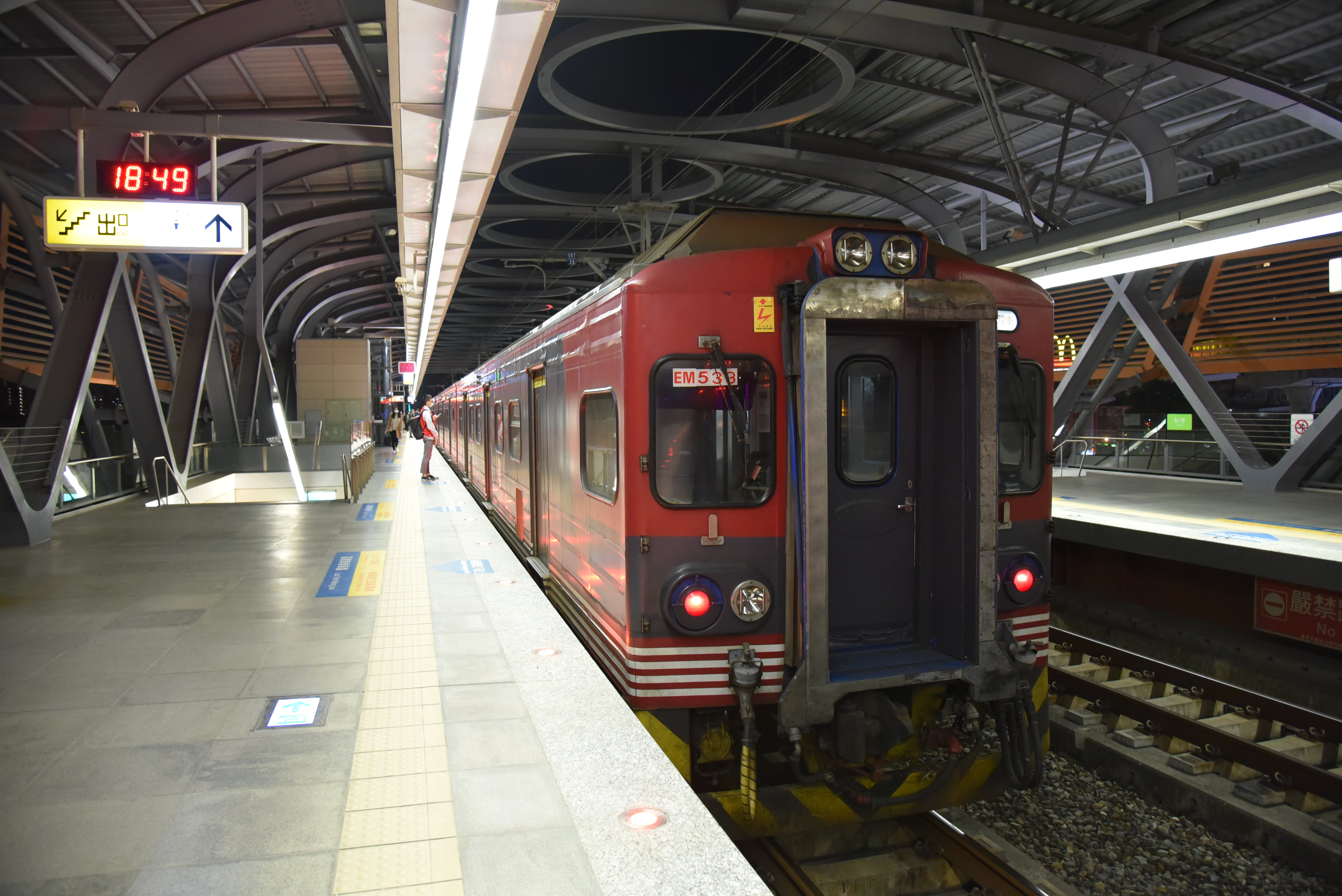
EMU533信濃鐵道彩繪列車於松竹站
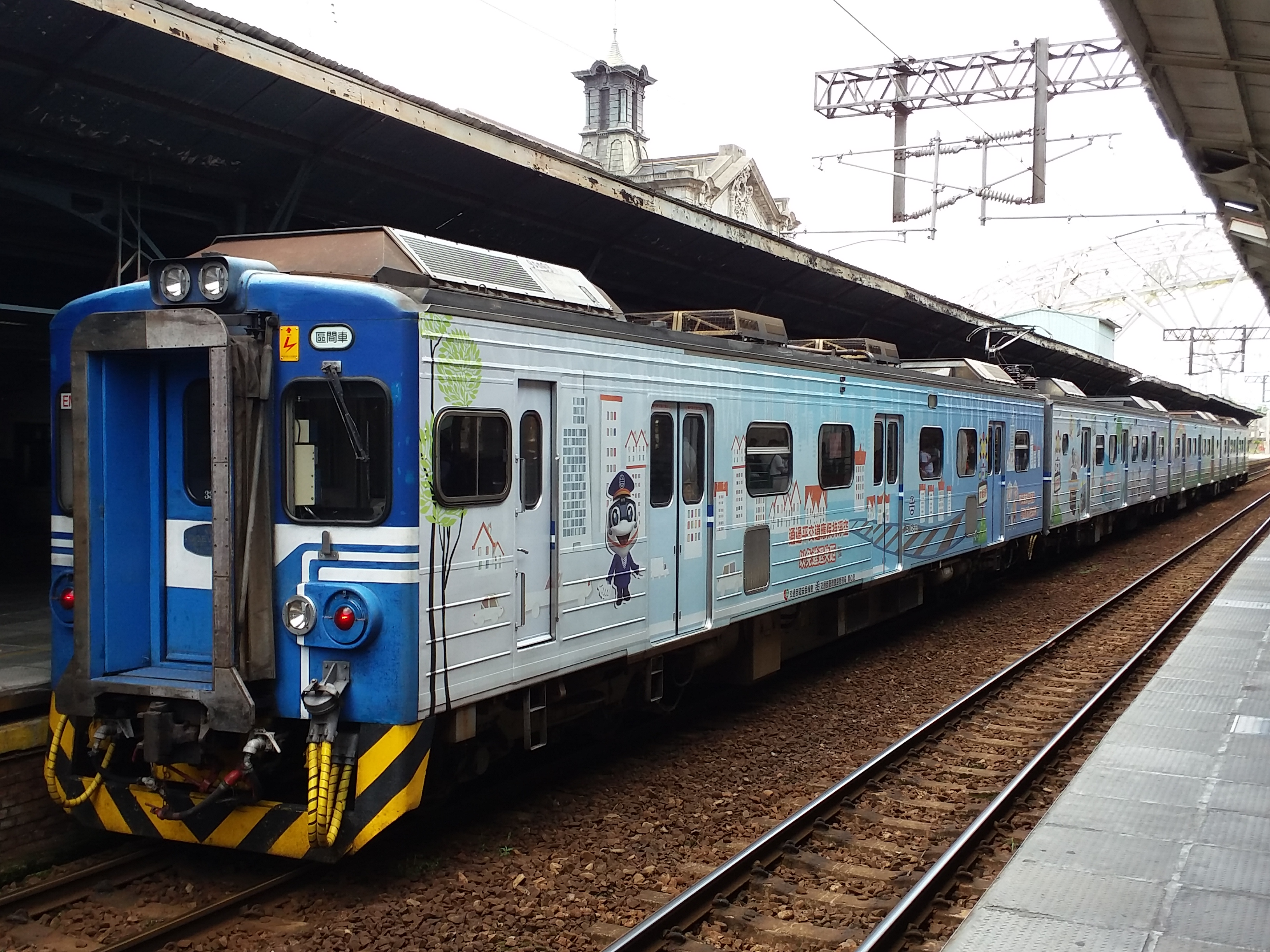
EMU533平交道安全彩繪
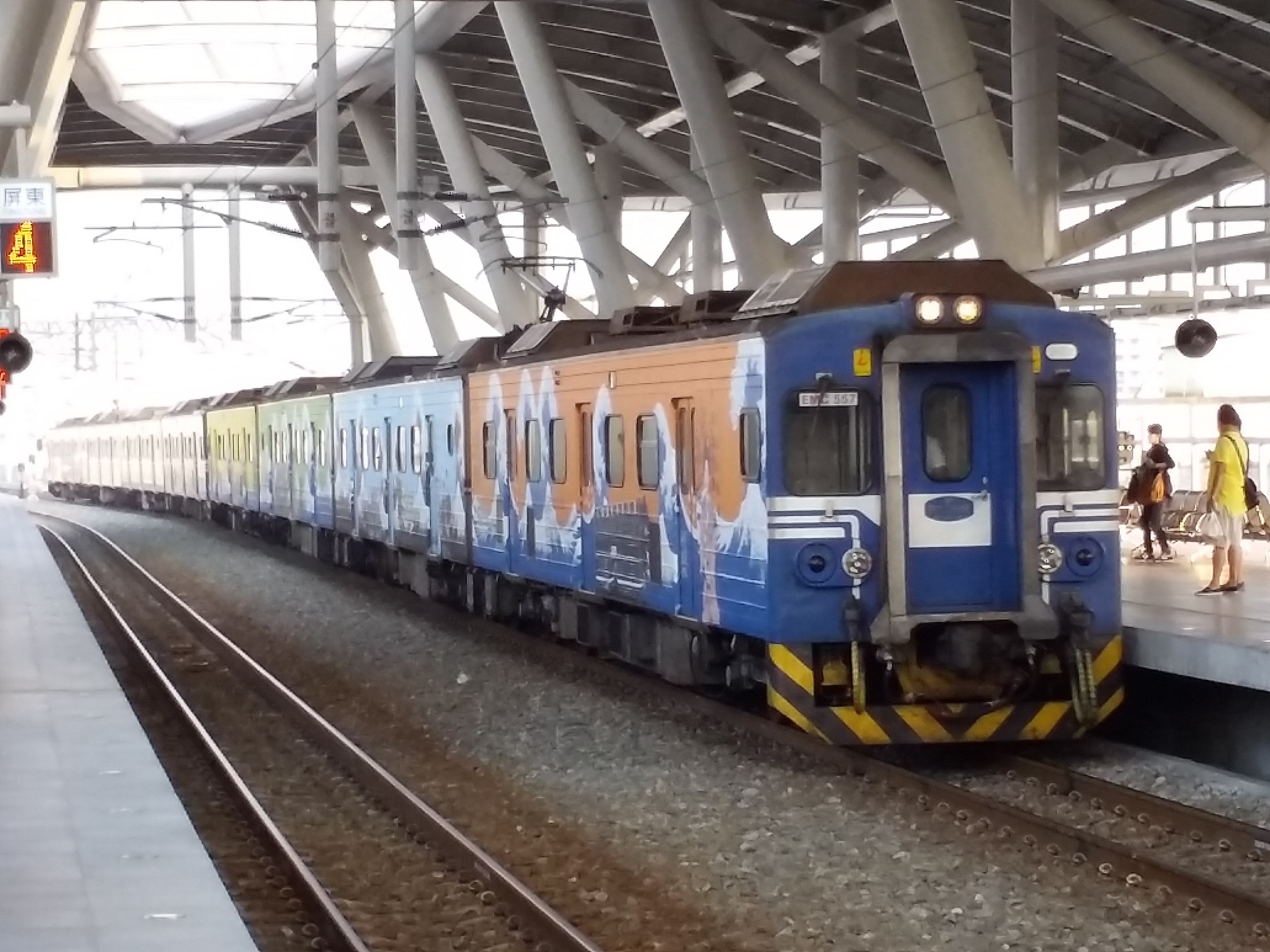
EMU557恆春民謠音樂節彩繪
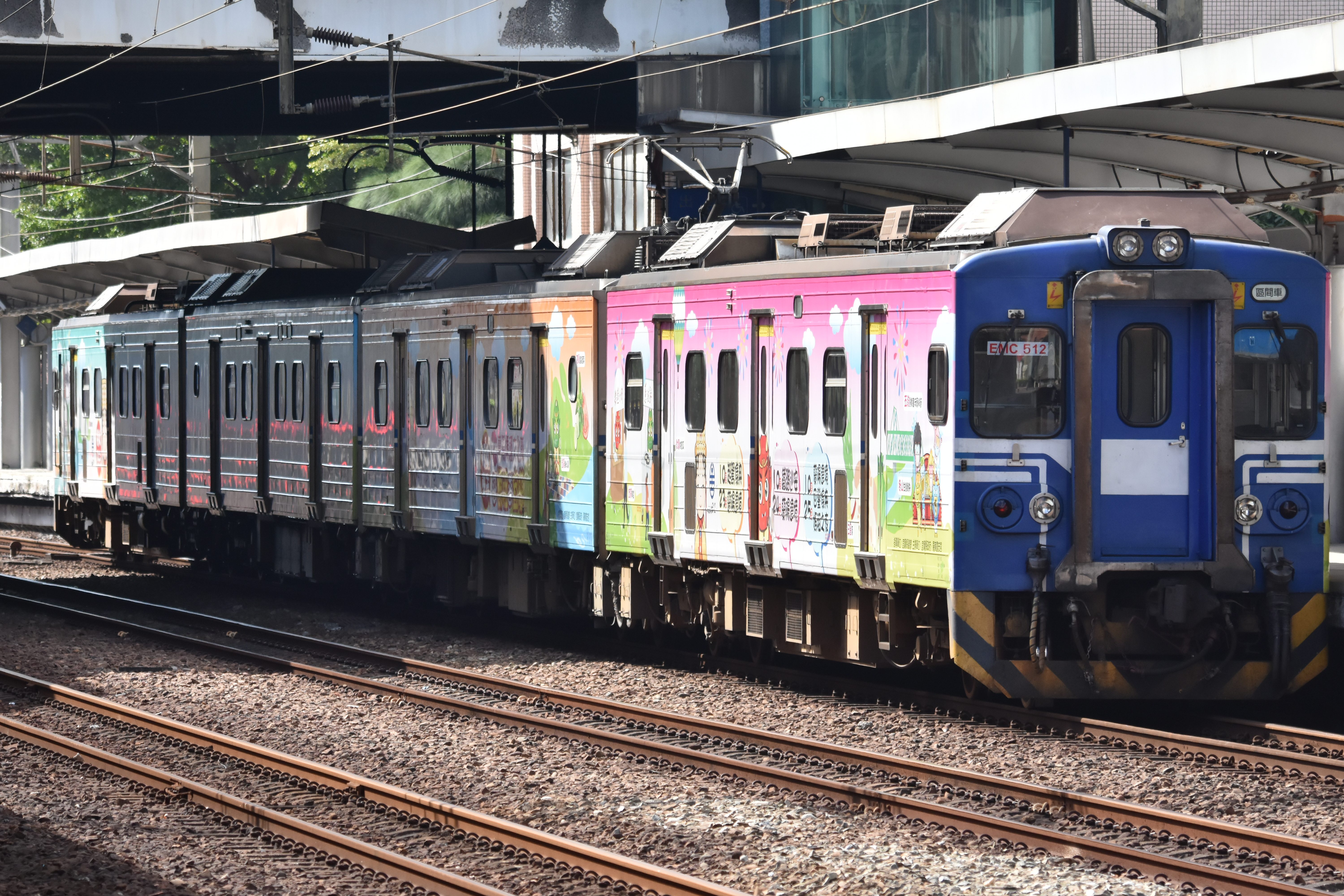
EMU512蘭陽媽祖文化節彩繪
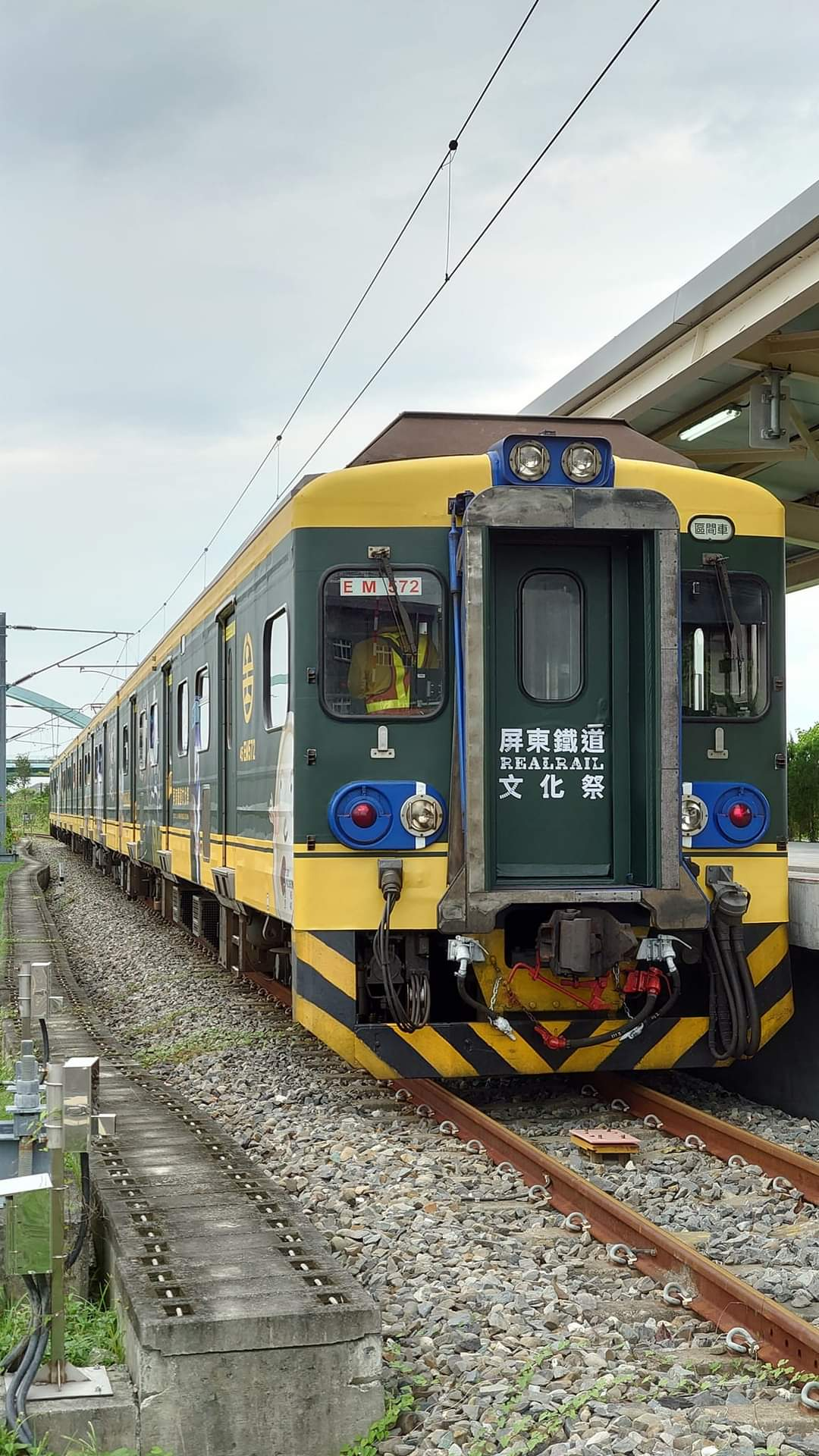
EMU572 2023年屏東鐵道文化祭彩繪

## 運用方式

### 概要

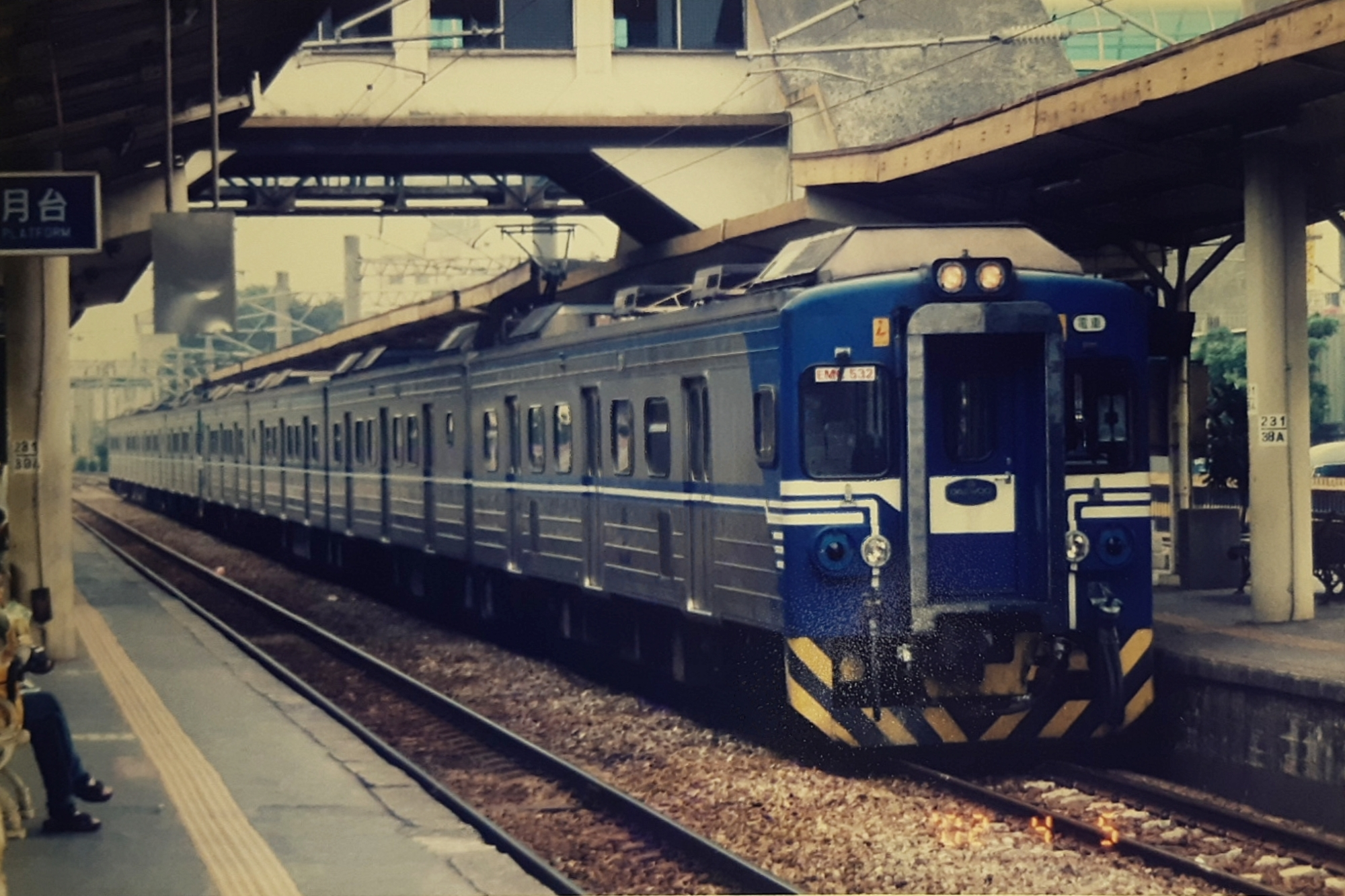
停在員林車站第2月台，擔任連續假期加班電車的2組EMU500型電聯車

本型車加入營運後，先是置換由DR2700型行駛的柴快及高雄～屏東間通勤柴聯車自強號，之後陸續汰換西部幹線的普通車，普通車於1998年5月26日改點後退出西部幹線。
在EMU700型、EMU800型及EMU900型等後續車型尚未加入營運前，本型車在北部路段多以2組8輛行駛，南部路段亦有一定比例班次為2組8輛行駛，惟中部路段多僅以1組4輛行駛。
2004年以前，逢連續假期或可見以2組本型車行駛的不定期加班電車，主要是1315次（新竹－員林）、1322次（員林－松山）及1339次（松山－新竹），停靠站與排點比照復興號列車。
六家線與沙崙線通車後，由於月臺長度僅能容納4節車廂，其區間車班次主要由本型車或EMU600型1組4輛行駛。初期僅於EMU600型檢修或臨時替換造成車輛不足時才會進入上述兩路線行駛，但後續逐漸成為常態運用車種，且2023年8月24日起，因EMU600型陸續發現轉向架馬達座出現結構性龜裂因此全面停駛檢修，六家線及沙崙線運用將全數更換為EMU500型，替駛原EMU600型的路線運用。

### 長編組區間車 （3組12輛，目前已停駛）
2015年3月24日，配合列車時刻表微幅調整，本型車首度以3組12輛連掛方式行駛於基隆－新竹間；其中三坑、浮洲、南樹林、新富和北新竹等車站因為月台長度不足，只通過而不停靠，每日共開行3班次往返。原規劃車種定位為區間快，車次編號亦採用區間快所用之編碼；但後來考量運行時間與一般區間車並無太大差異，車種最後仍定位為區間車，並在時刻表上加註「長編組」，以與一般區間車班次作區隔。
- 2015年10月15日改點後，行駛範圍縮短為七堵－新竹。
- 2016年10月20日改點後，行駛範圍縮短為汐止－中壢（除了週五晚上回竹南，週一早上竹南發車，外加三姓橋、香山、崎頂不停靠）。
- 2017年1月5日小改點後，行駛範圍增長為楊梅－汐止，但平日返程（逆行）只到中壢。
- 2017年9月6日後，平日固定行駛汐止－樹林－竹南區段。
- 2018年8月14日後，因應EMU500無階化改造及機電更新，取消長編組區間車運用。1006、1013、1028次改成區間車。1033次改成區間快車（目前已停駛）。

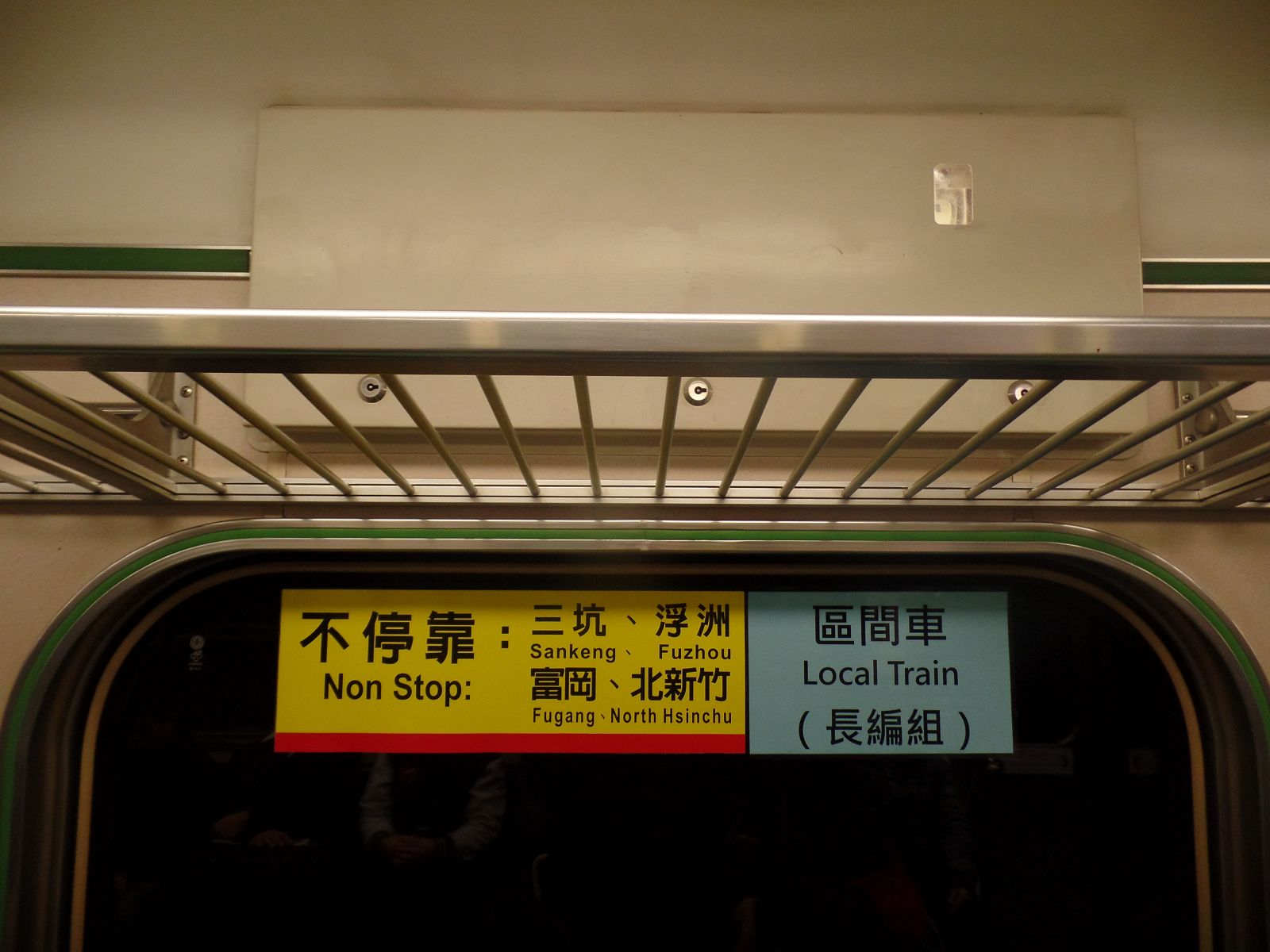
EMU500型3組12輛長編組運行時，特別張貼的提醒告示
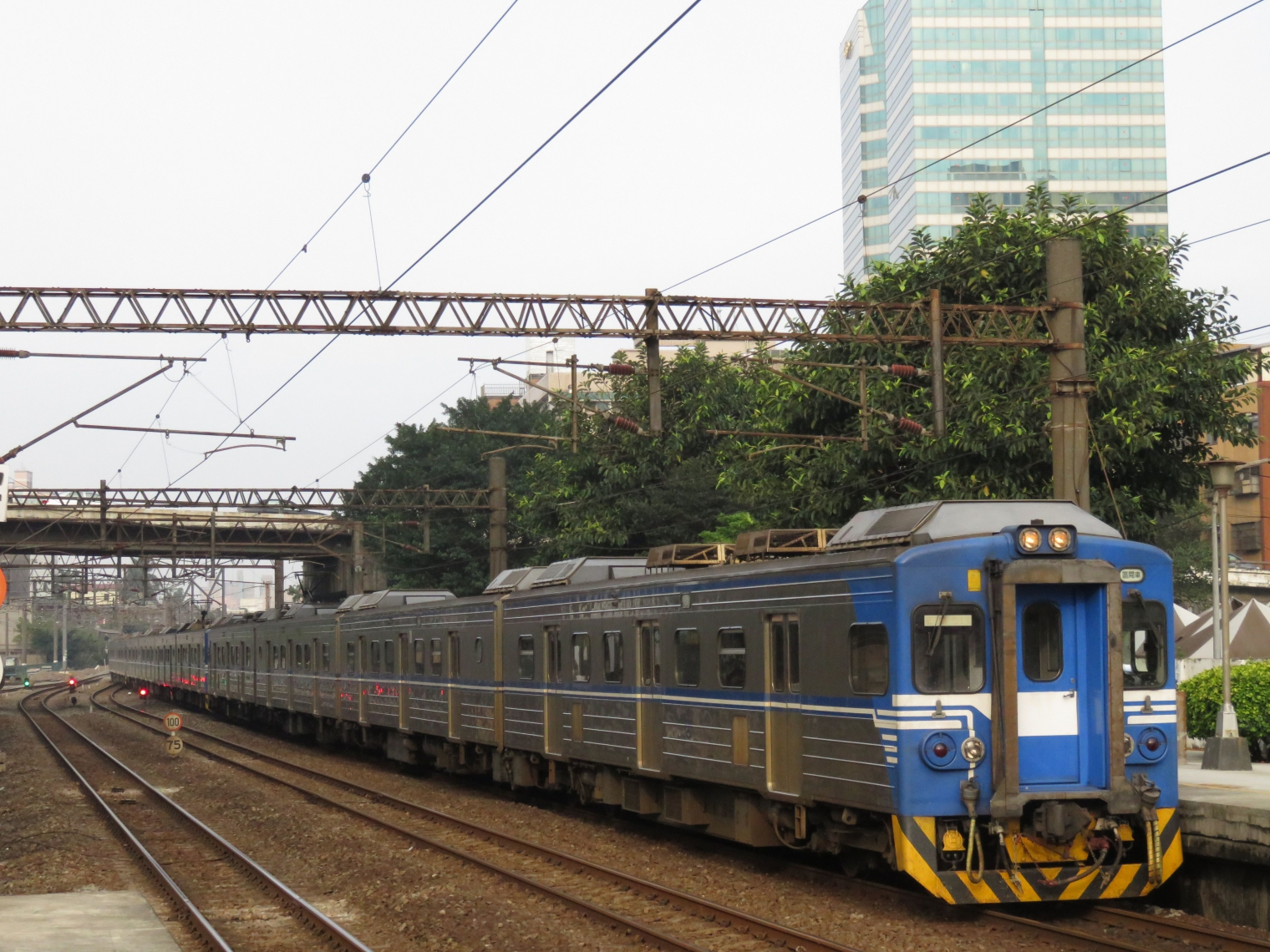
長編組區間車進入桃園站
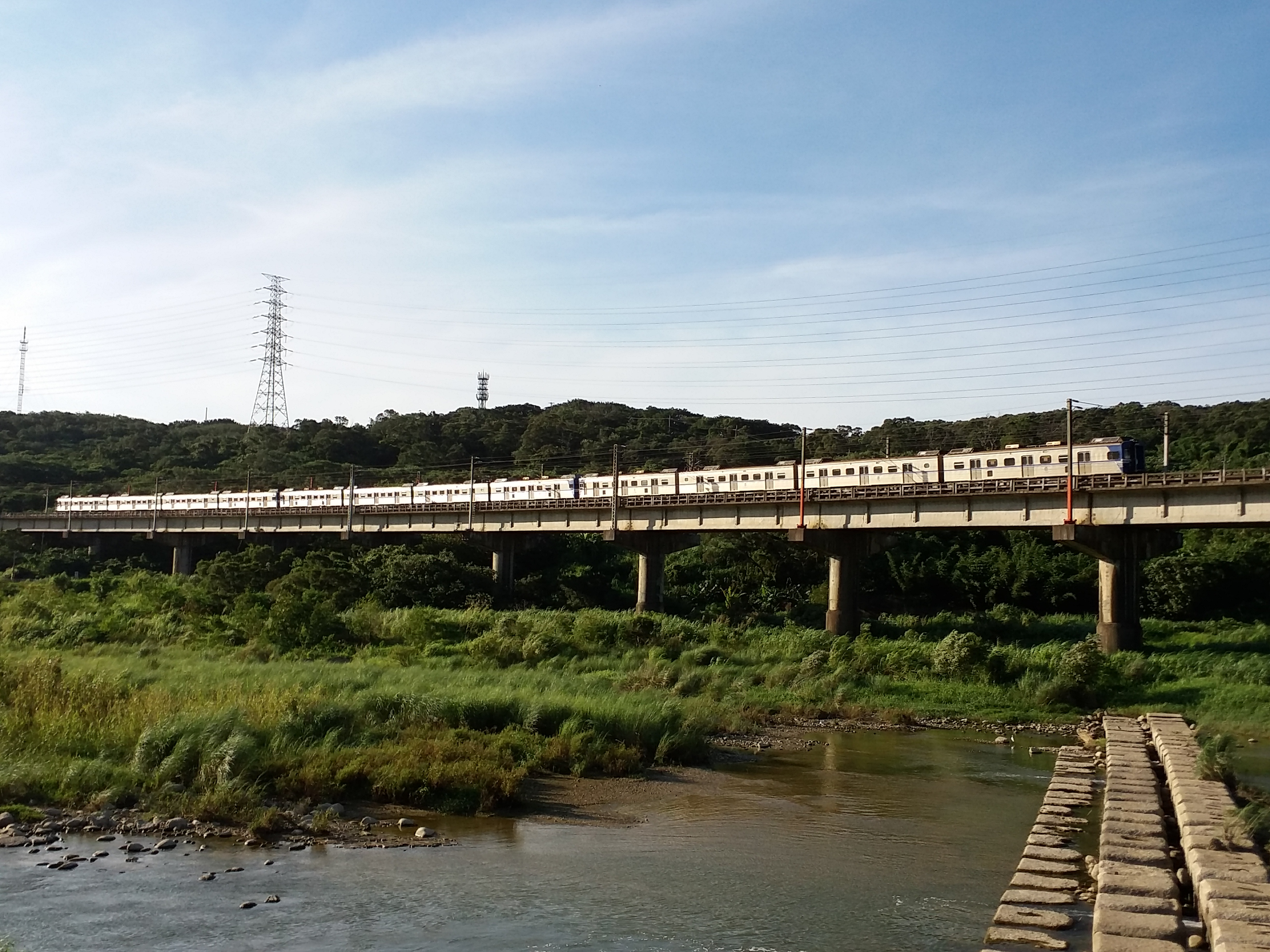
長編組區間車行經鳳山溪橋

## 重大事故
- 2007年6月15日：一列樹林開往蘇澳的2719次區間車（EMU508）在駛離大里站時，遭對向的3902次試運轉列車（E403+E308）撞上造成5死15傷。事故車廂EP508、ET508因受損嚴重報廢，於2020年6月初時解體[47]；EMC508和EM508則停用成為零件供應車目前已報廢[48]。

- 2016年7月7日：一列新竹開往基隆的1258次區間車（EMU509+504）在即將抵達松山站時，第6車（EP509）被放置爆裂物爆炸起火，造成25人受傷。火勢在發生後立即被撲滅[49]。
- 2020年4月27日：EMU540編組於花蓮機務段內進行檢修，在車輛移動時不慎撞擊停放在同股道的EMU536編組，導致7位台鐵員工受傷，並造成兩編組嚴重受損，EMU540後來修復並進行機電改造回歸運用，而EMU536因四車廂大樑受損嚴重，目前停用待報廢除籍[50]

## 外部連結
- 曾鴻儒. . 自由時報電子報 (台北). 2007-11-11  [2014-08-20]. （原始内容存档于2020-09-20）.
- 曾鴻儒. . 自由時報電子報 (台北). 2007-11-11  [2014-08-20]. （原始内容存档于2020-08-03）.
- 卓怡君. . 自由時報電子報 (台北). 2007-11-11  [2014-08-20]. （原始内容存档于2020-08-03）.